# 建筑风格
建筑风格（英語：Architectural style），或稱建築样式，一般认为是一种区域性的或者国际性的建筑物的风格，是对某一建筑师、建筑学校或者历史时期建筑特色的描述。
常见的最重要的建筑风格划分方法是根据地區及时代划分，并且与当时艺术风格的发展方向密切相关。

## 依地區劃分

### 西亞／中東建築

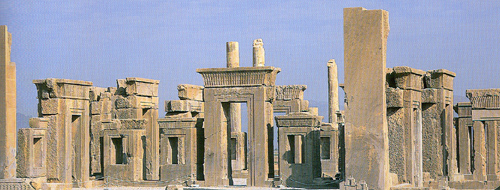
伊朗建築（英语：Iranian_architecture） （波斯波利斯）
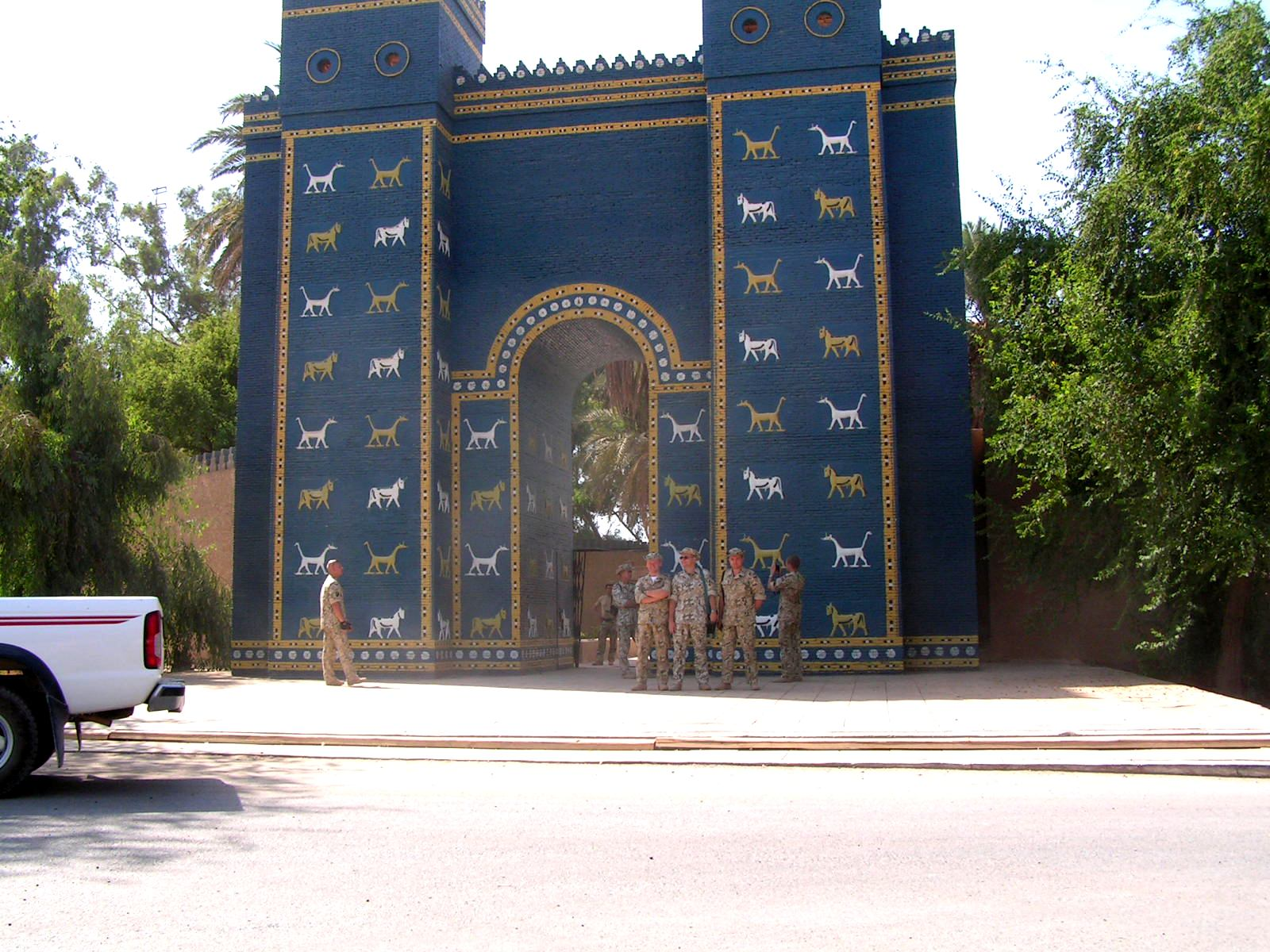
伊拉克建築 （伊敘塔門）
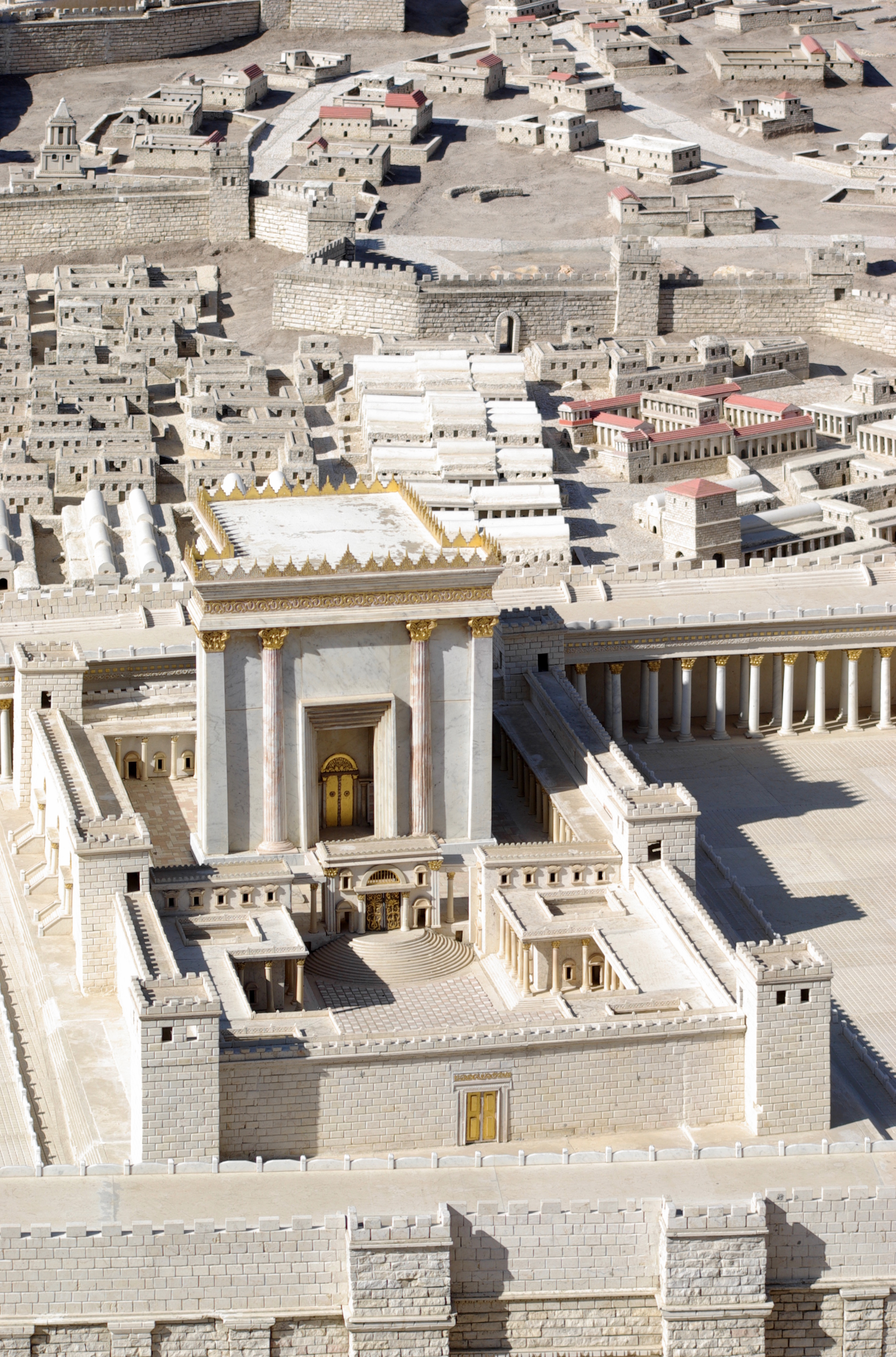
以色列建築（英语：Architecture_of_Israel） （第二圣殿）
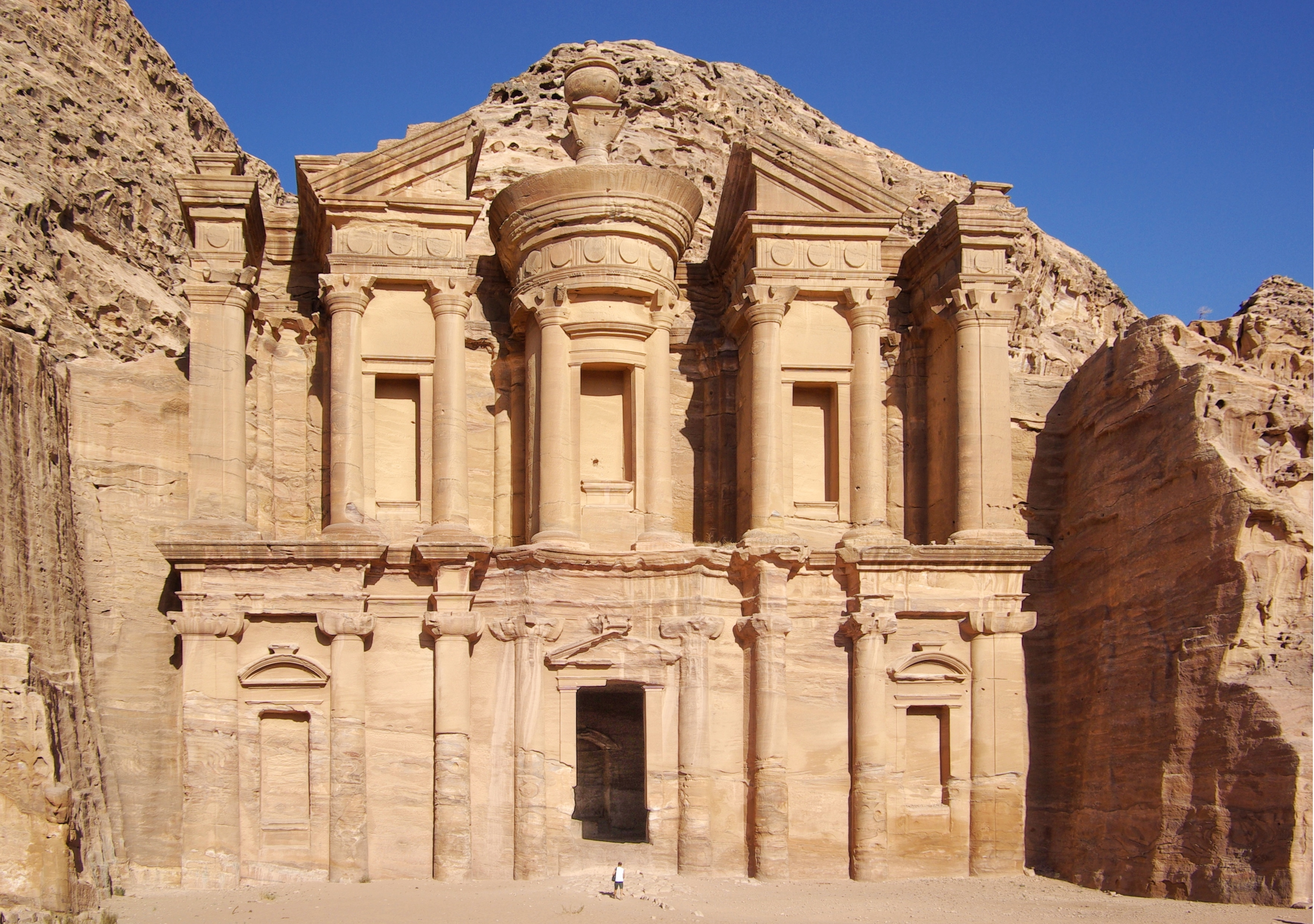
約旦建築（英语：Architecture_of_Jordan） （佩特拉）
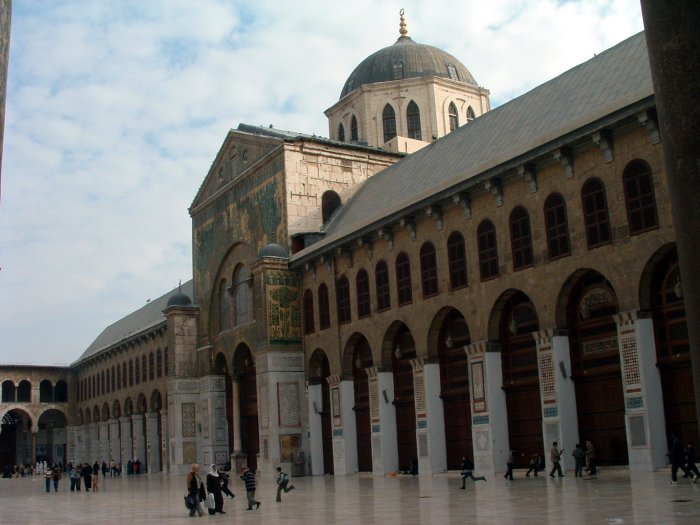
敘利亞建築 （倭馬亞大清真寺）
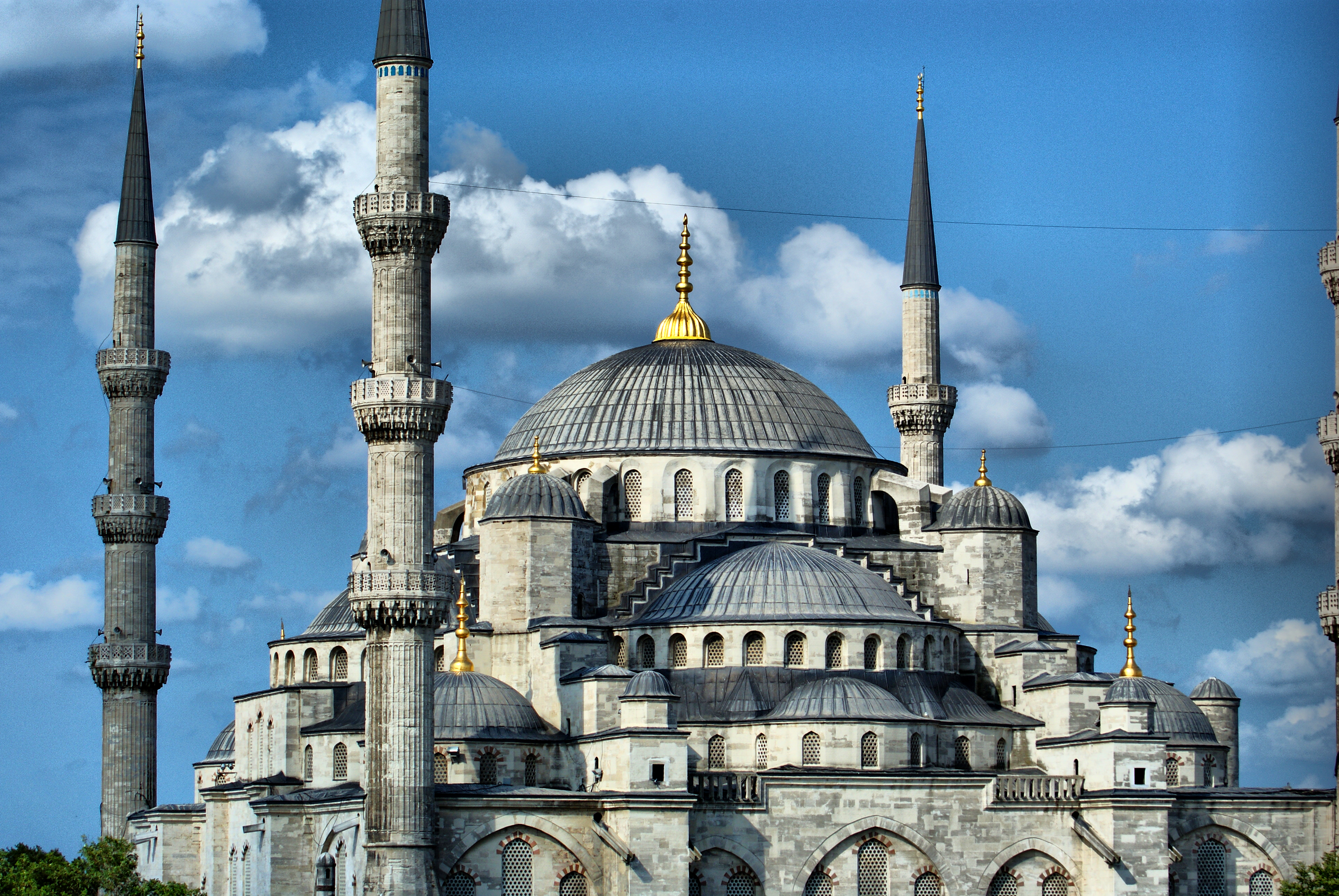
土耳其建築 （藍色清真寺）
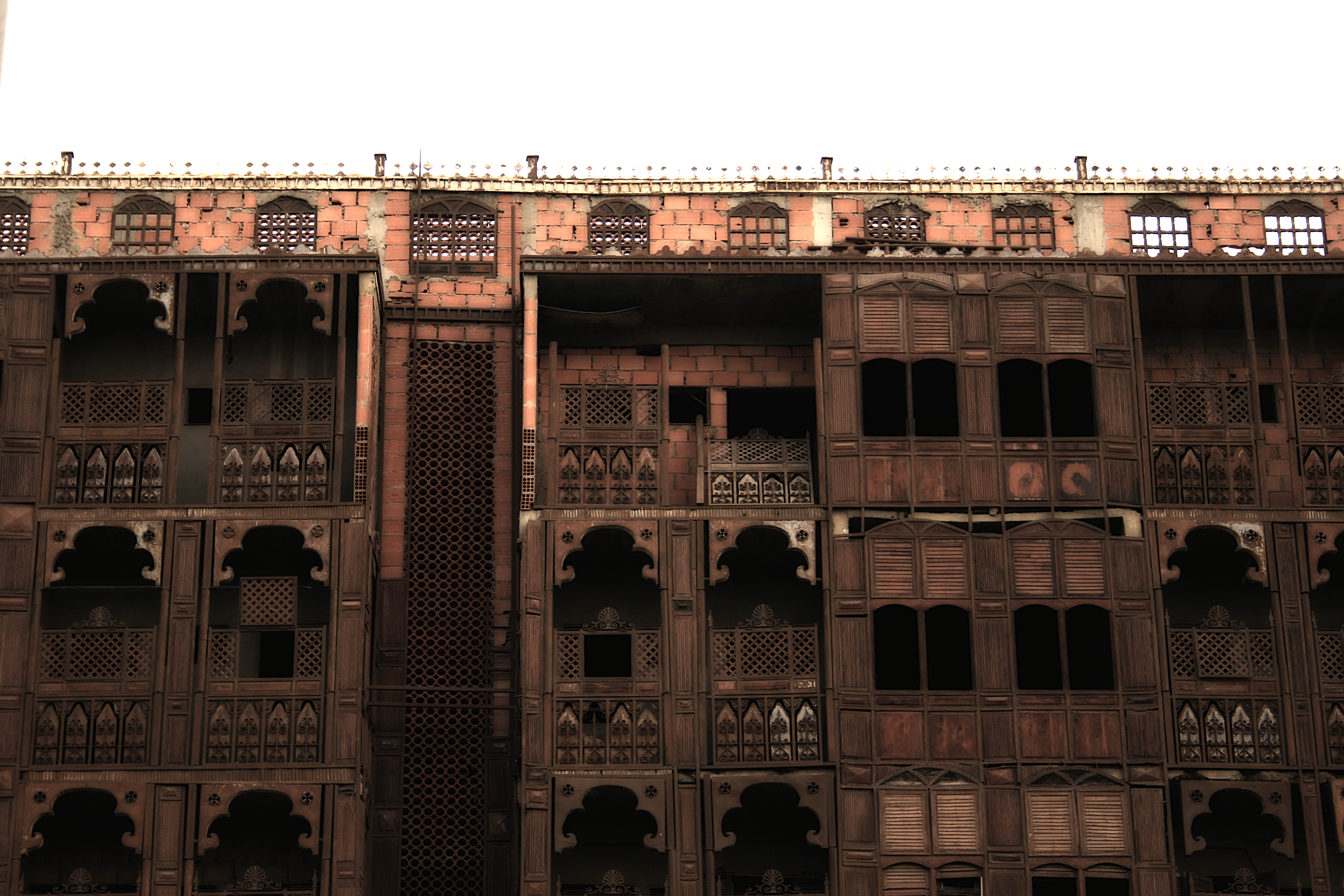
沙烏地阿拉伯建築（英语：Architecture_of_Saudi_Arabia） （阿爾巴拉德）
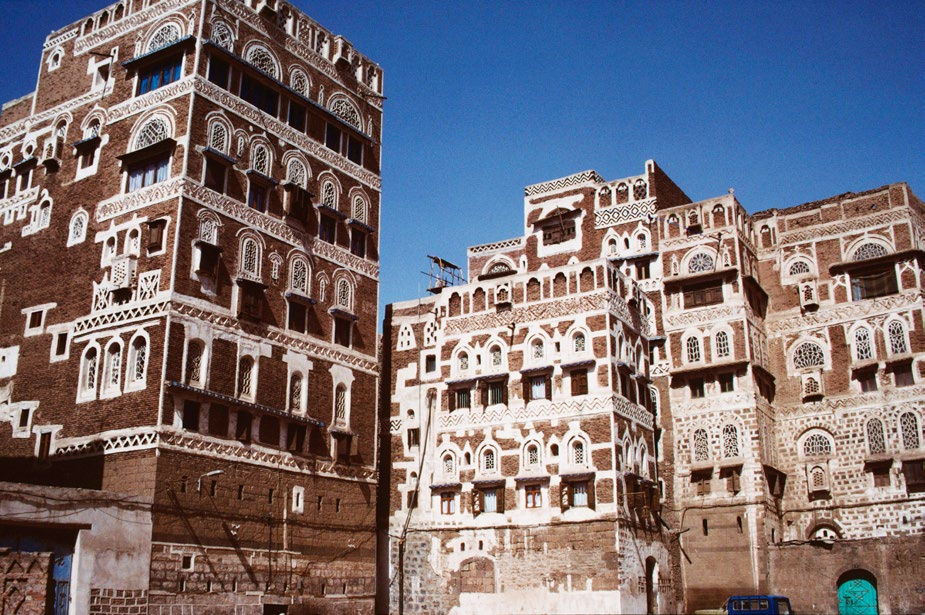
葉門建築 （沙那古城）
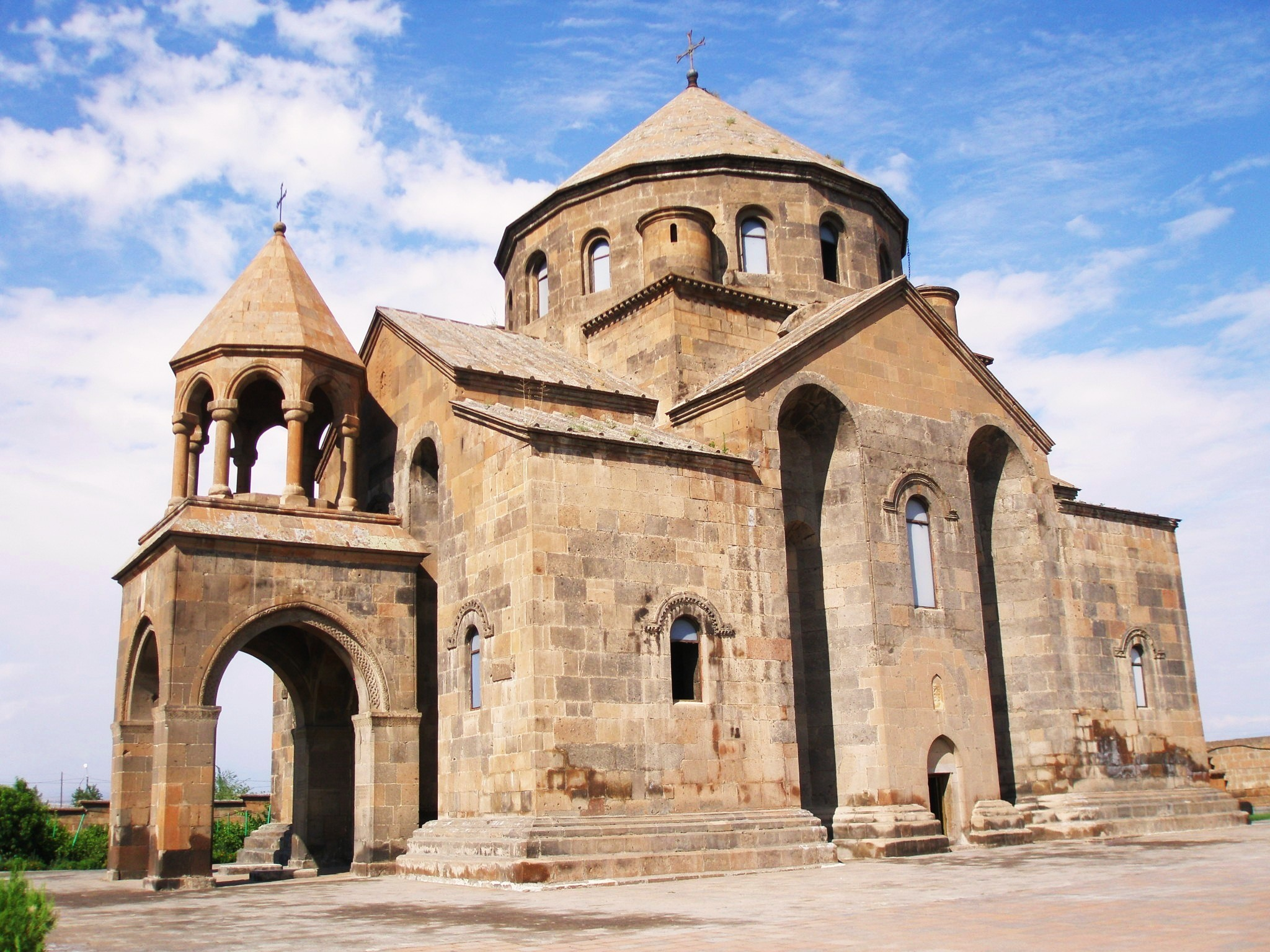
亞美尼亞建築 （Saint Hripsime Church）

### 非洲建築

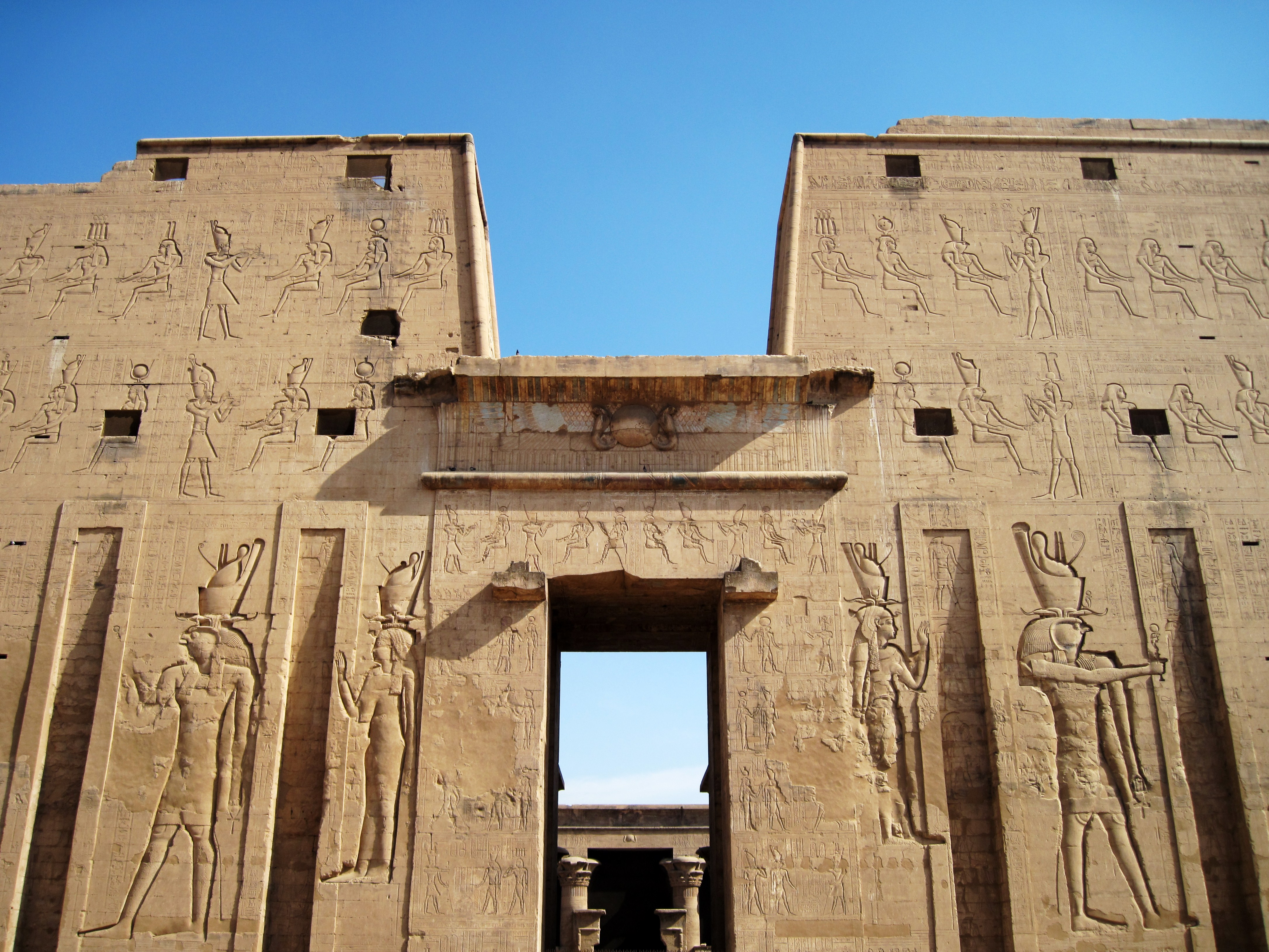
古埃及建築 （埃德富神廟）
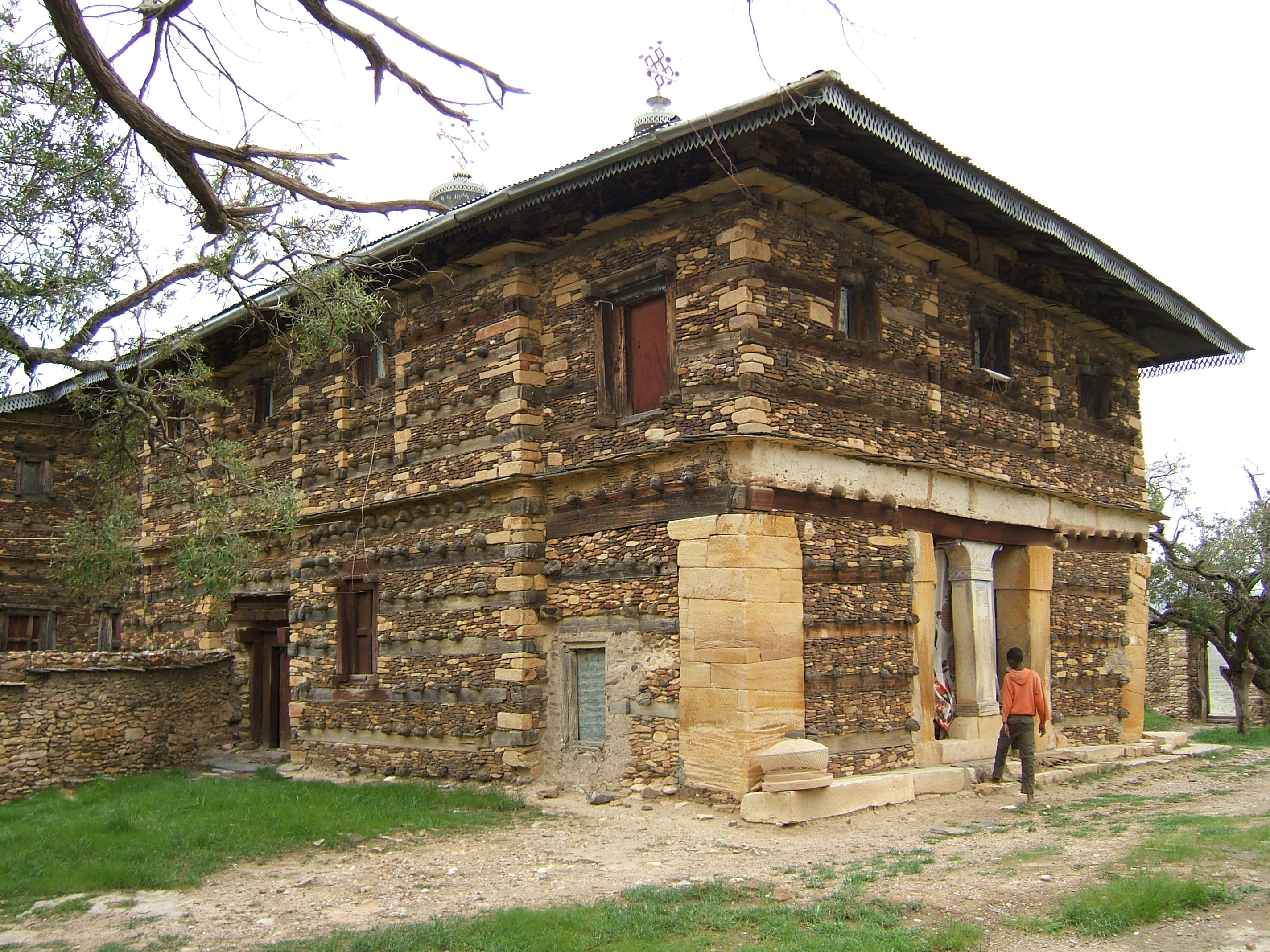
衣索匹亞建築
（Debre Damo修道院）
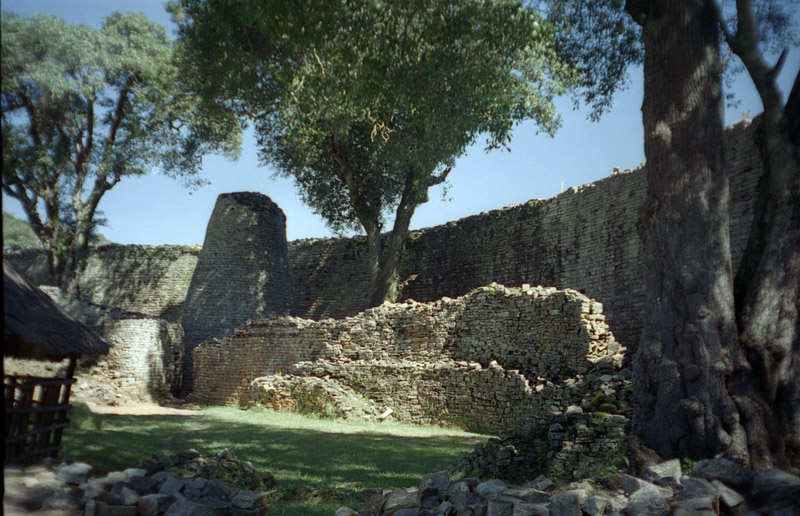
希巴威建築（英语：Architecture_of_Zimbabwe） （大津巴布韦遗址）
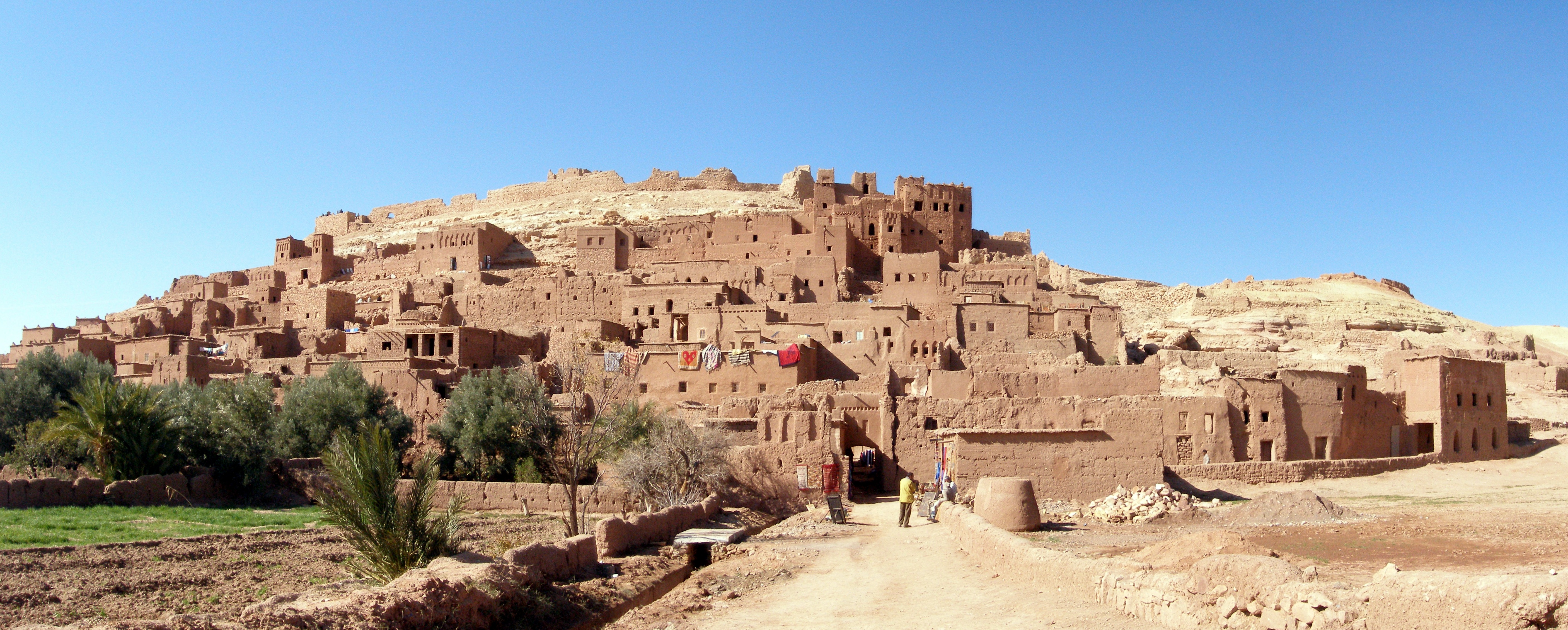
摩洛哥建築 （阿伊特本哈杜）

### 東亞建築

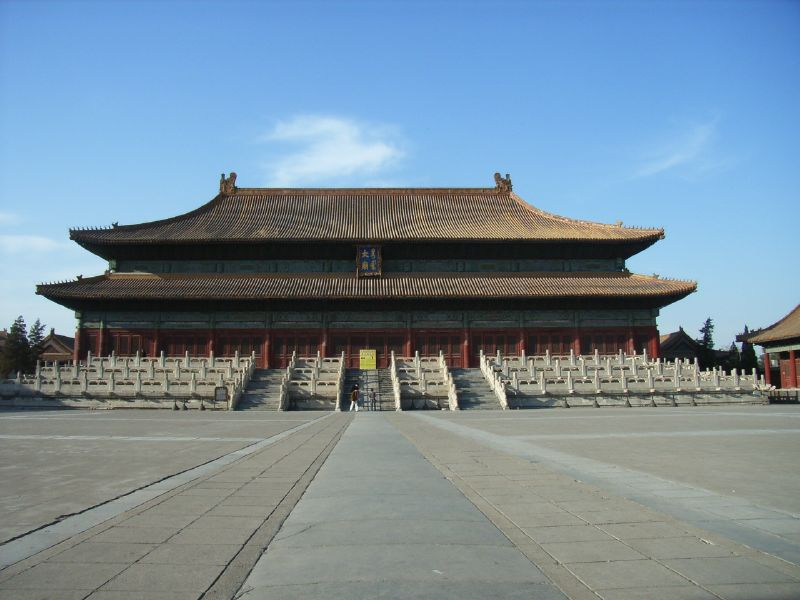
中國建築 （北京太廟）
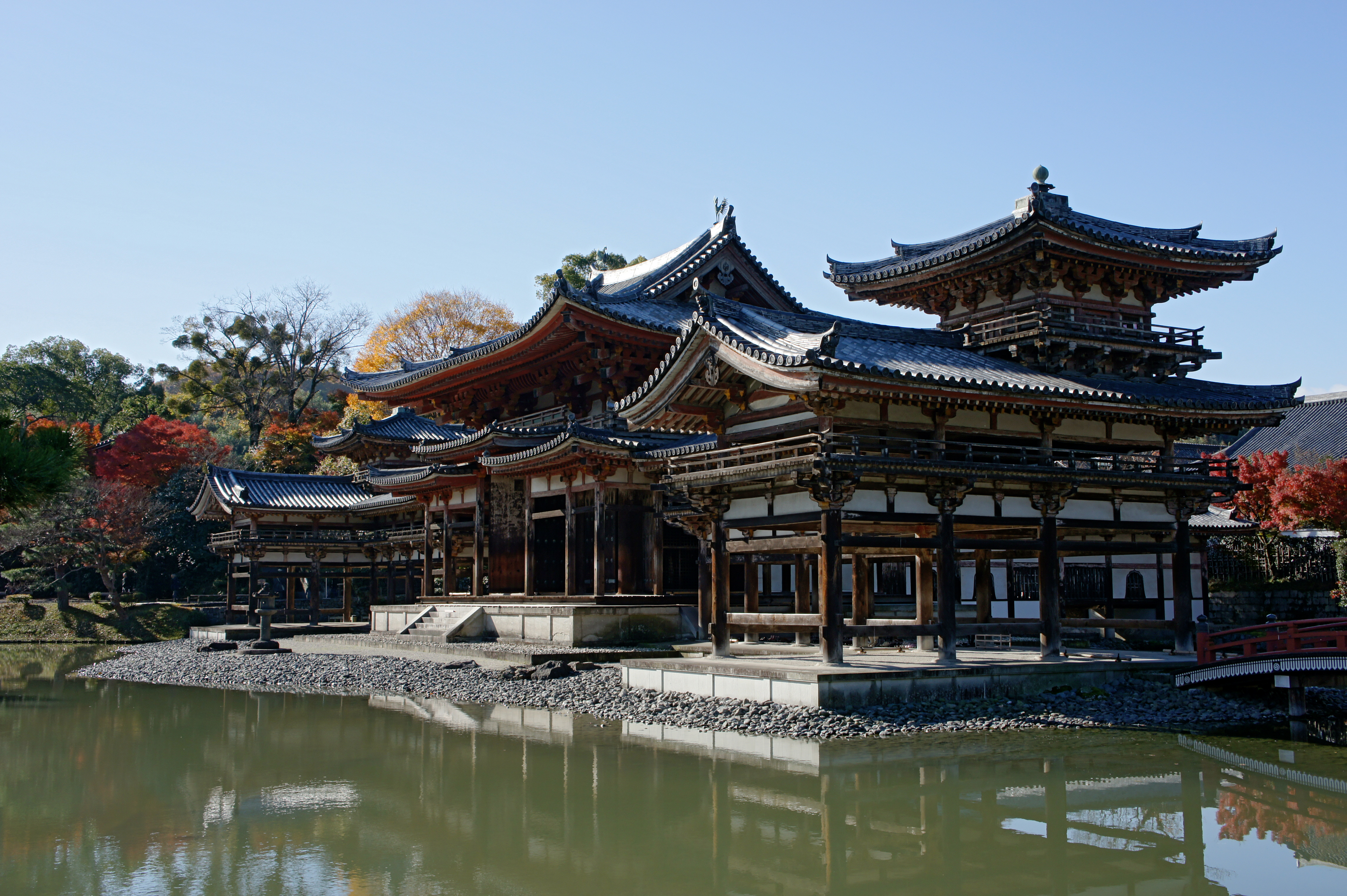
日本建築 （平等院）
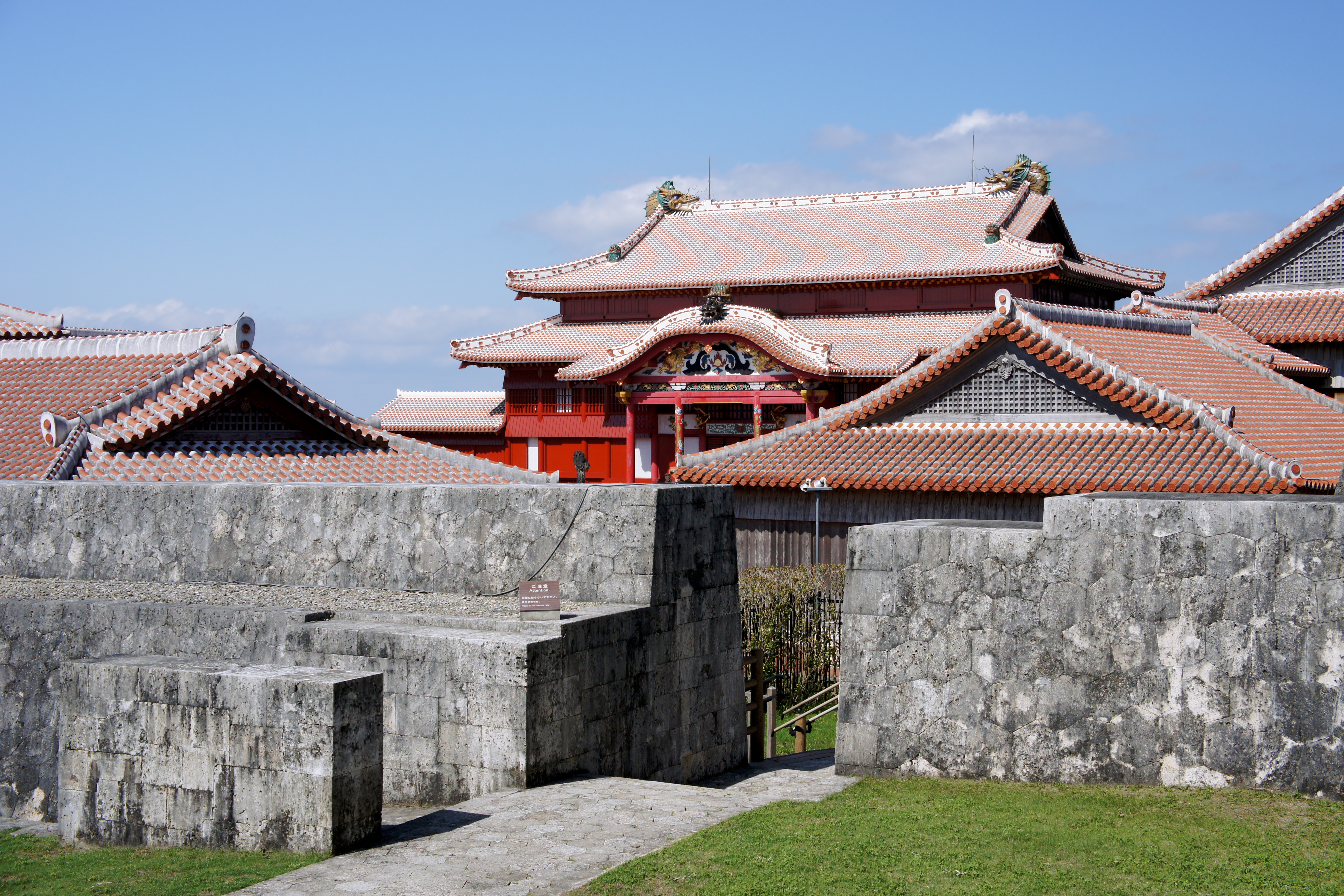
琉球建築 （首里城）
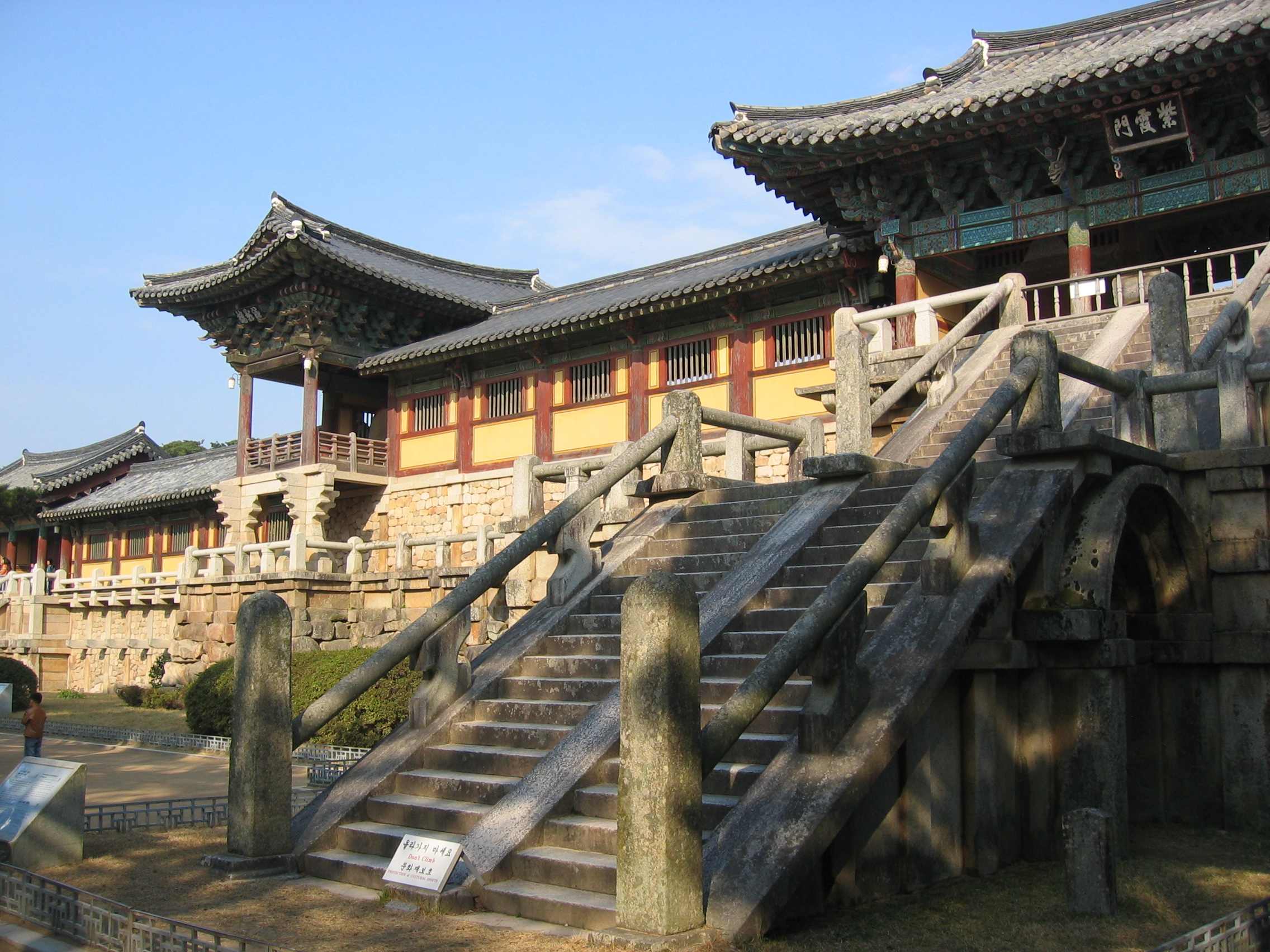
韓國建築 （佛國寺）
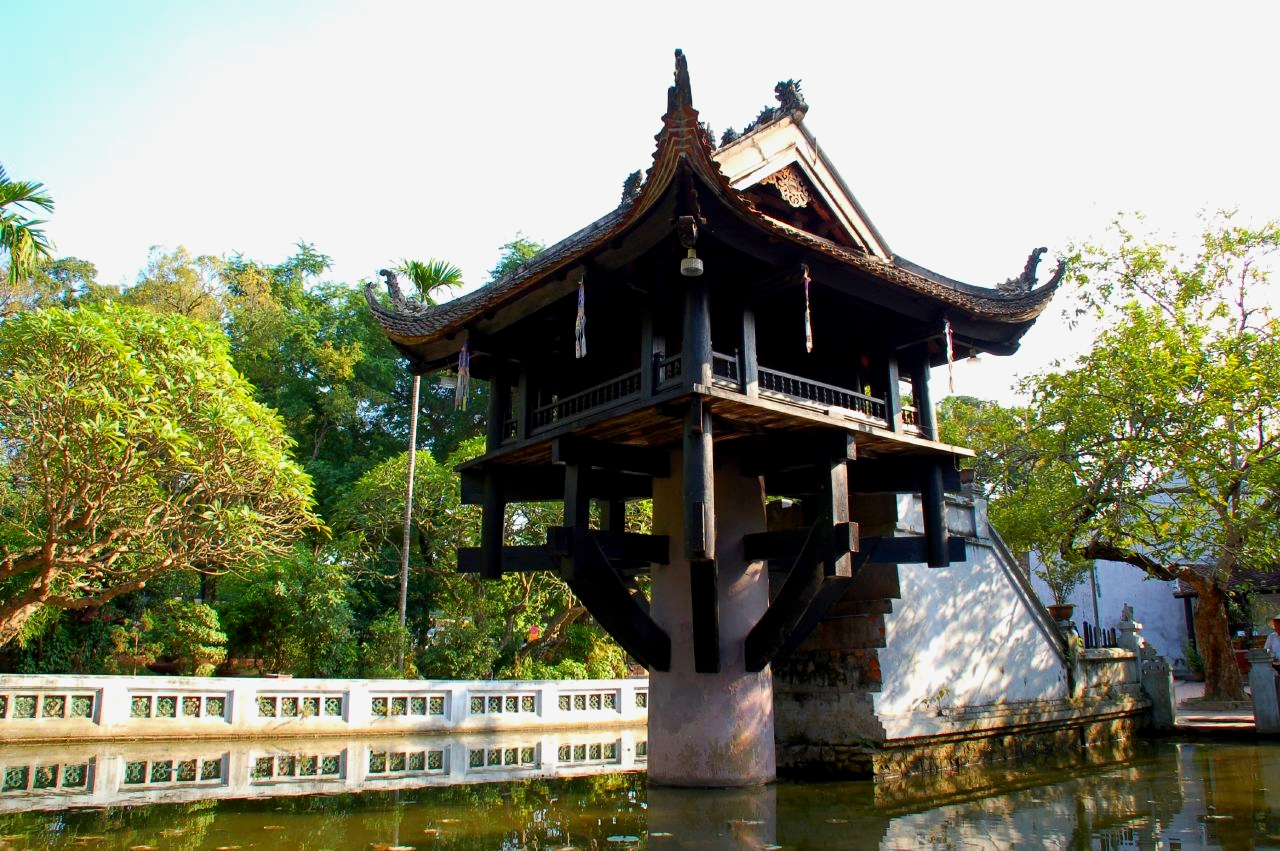
越南建築 （一柱寺）
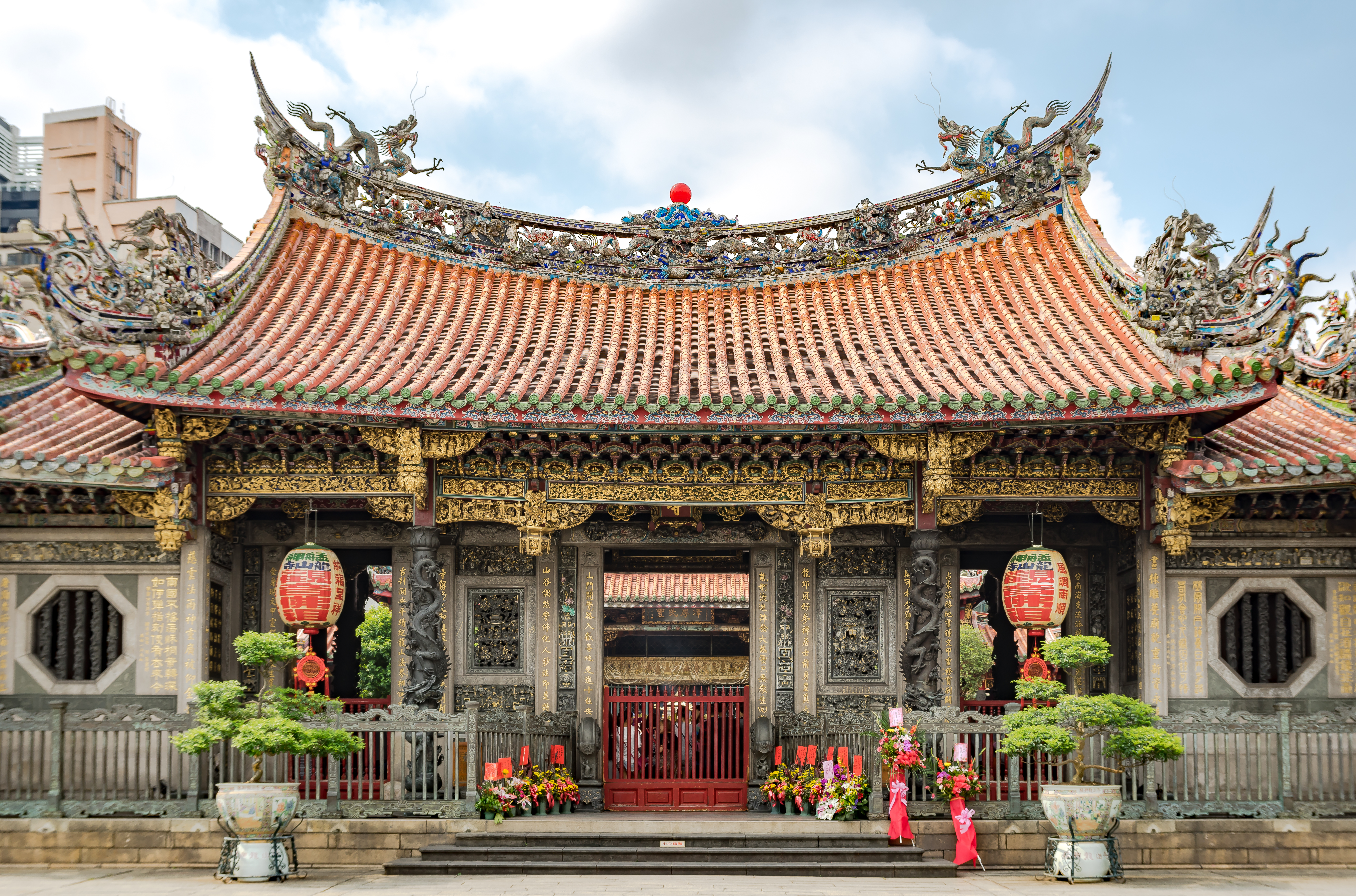
臺灣建築 （艋舺龍山寺）
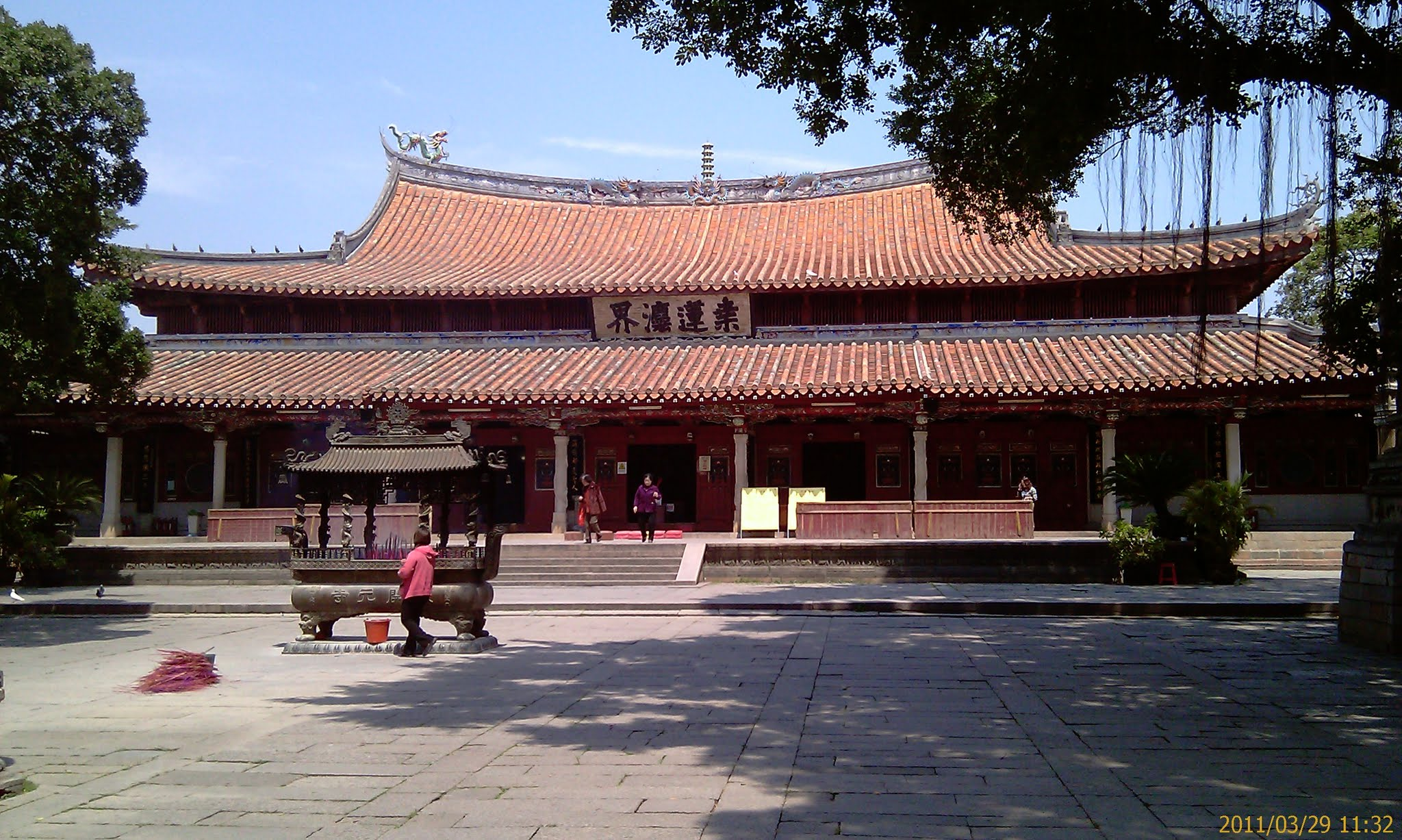
閩南建築 （泉州開元寺）
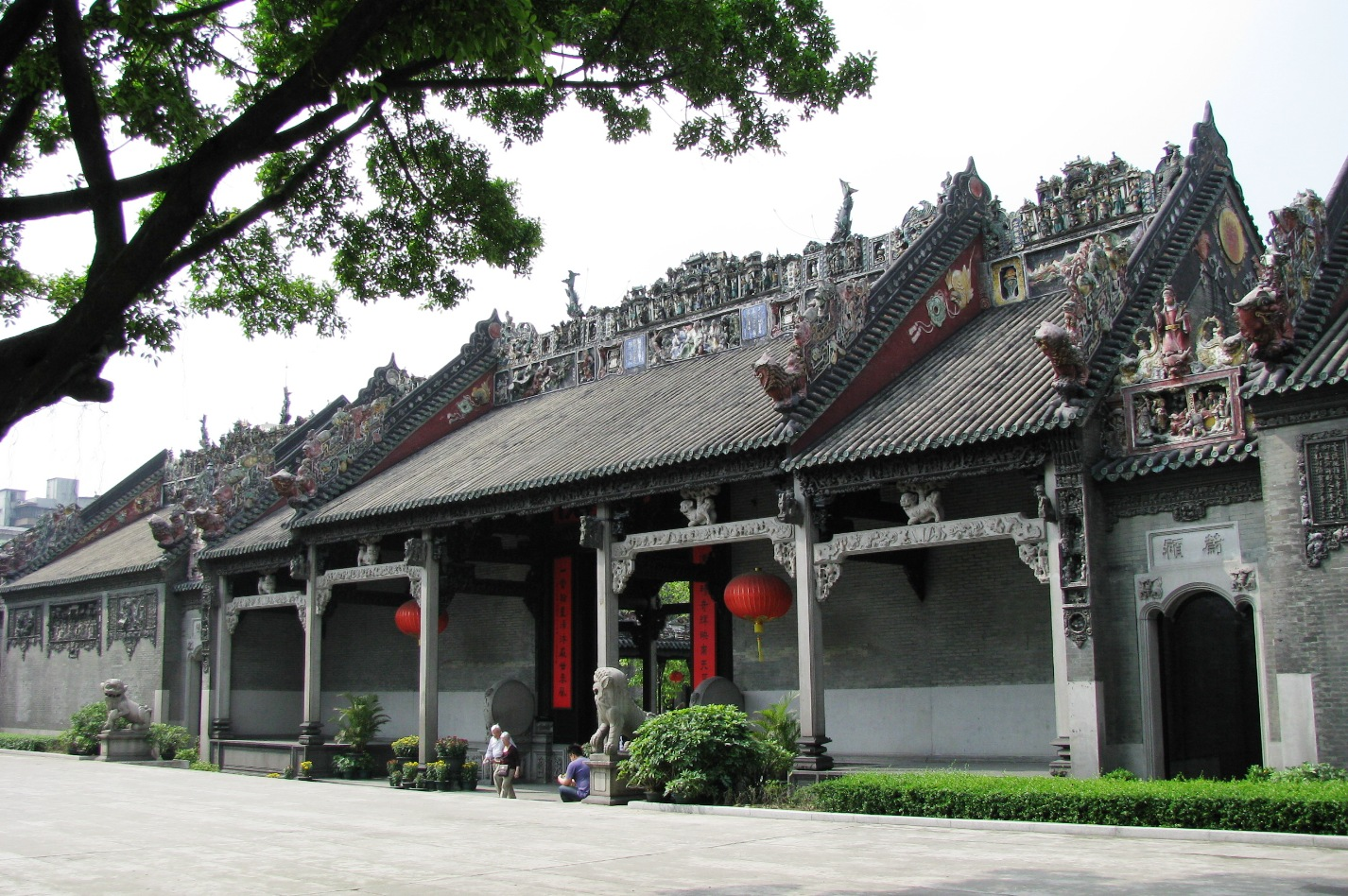
嶺南建築 （陳家祠）
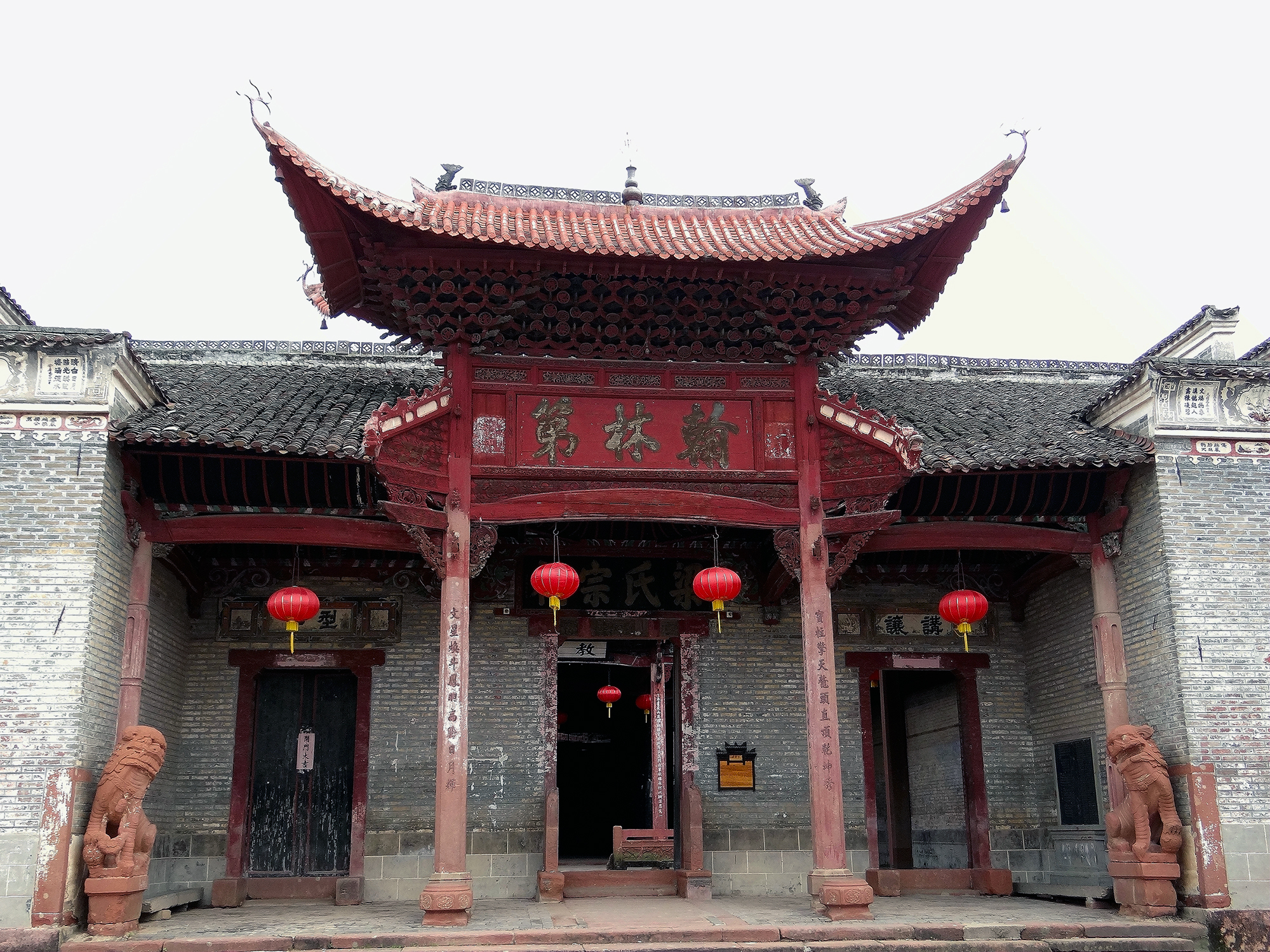
贛派建築 （渼陂永慕堂）
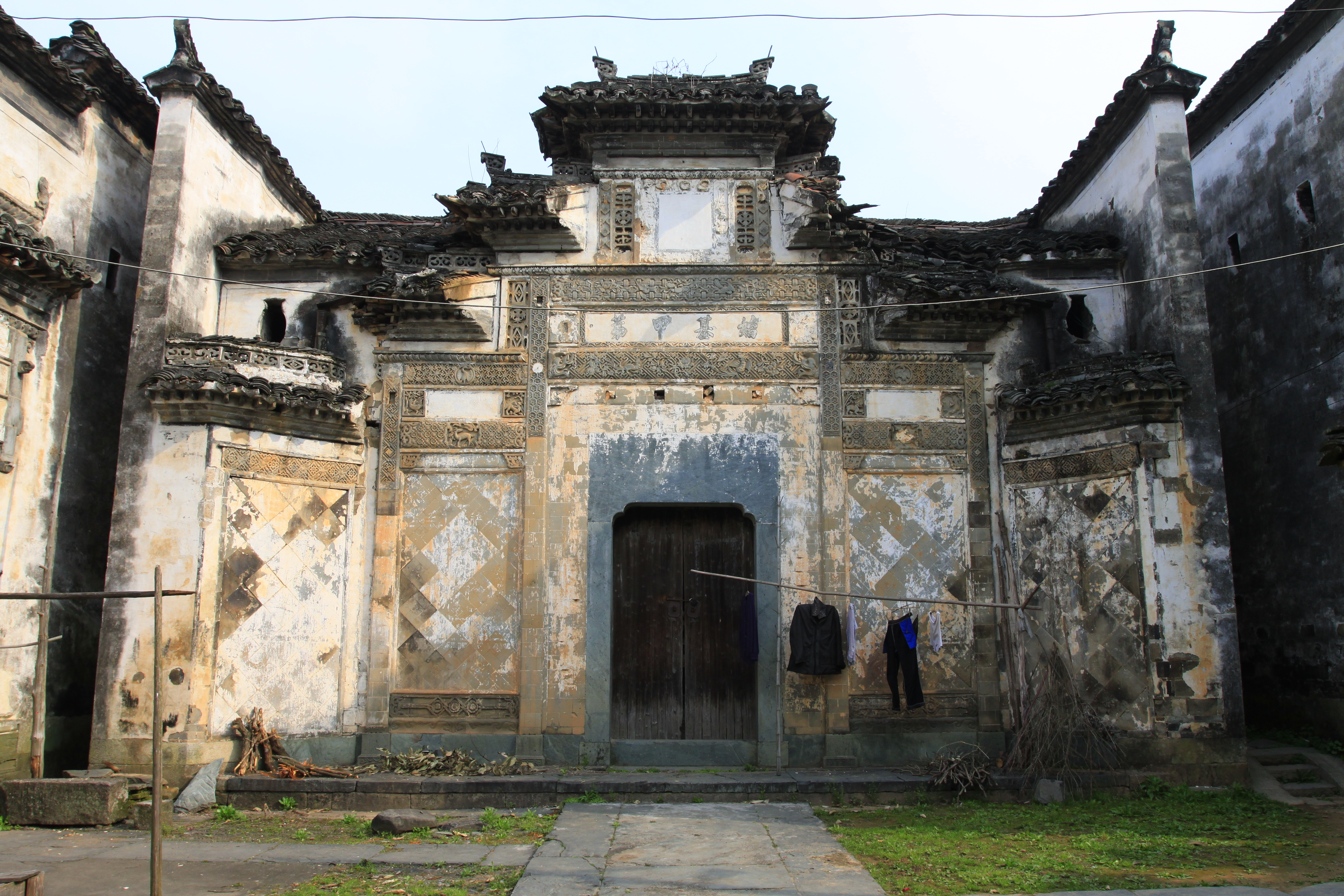
徽派建築 （篁村余氏宗祠）
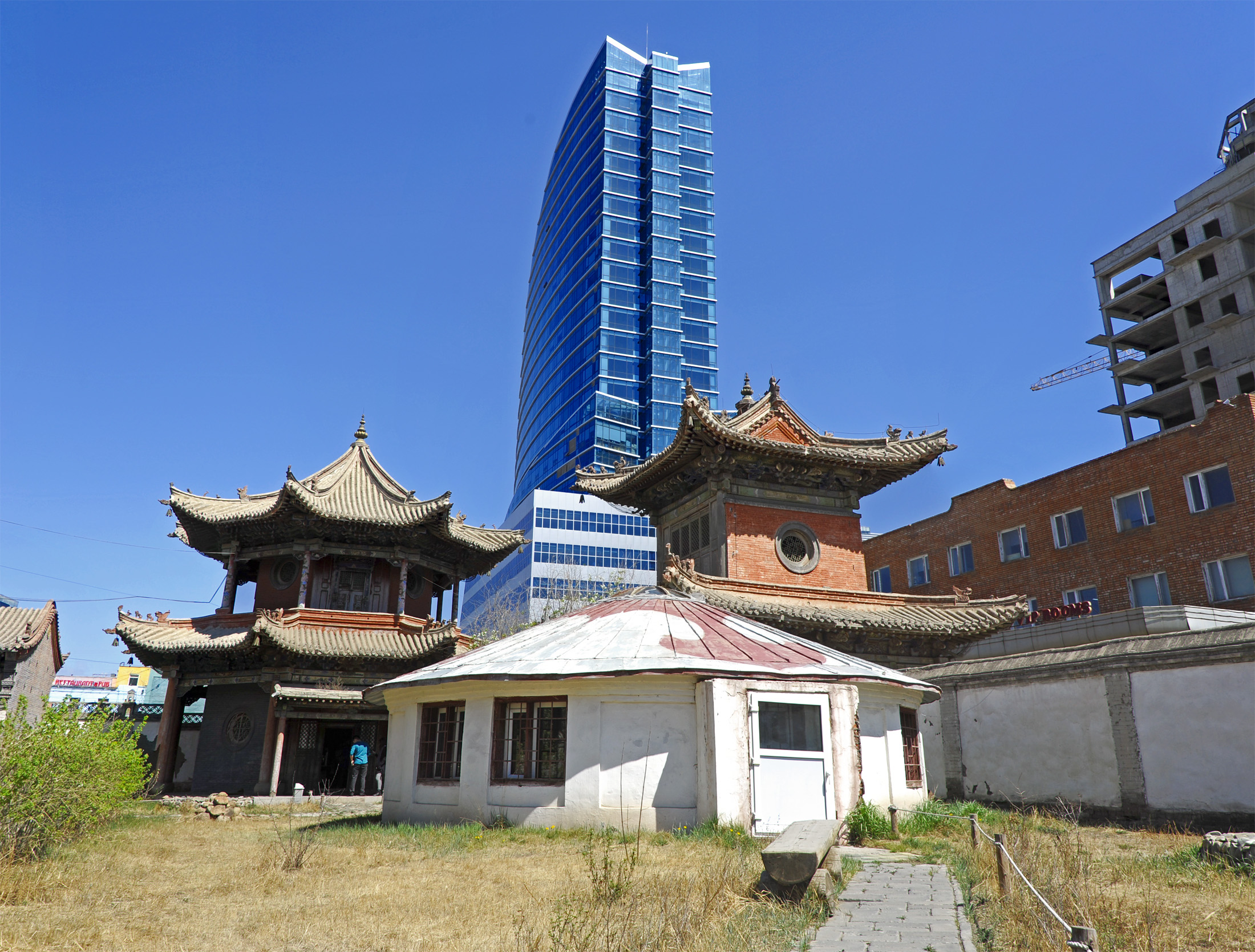
蒙古建築（英语：Architecture of Mongolia） （興仁寺）
西藏建築（英语：Architecture_of_Tibet） （布達拉宮）

### 南亞及東南亞建築

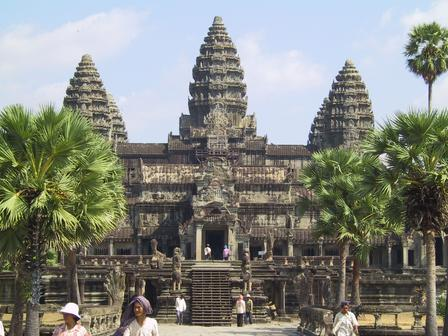
柬埔寨建築 （吳哥窟）
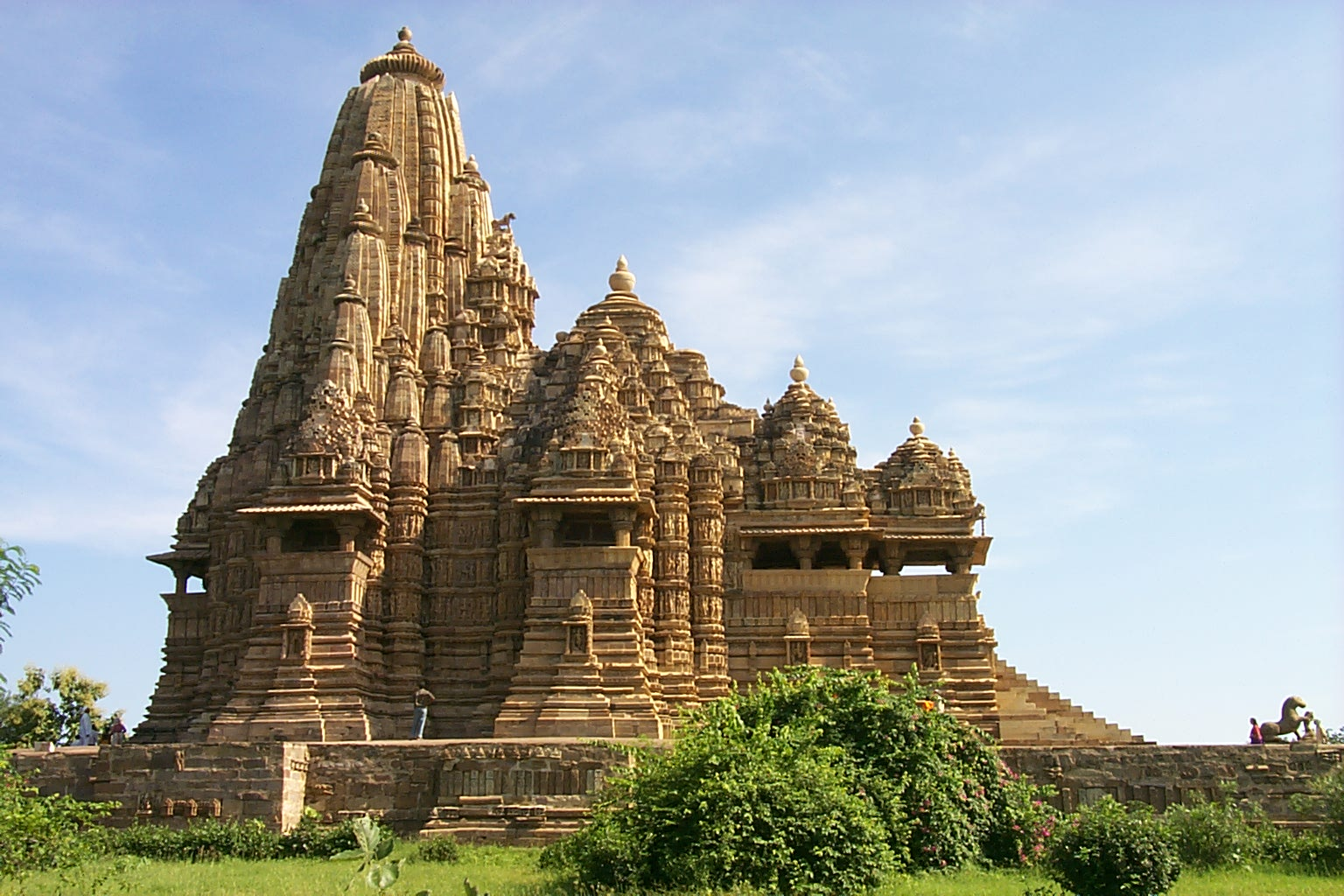
印度建築 （坎達里雅·默赫代奧神廟）
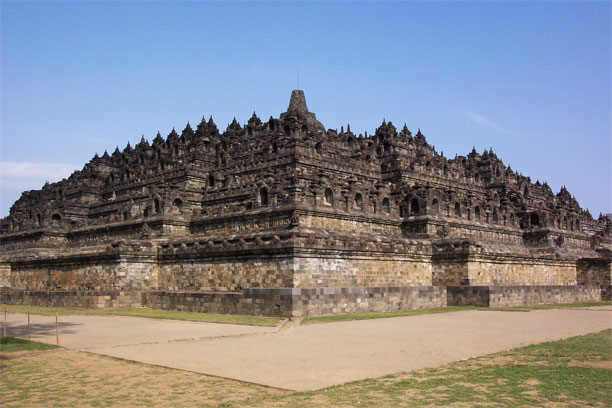
印度尼西亞建築 （婆羅浮屠）
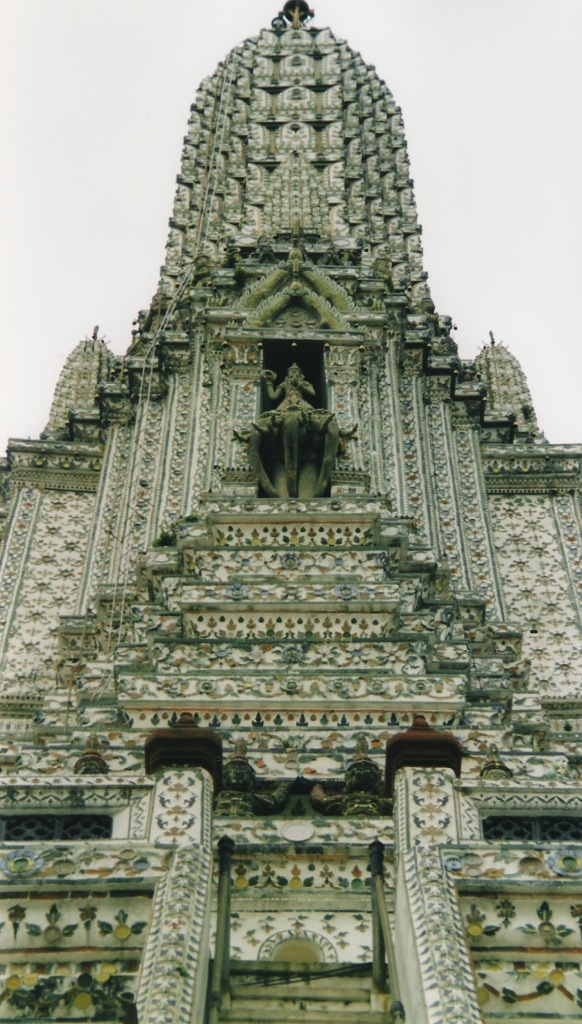
泰國建築 （黎明寺）
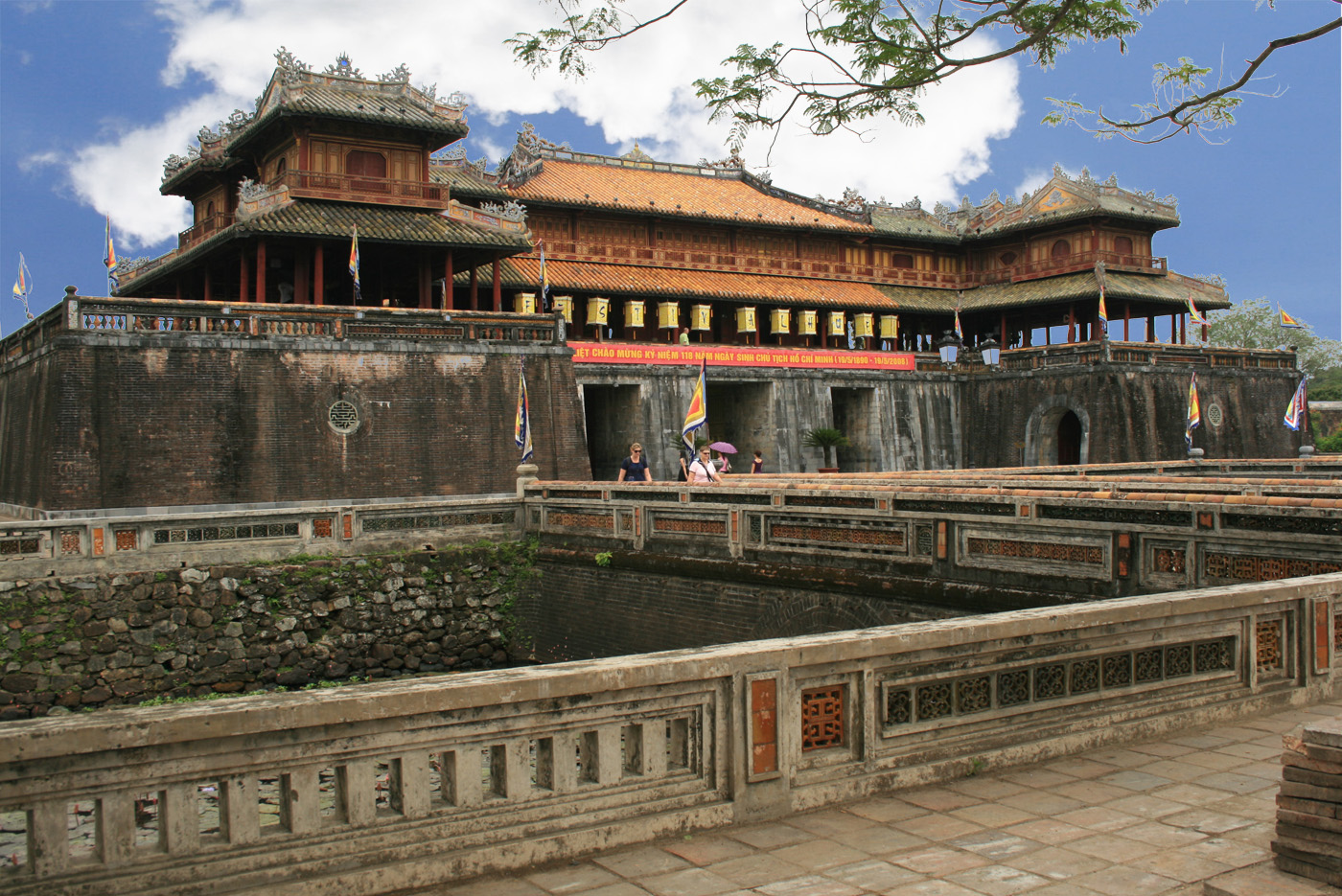
越南建築 （順化皇城）
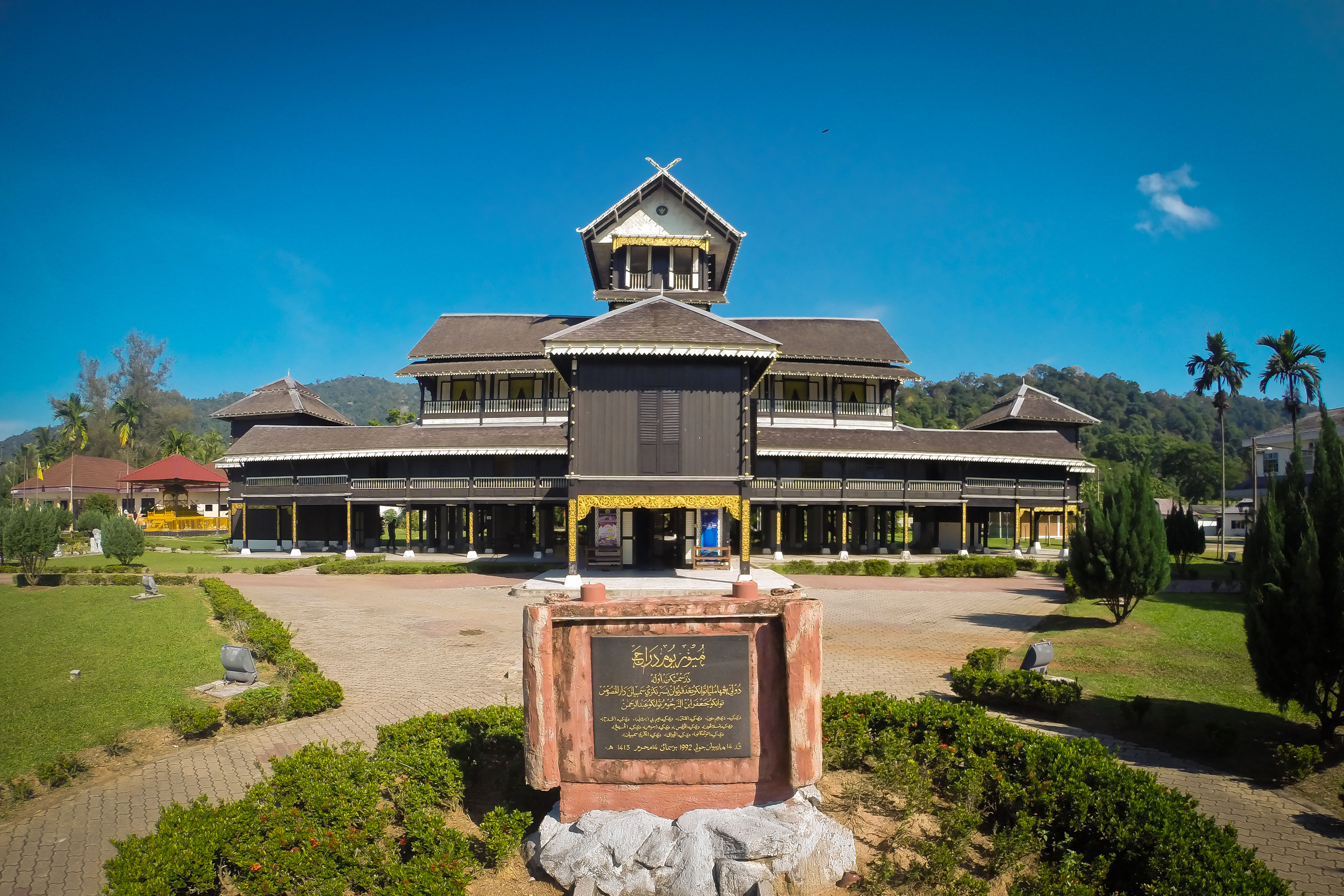
馬來西亞建築 （神安池舊皇宮）
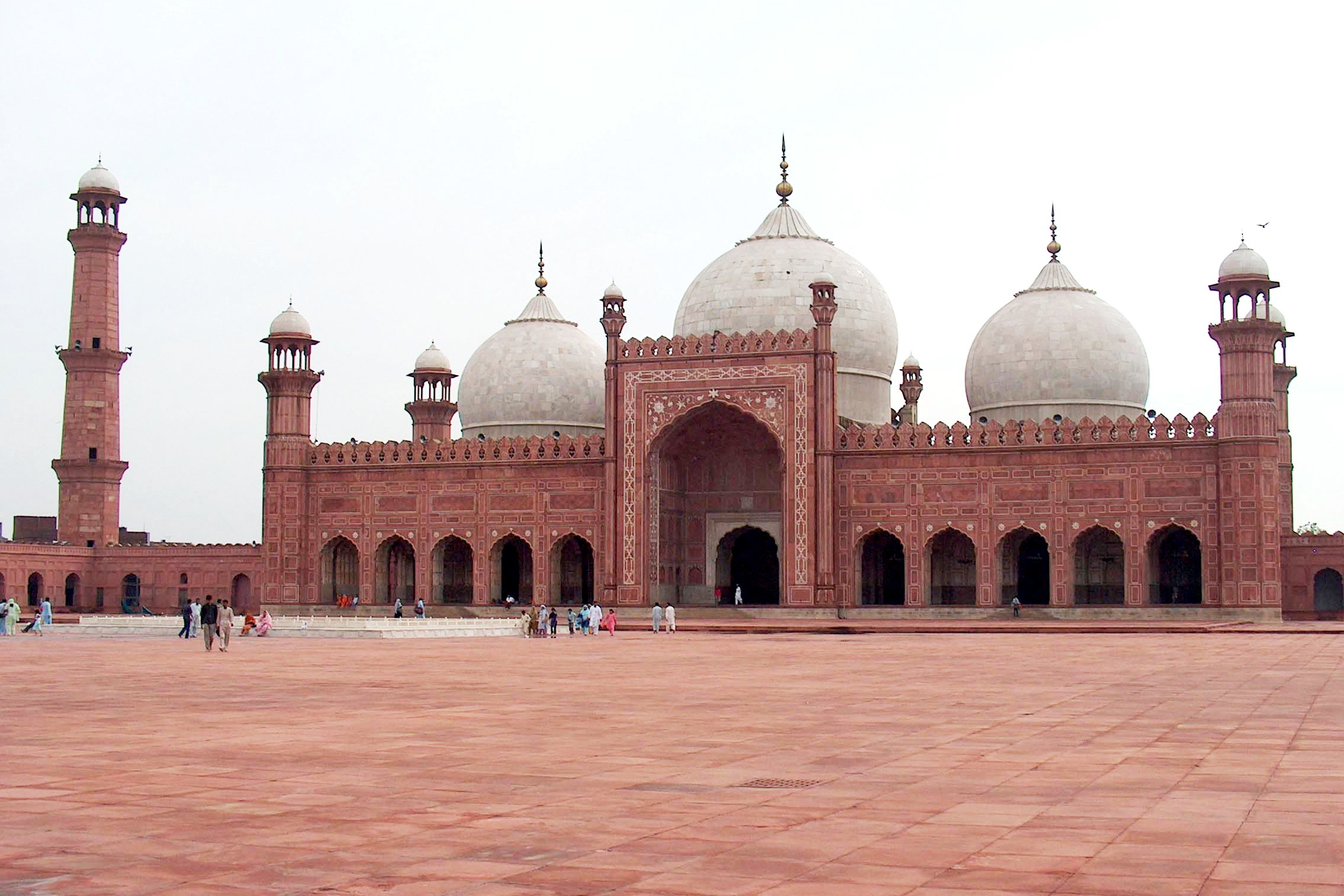
巴基斯坦建築 （巴德夏希清真寺）
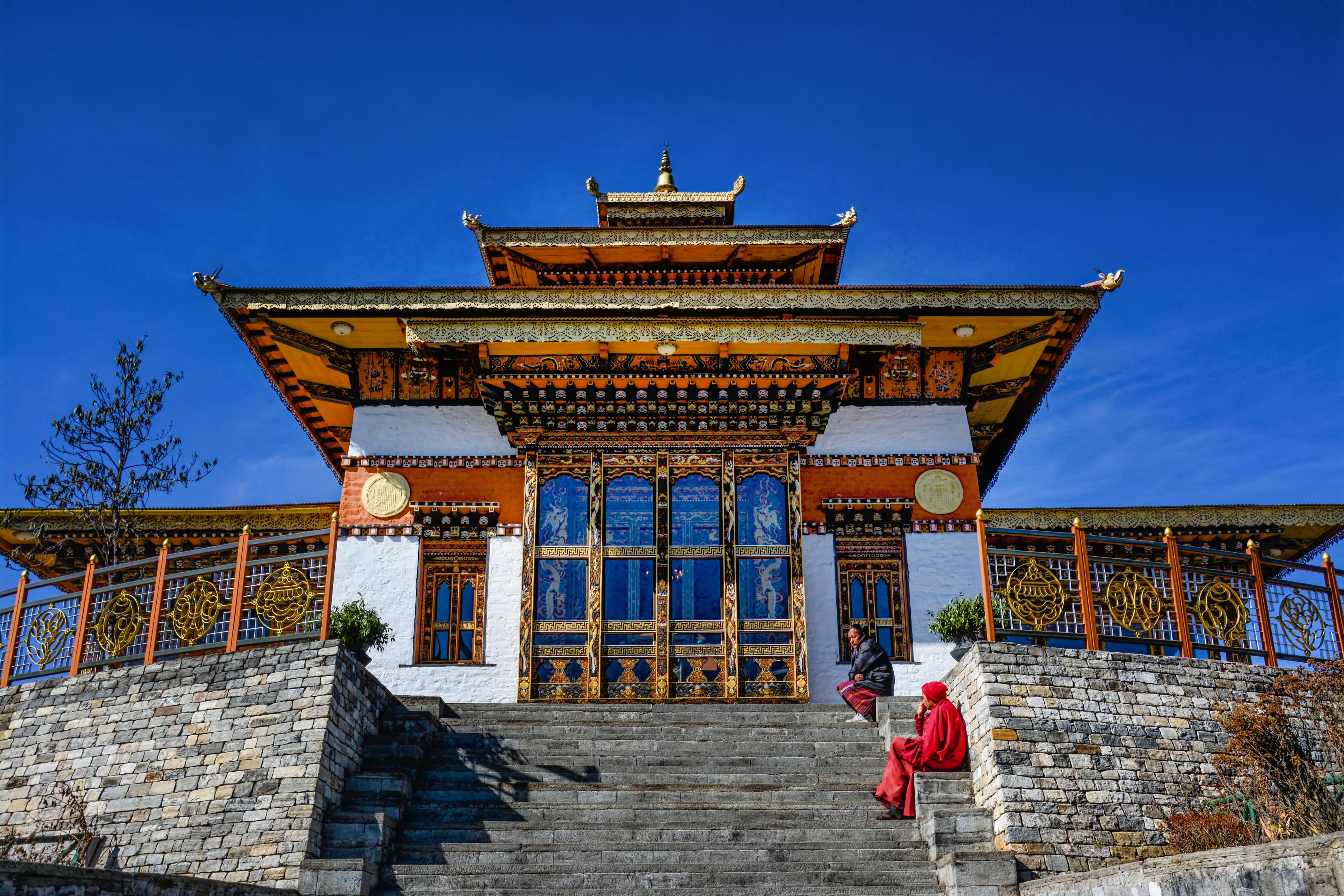
不丹建築（英语：Architecture of Bhutan）
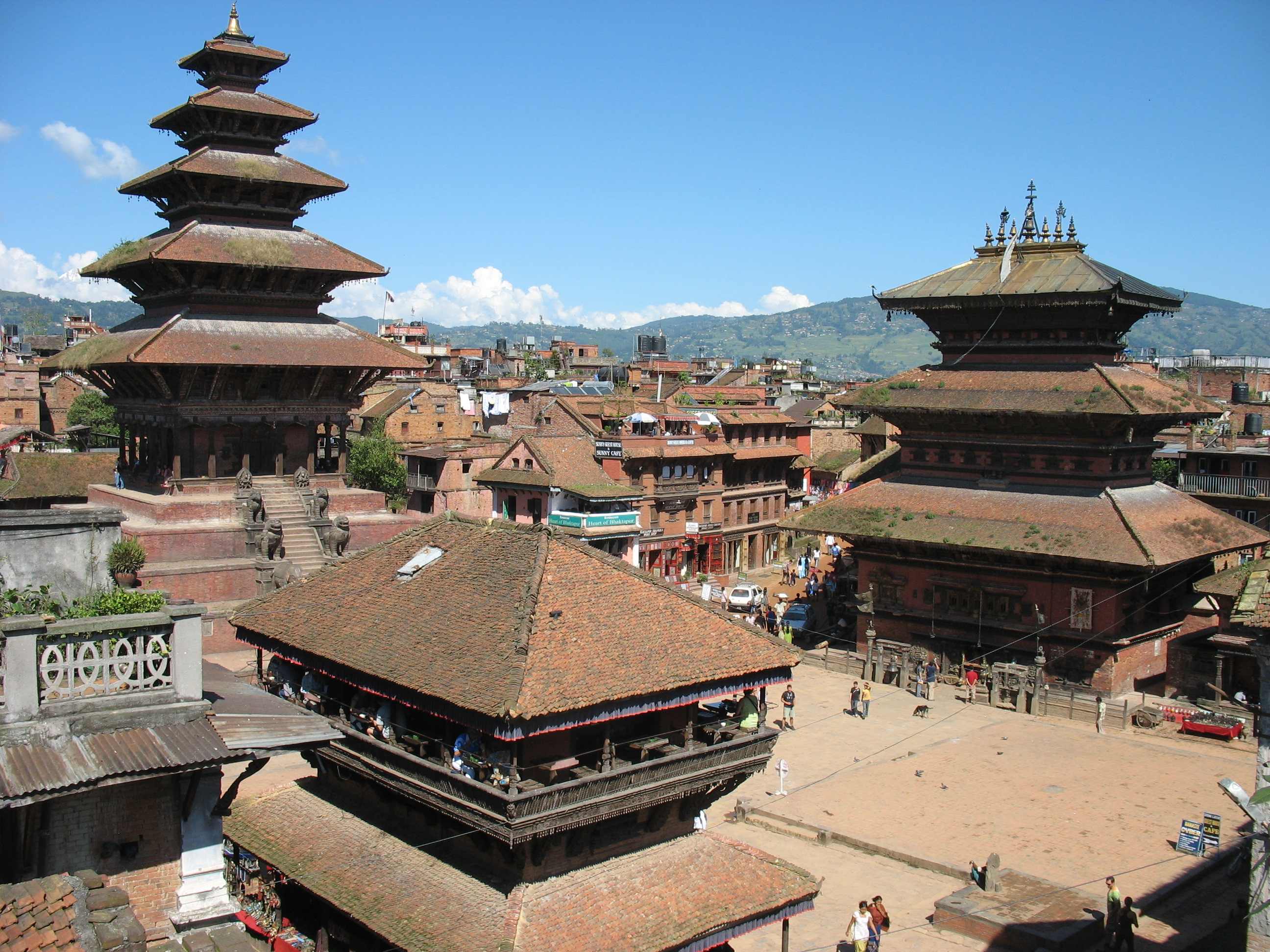
尼泊爾建築（英语：Architecture of Nepal）

### 歐洲建築

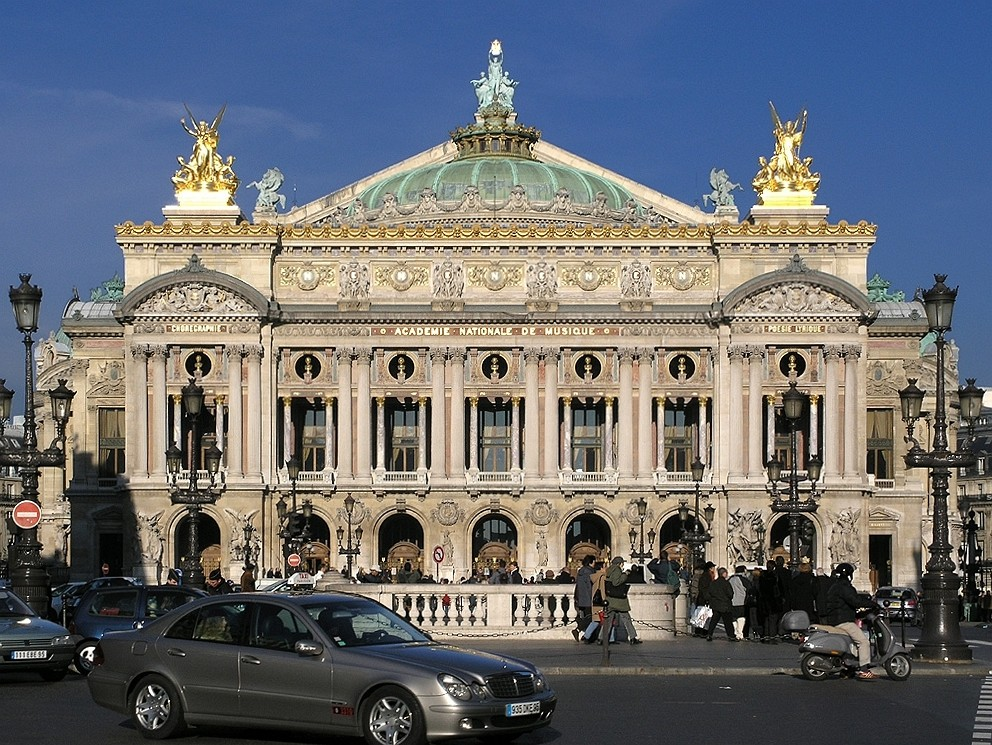
法國建築 （巴黎歌劇院）
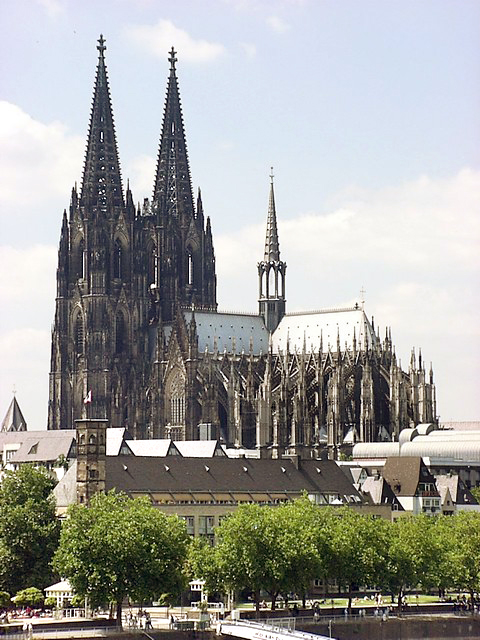
德國建築 （科隆大教堂）
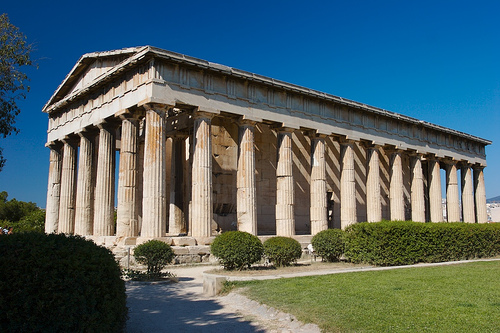
古希臘建築 （赫淮斯托斯神庙）
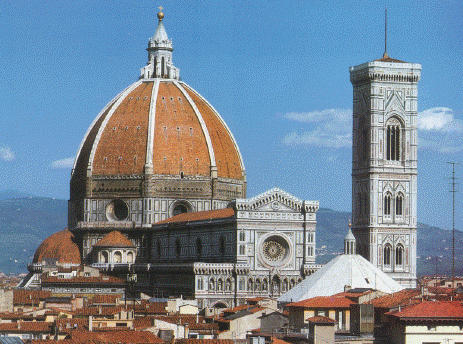
義大利建築 （聖母百花聖殿）
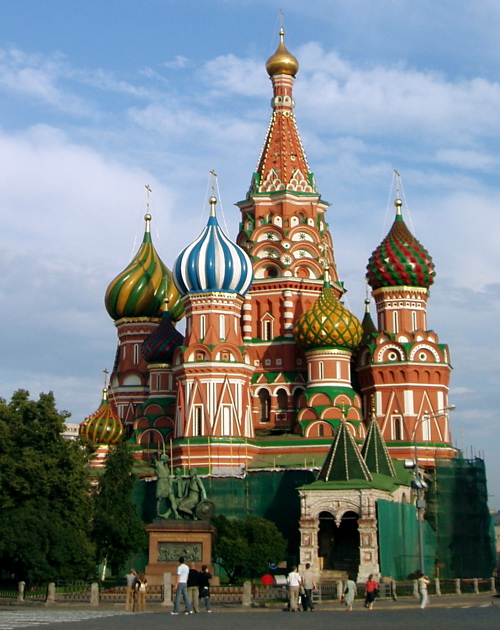
俄羅斯建築 （圣瓦西里大教堂）
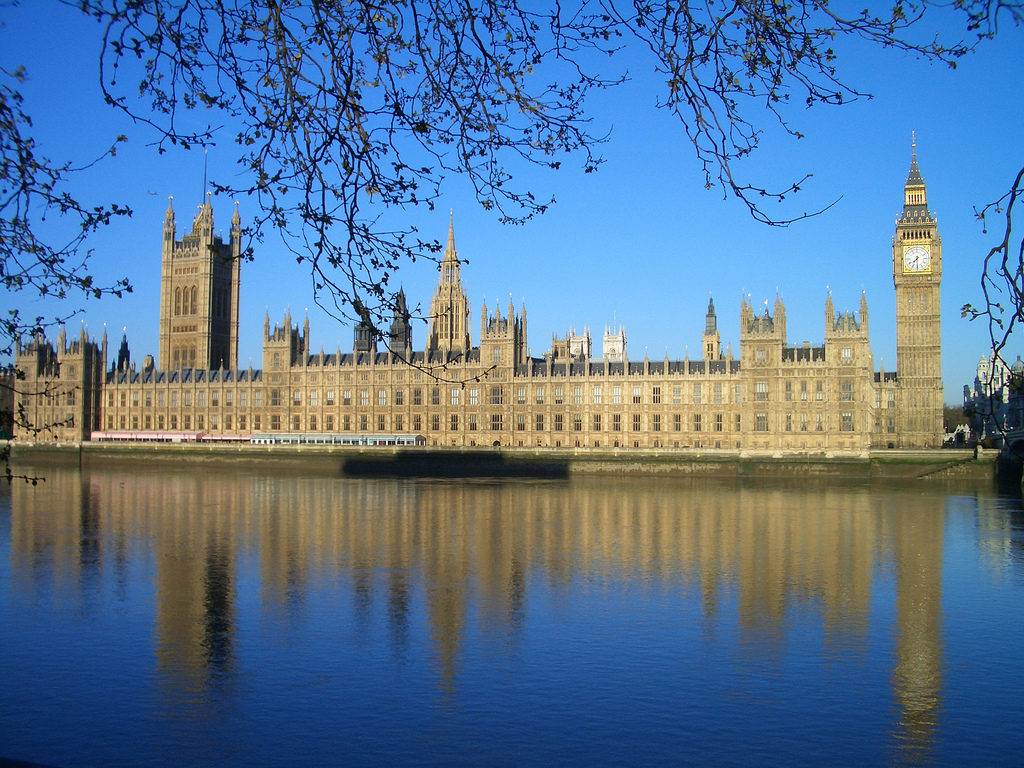
英國建築 （威斯敏斯特宫）

### 美洲建築

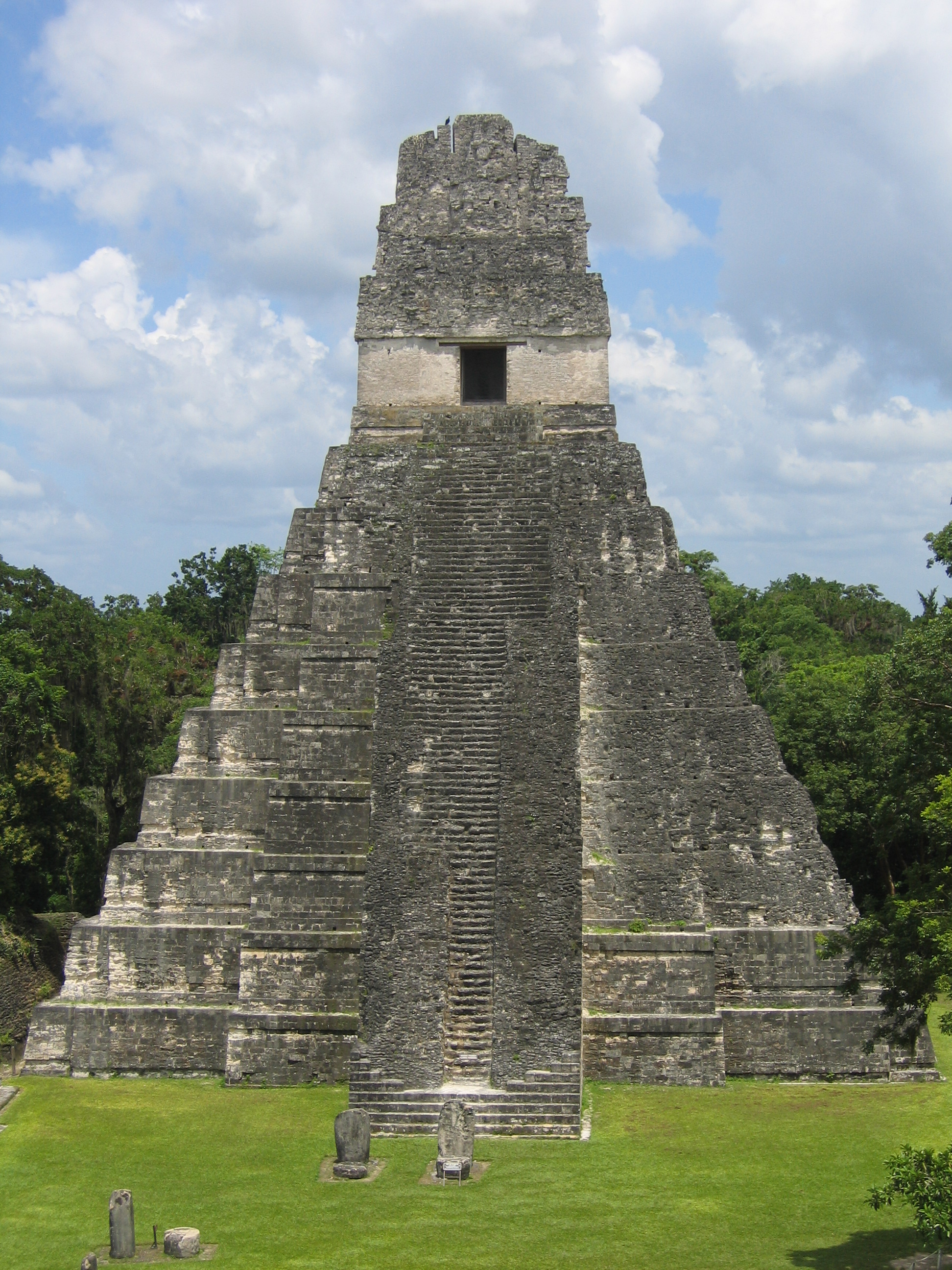
瓜地馬拉建築 （提卡爾神廟）
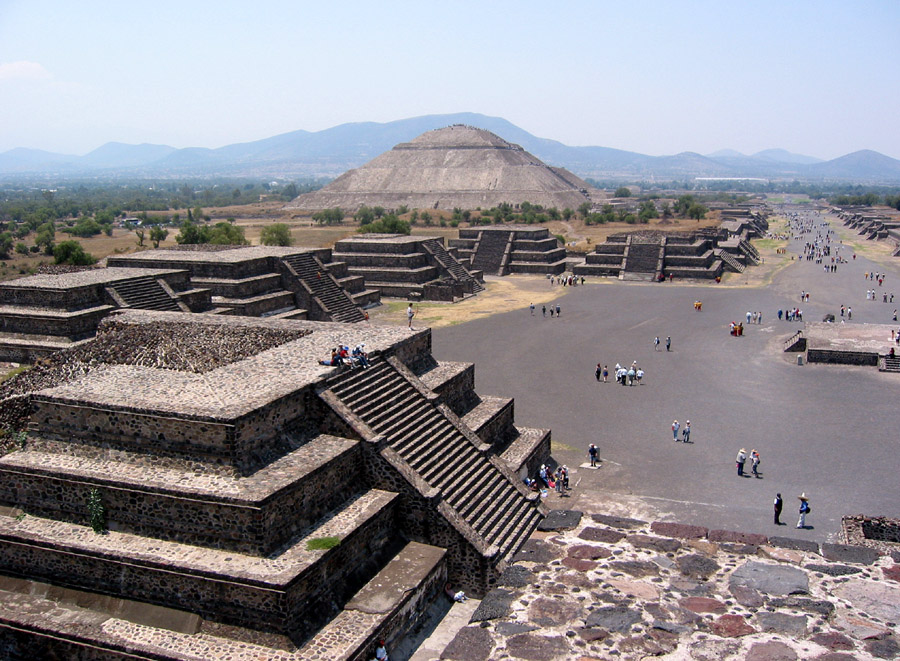
墨西哥建築 （太陽神廟）
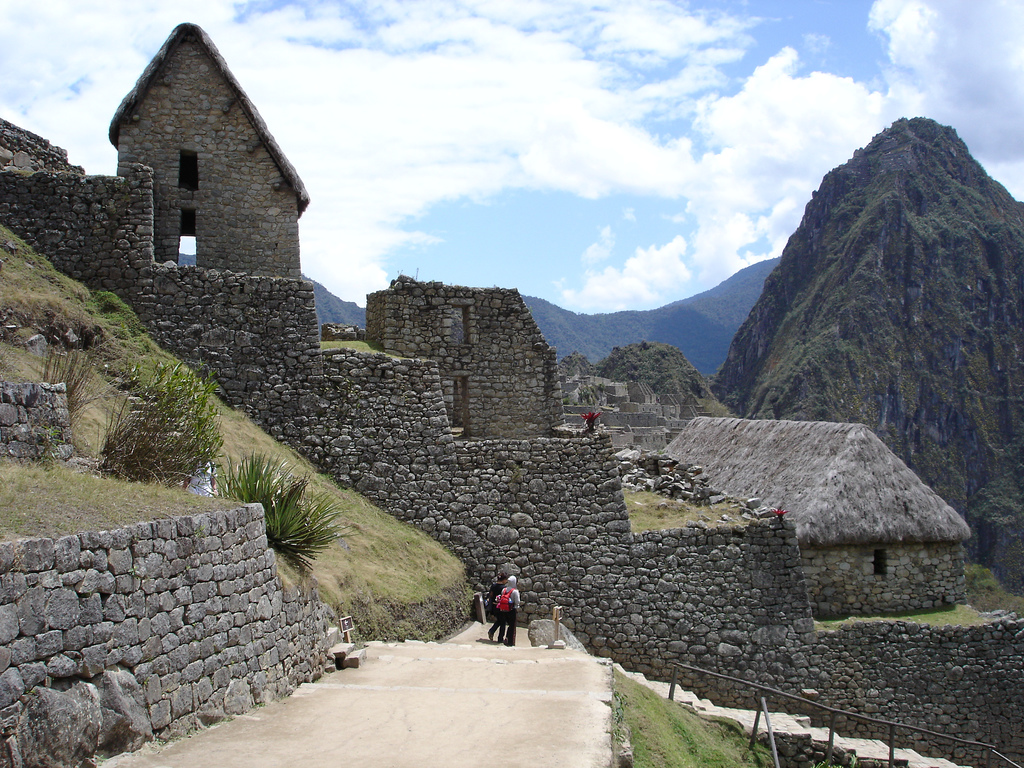
祕魯建築 （馬丘比丘）

## 依時代劃分

### 古代與文藝復興時期之前

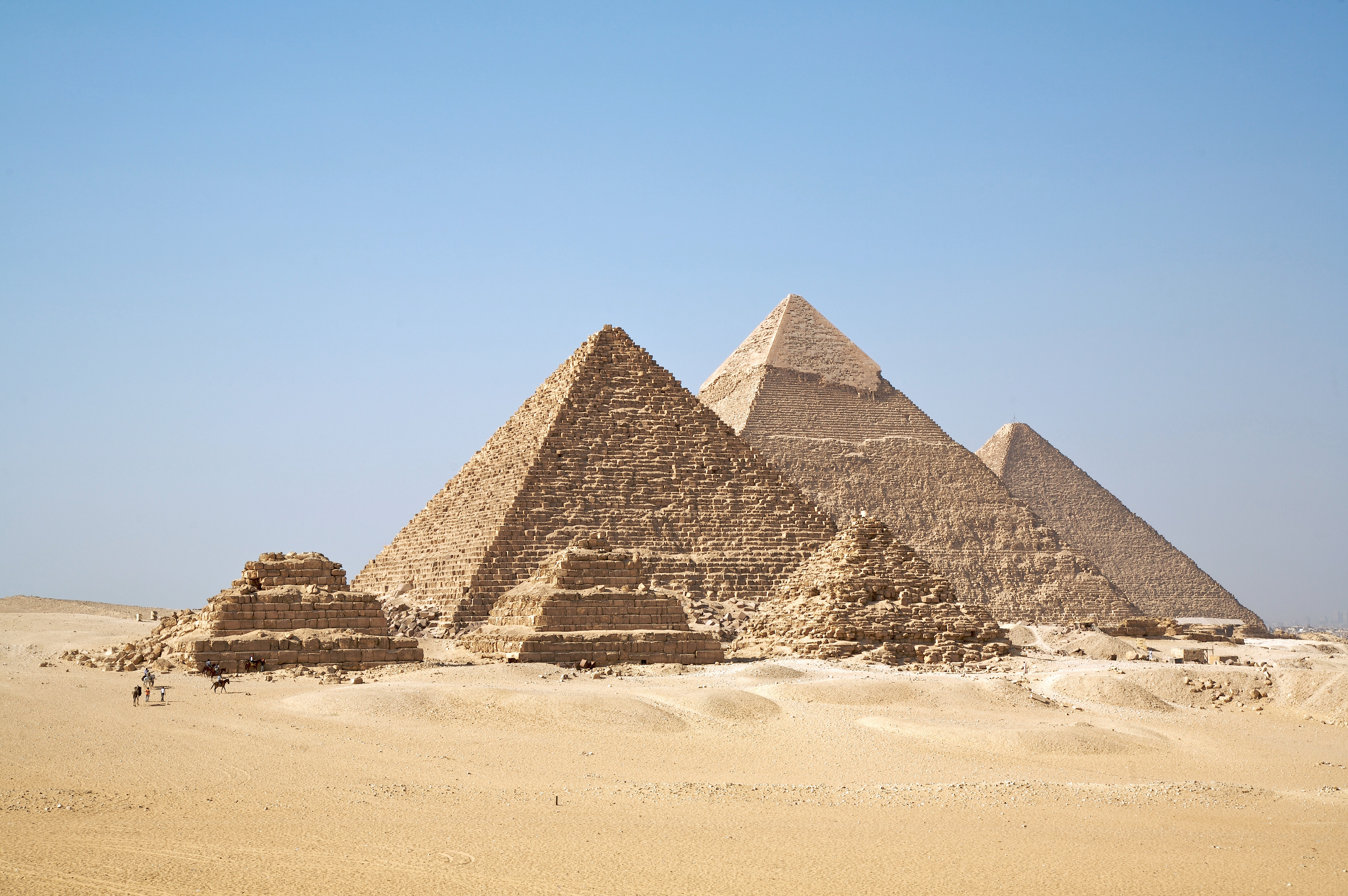
前古典主義建築 （吉薩大金字塔）
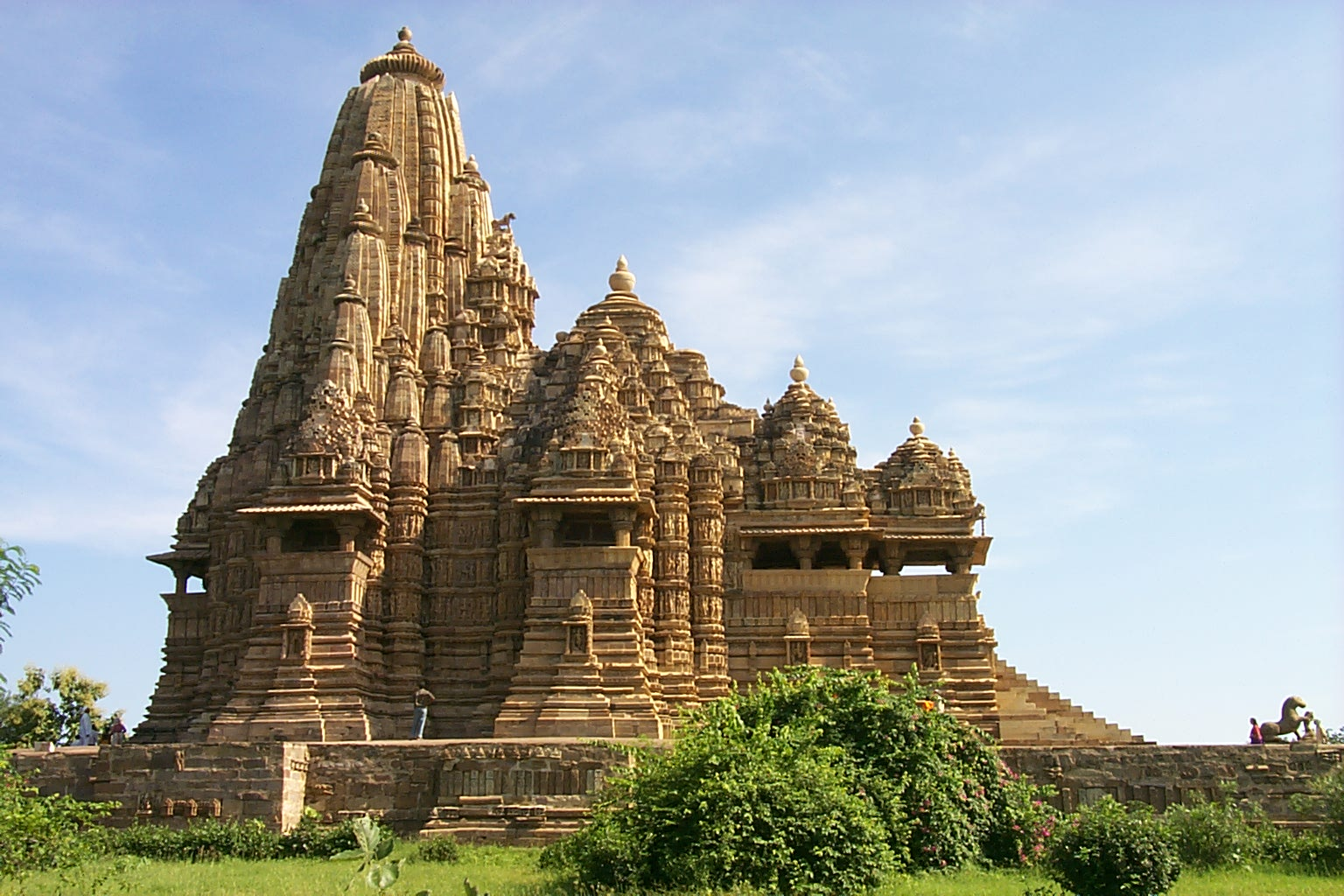
印度主義建築 （坎達里雅·默赫代奧神廟）
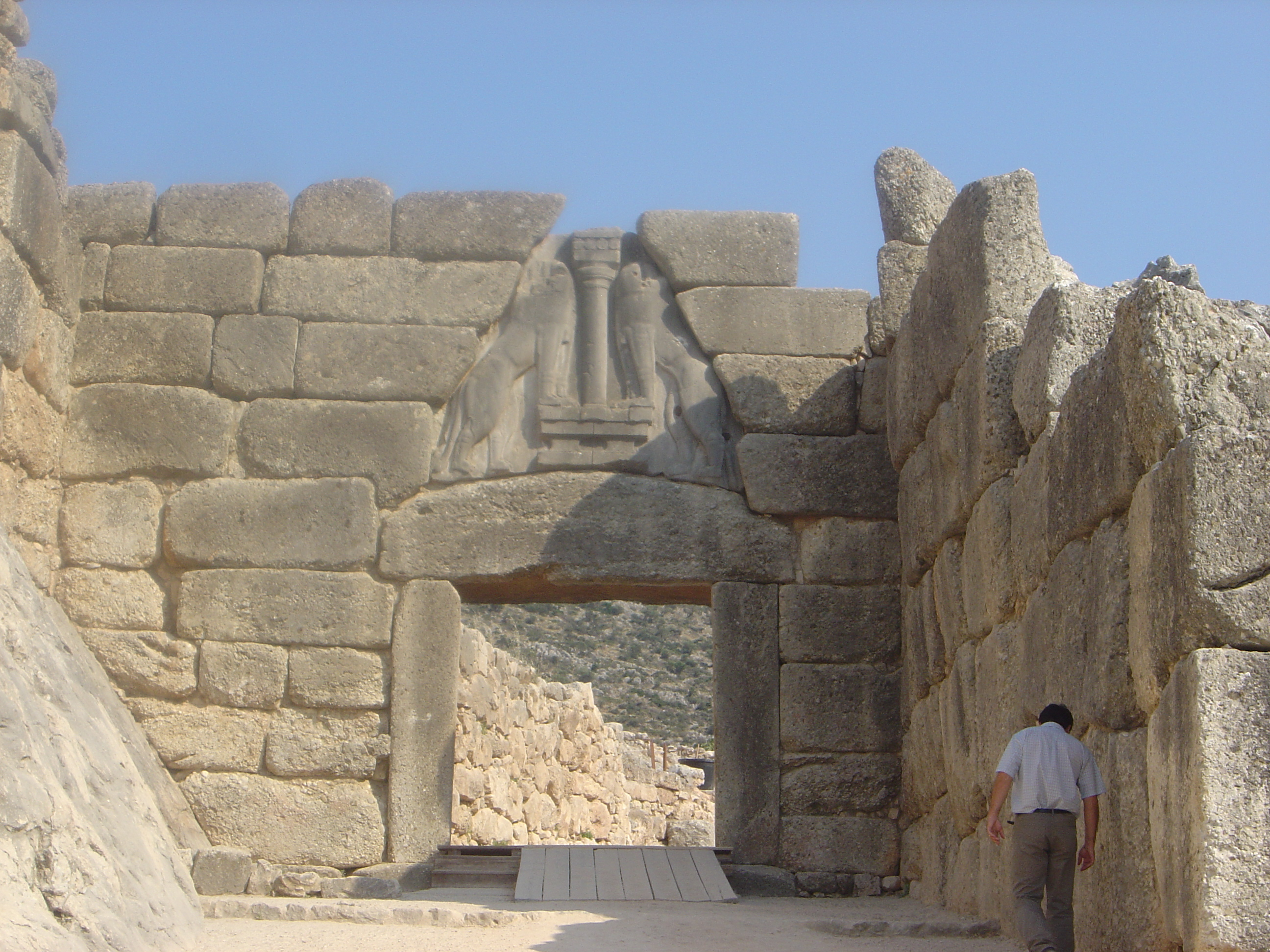
原古典主義建築 （邁錫尼獅門）
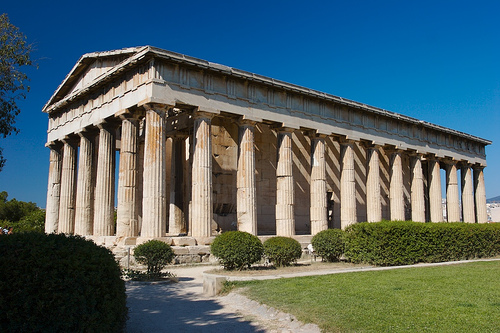
希臘式古典主義建築 （赫淮斯托斯神廟）
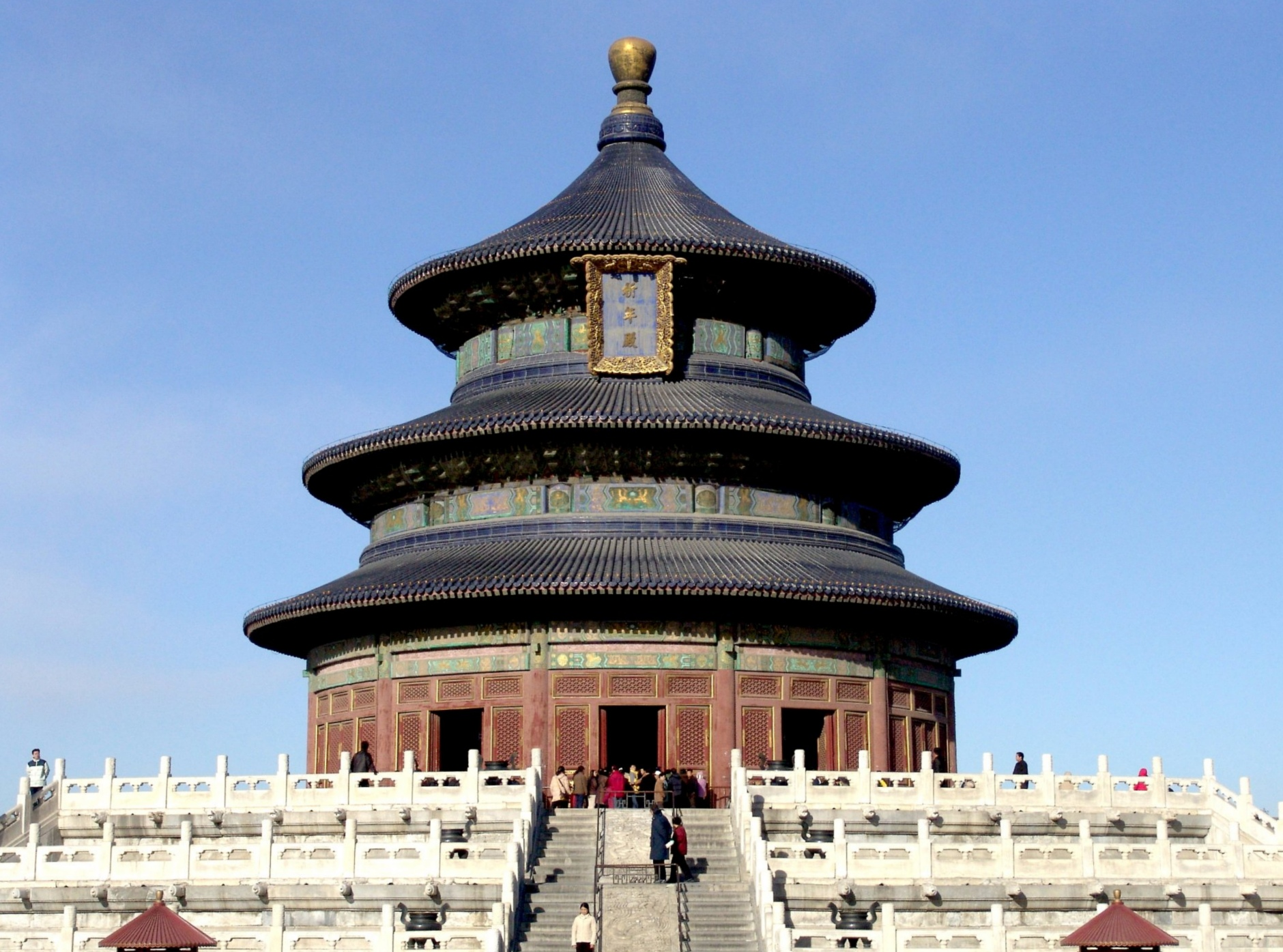
儒家主義建築 （天壇）
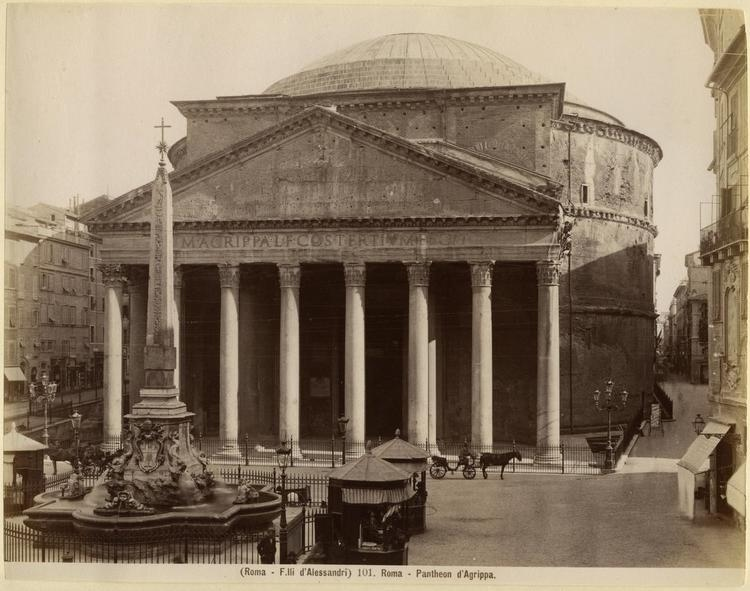
羅馬式古典主義建築 （万神庙）
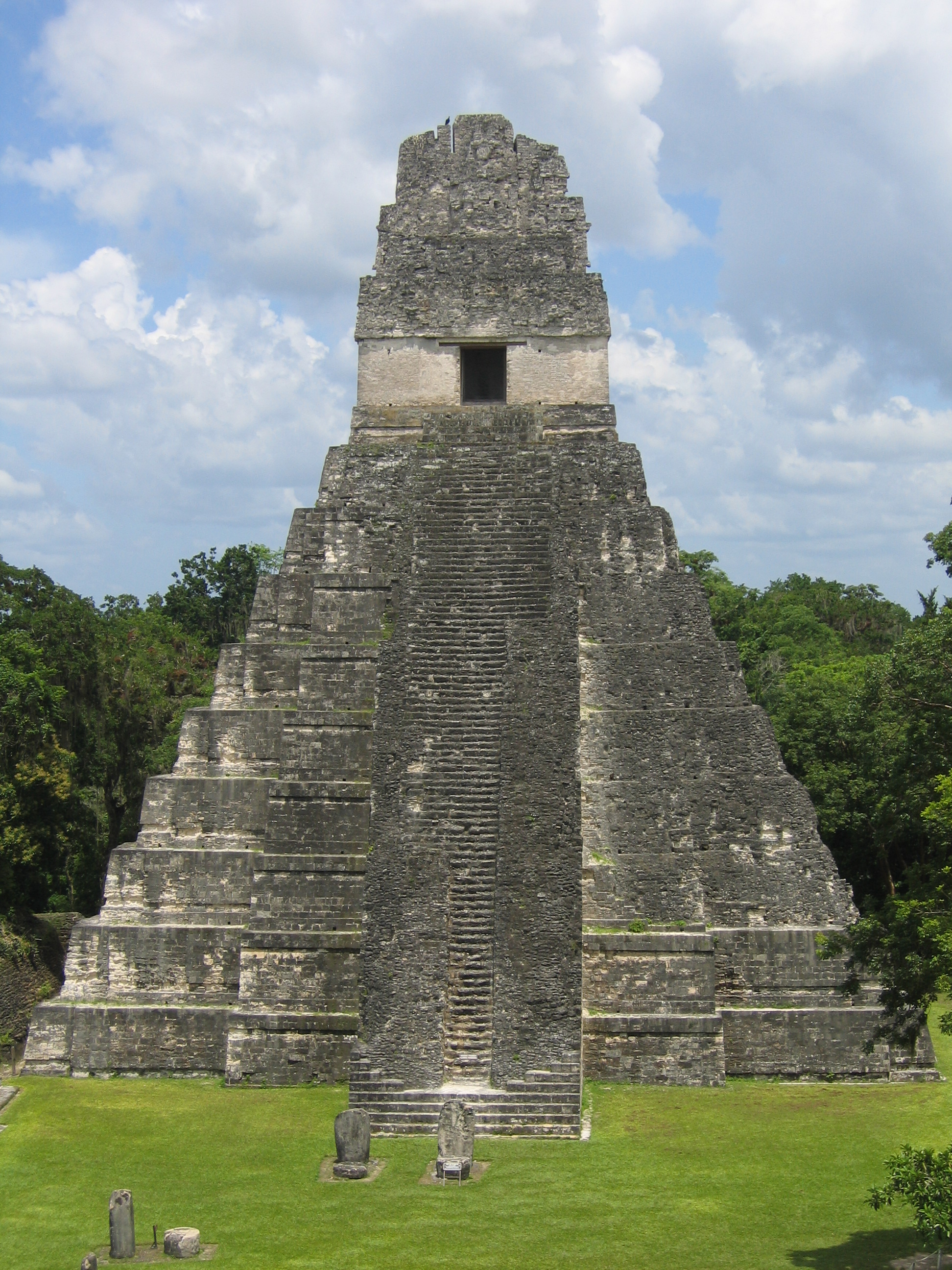
美洲前哥倫布時期建築 （提卡爾神廟）
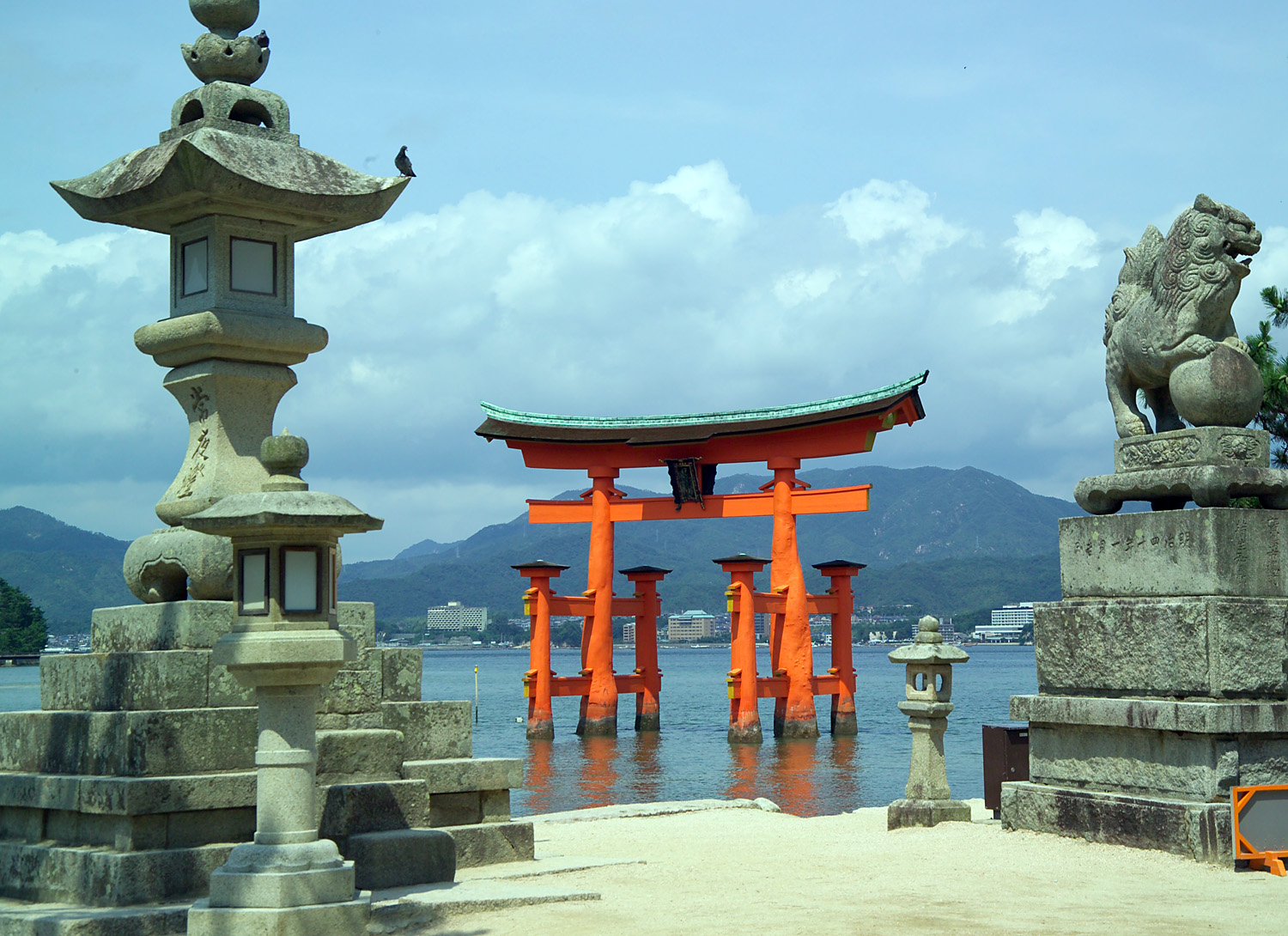
神道主義建築 （嚴島神社鳥居）
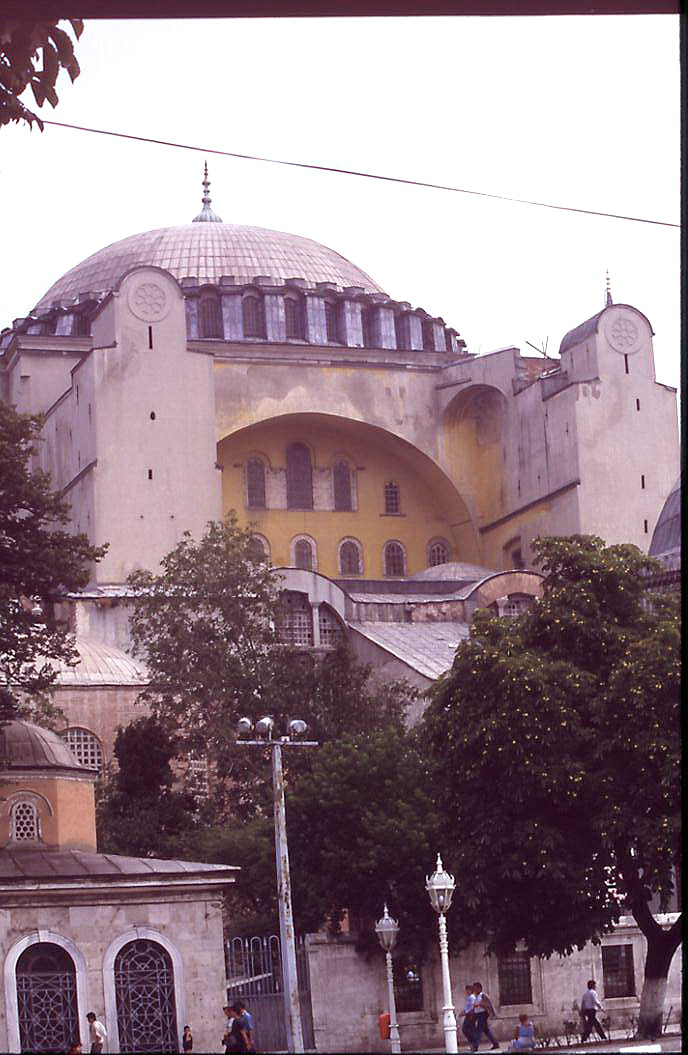
基督教古典主義建築 （聖索菲亞大教堂）
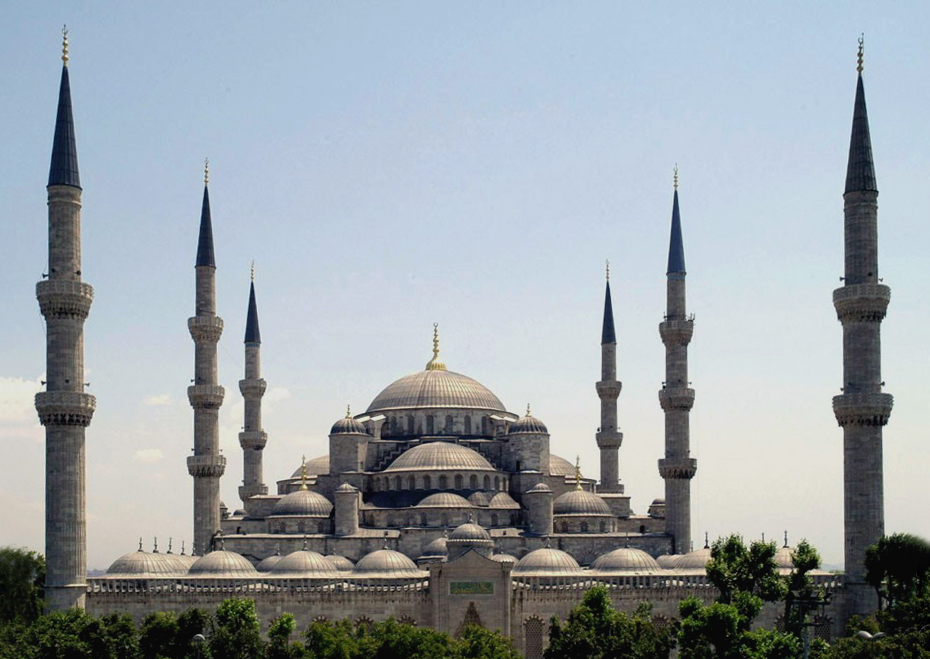
伊斯蘭建築 （藍色清真寺）
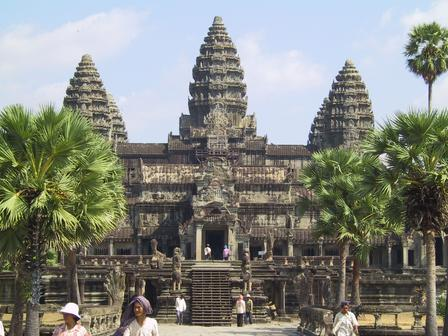
印度-高棉式建築 （吳哥窟）
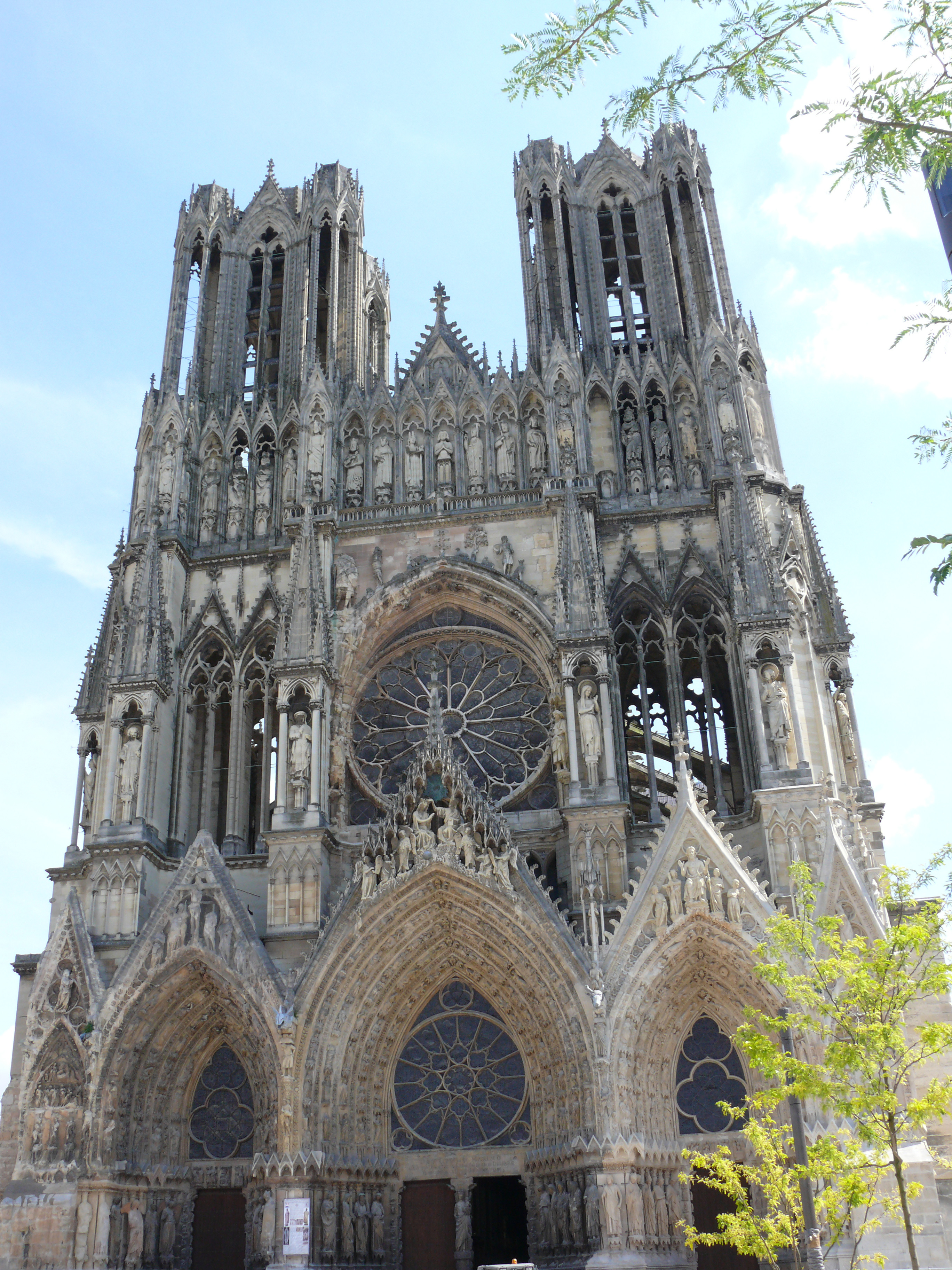
哥德式經院主義建築 （兰斯主教座堂）
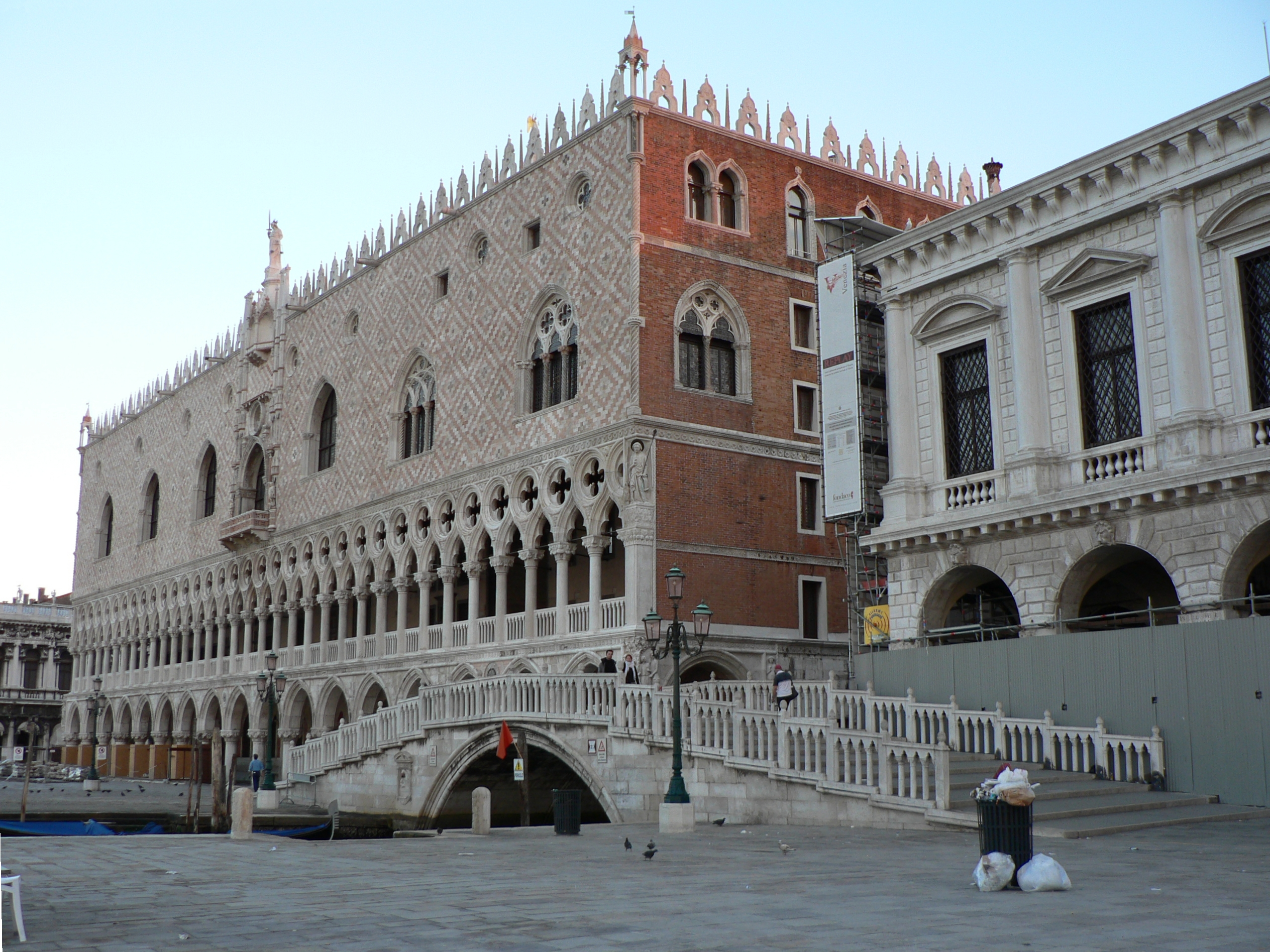
哥德式商業主義建築 （总督宫）

### 文藝復興風格

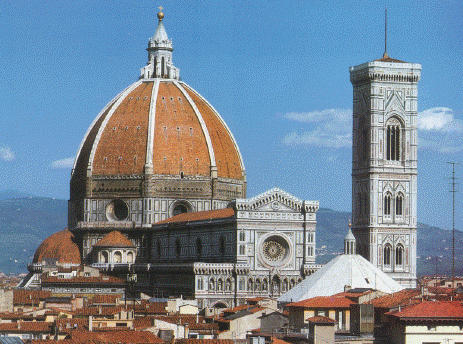
發明主義建築 （聖母百花聖殿）
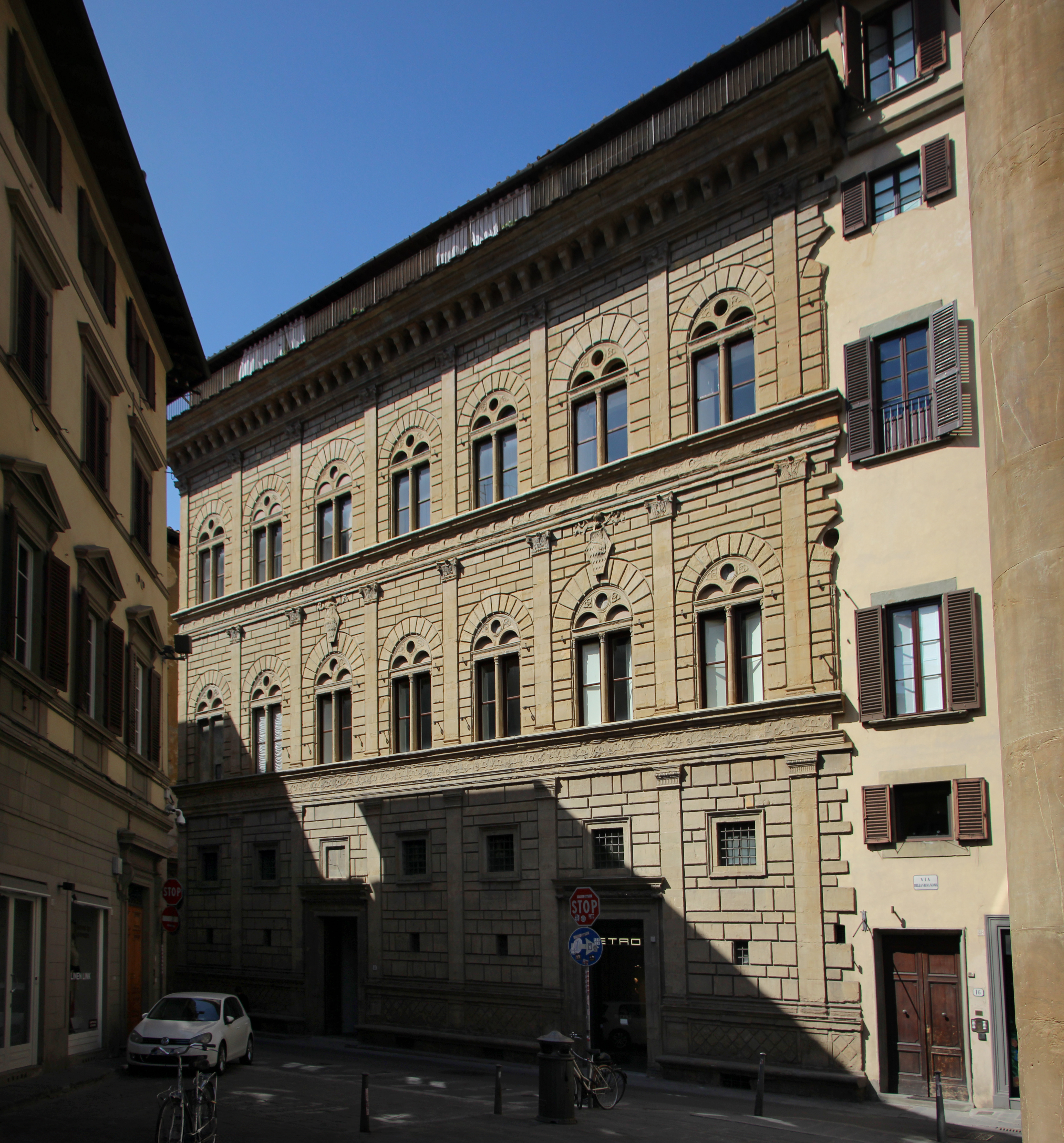
人文主義建築 （鲁切拉宫）
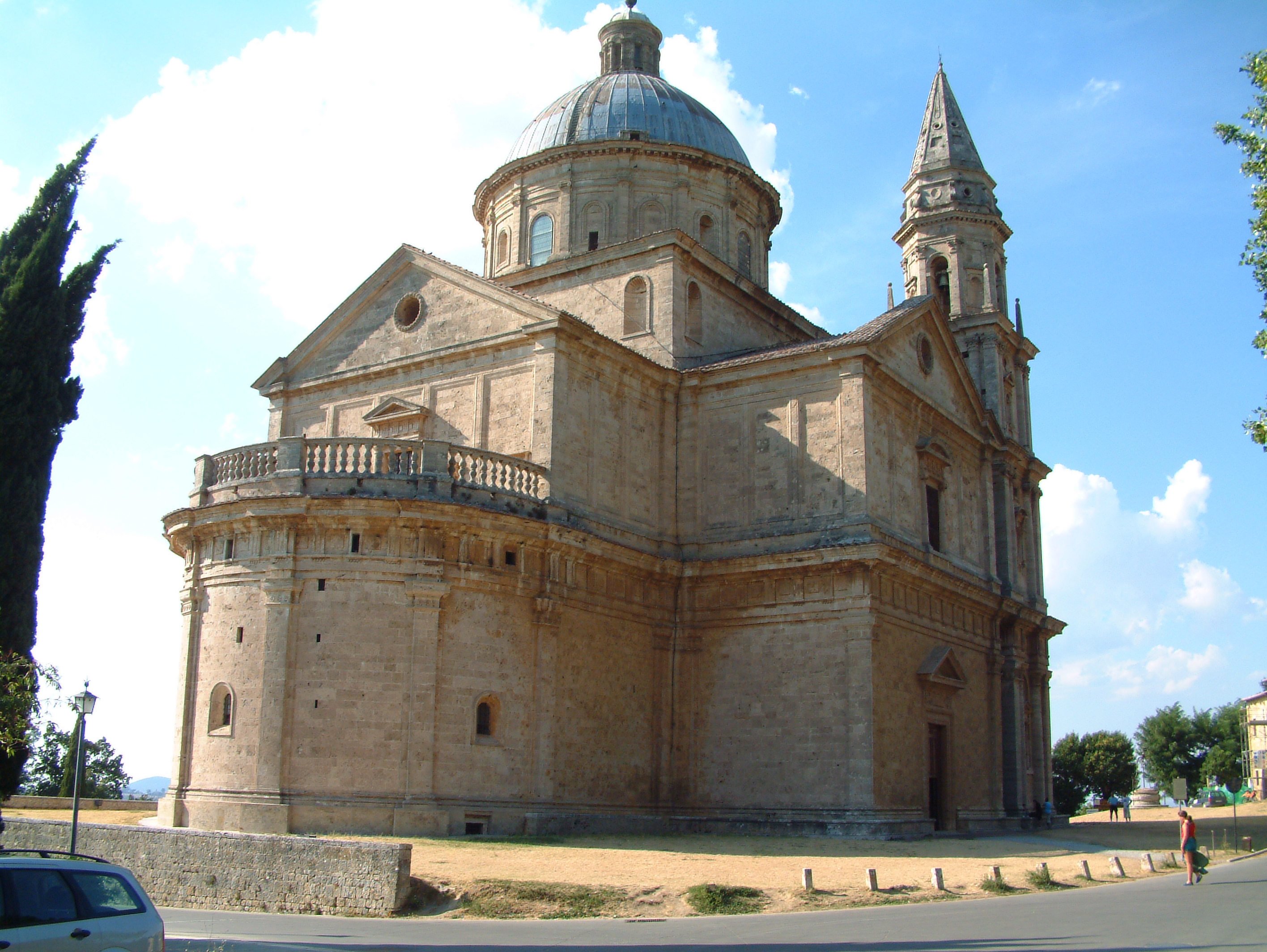
理想主義建築 （聖比雅久聖母教堂）
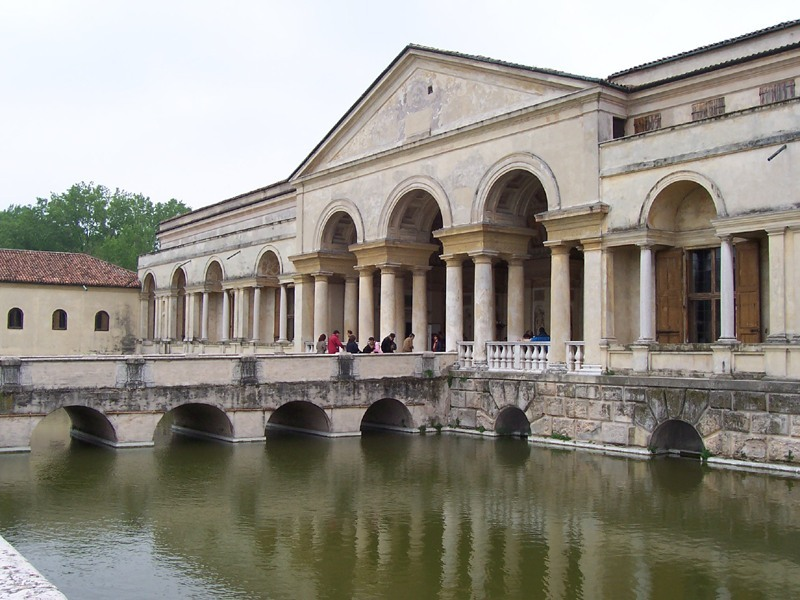
矯飾主義建築 （德泰宮）
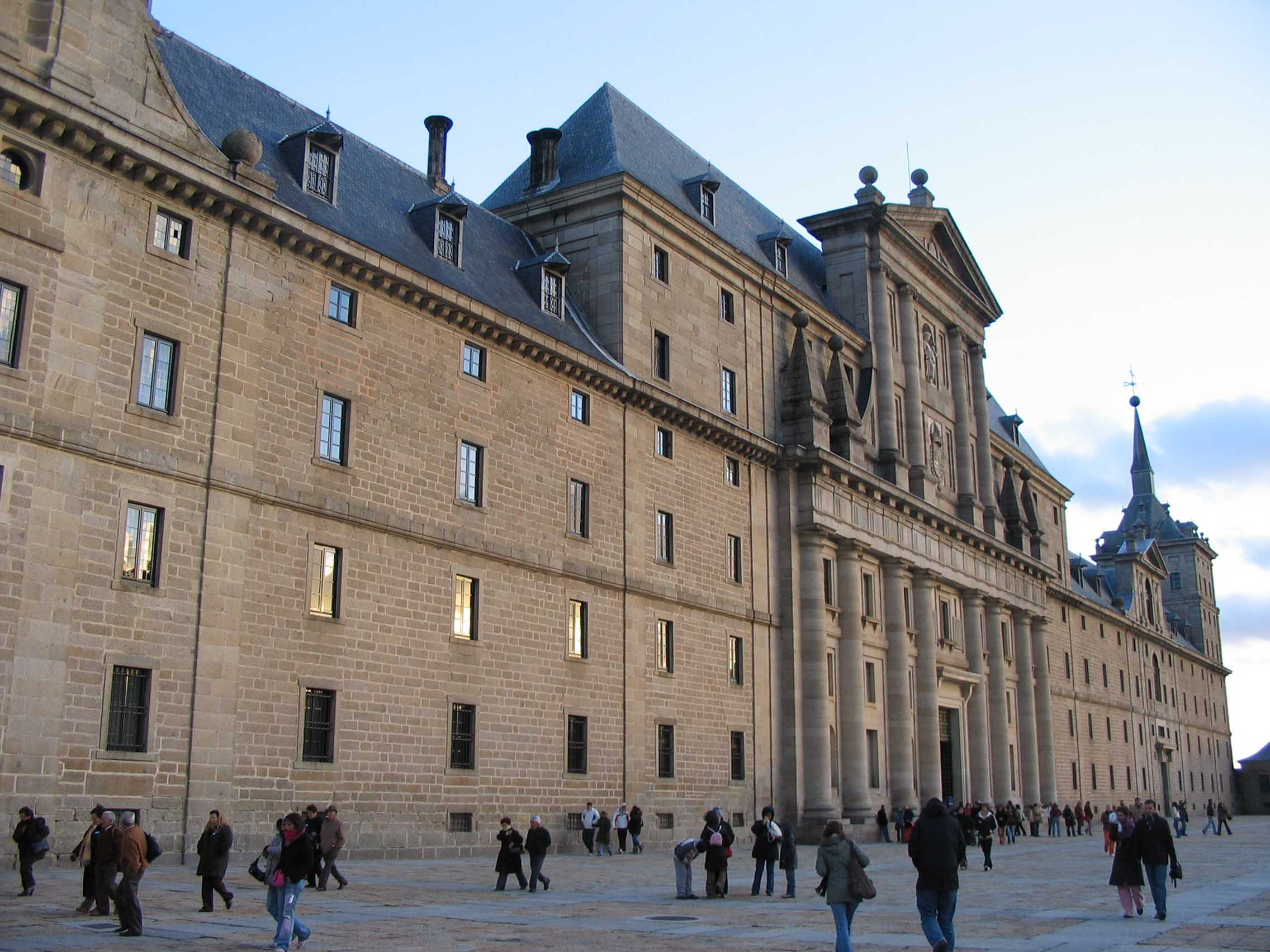
敬虔主義建築 （埃斯科里亚尔修道院）
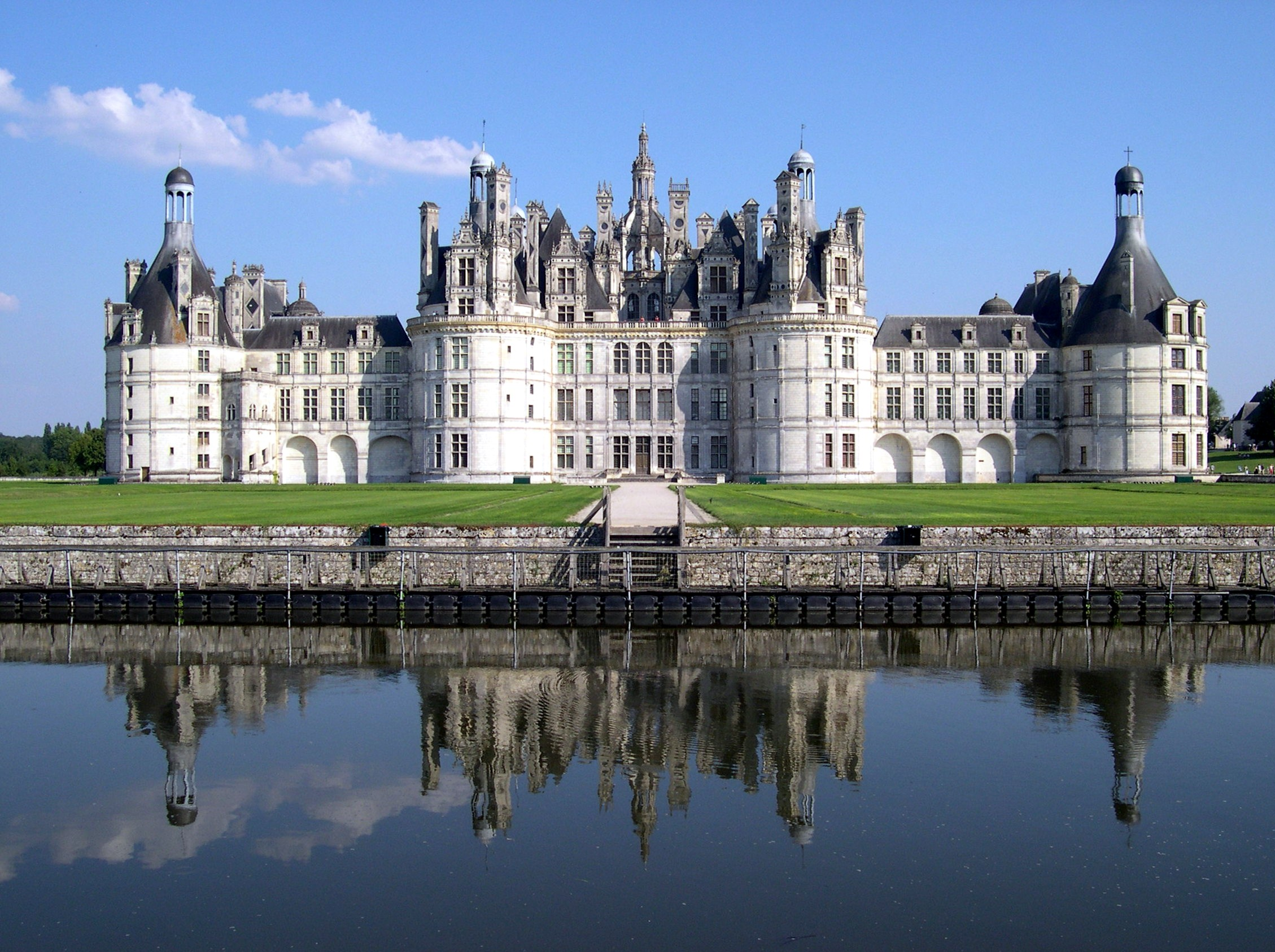
地域性古典主義建築 （香波尔城堡）
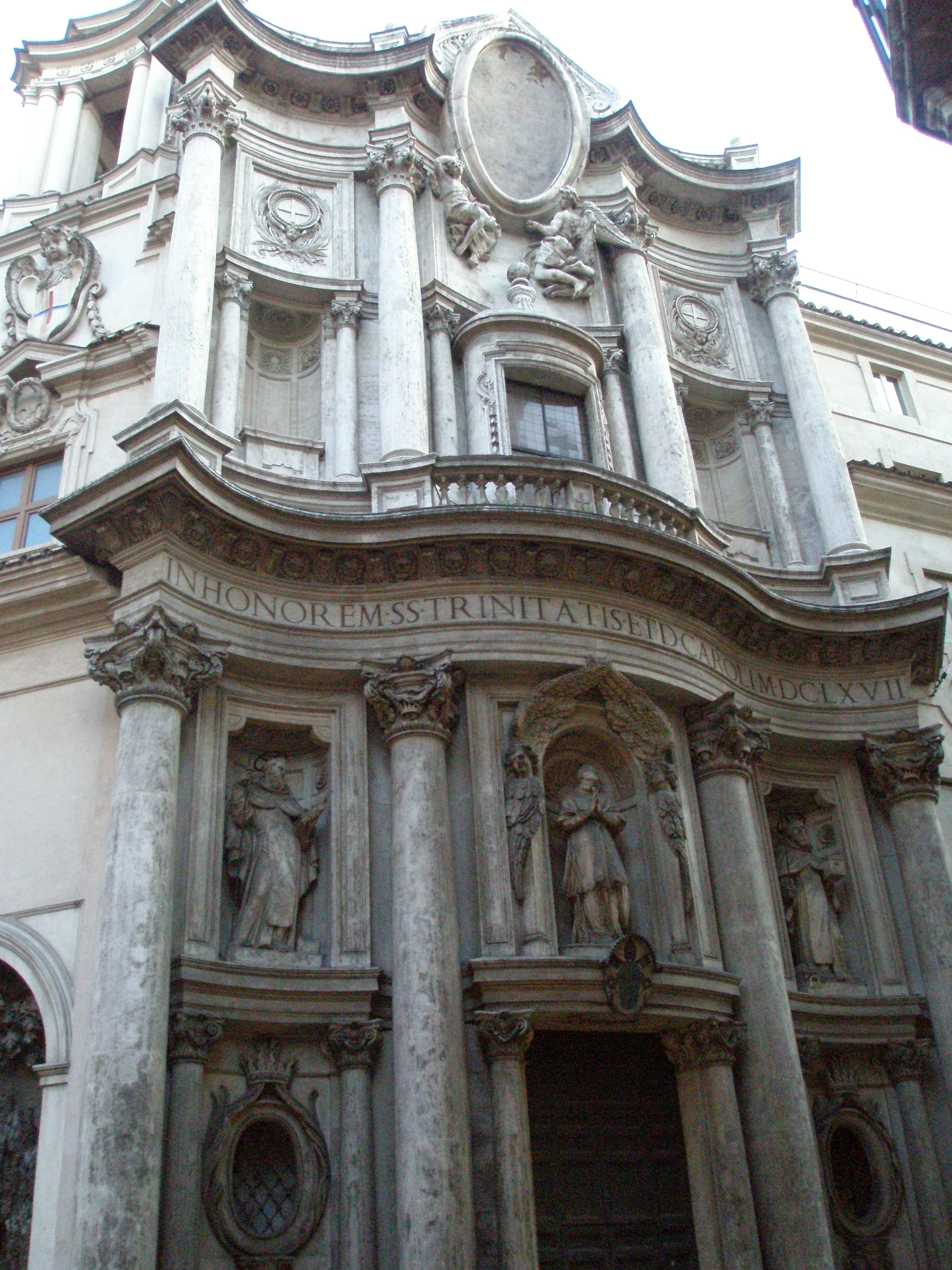
巴洛克建築 （聖卡羅四噴泉教堂）
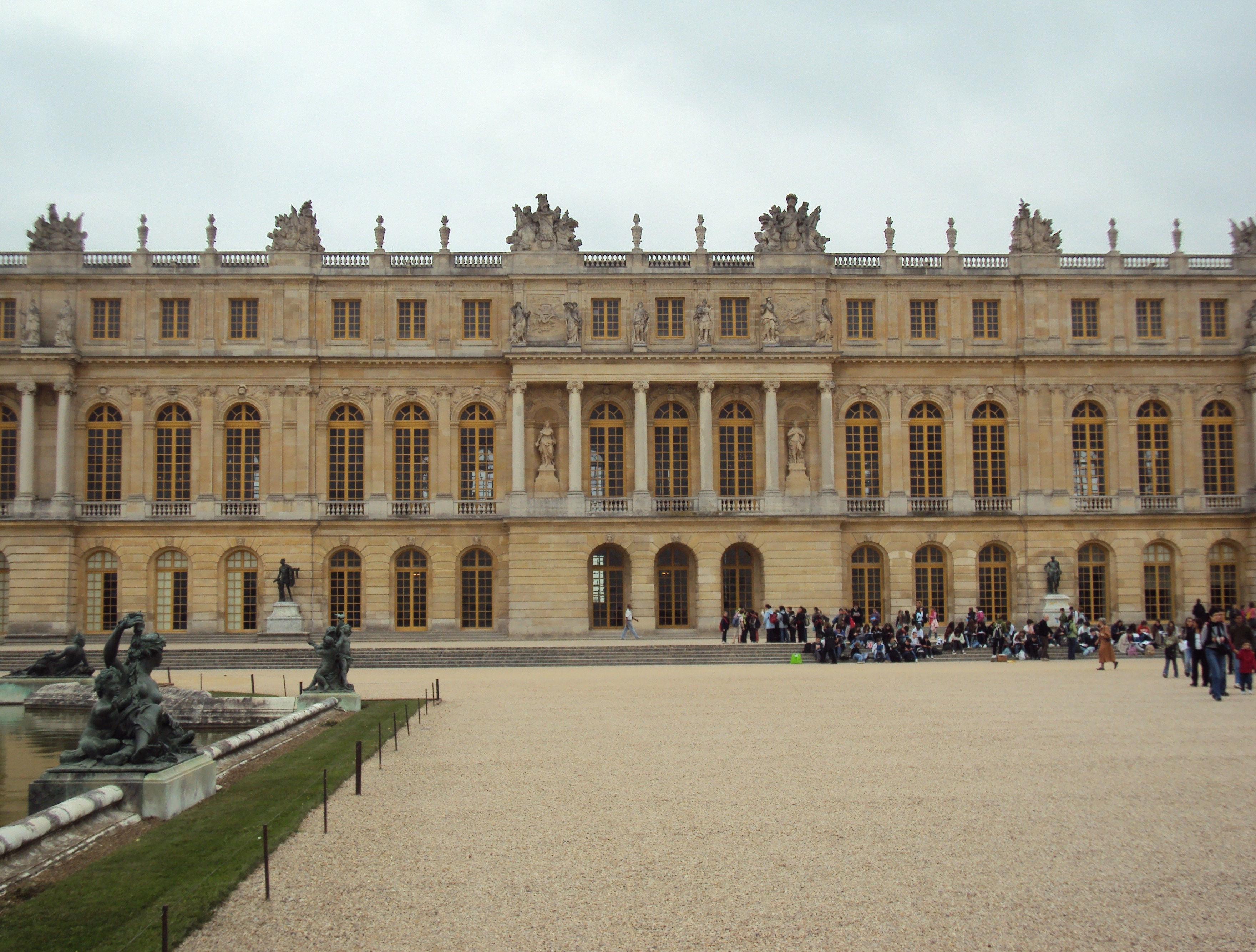
絕對主義建築 （凡爾賽宮）
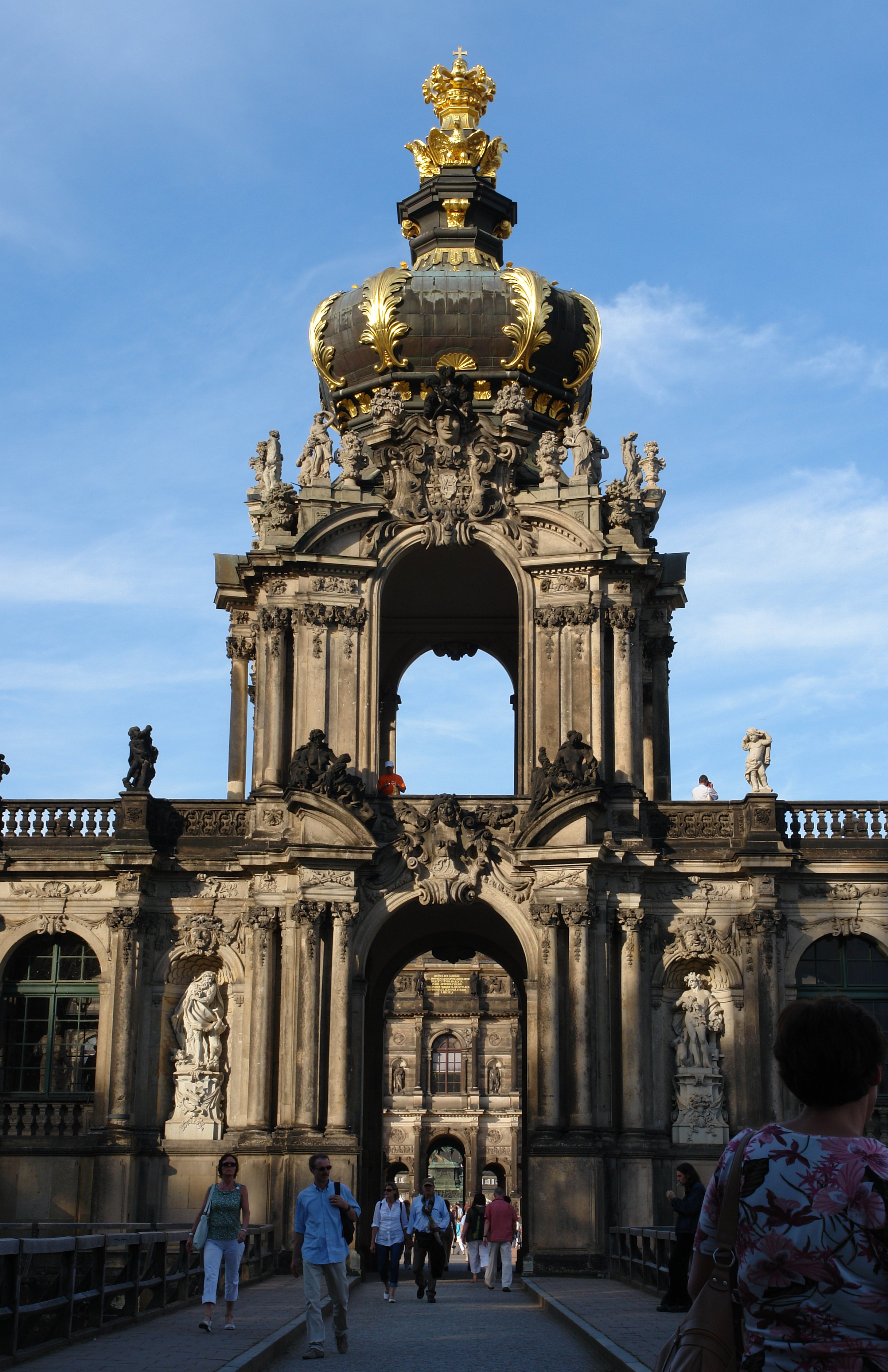
洛可可 （茨温格宫）
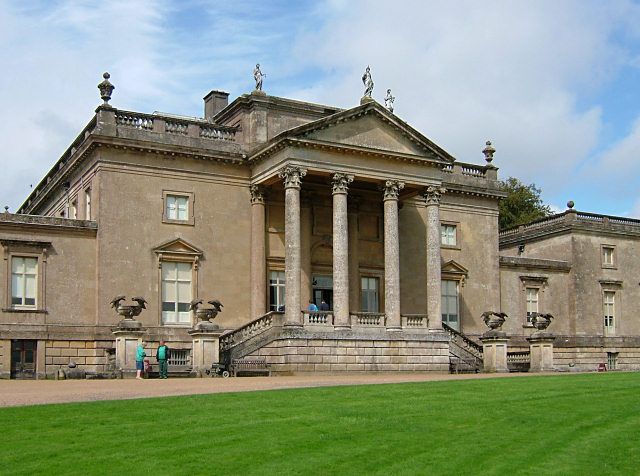
帕拉第奧式建築 （斯圖爾海德莊園）
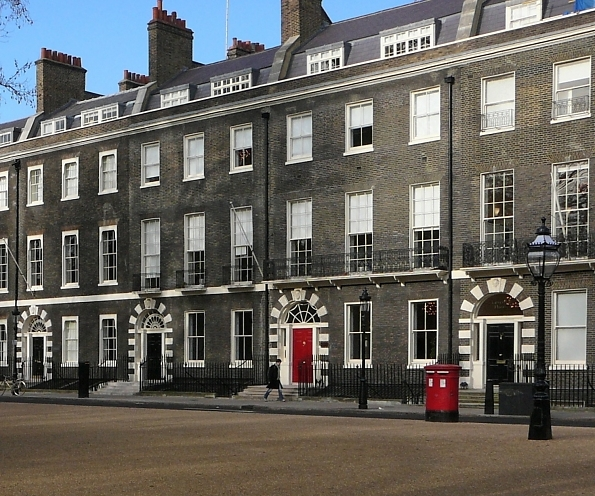
喬治亞式都市建築 （貝德福德廣場）

### 現代早期

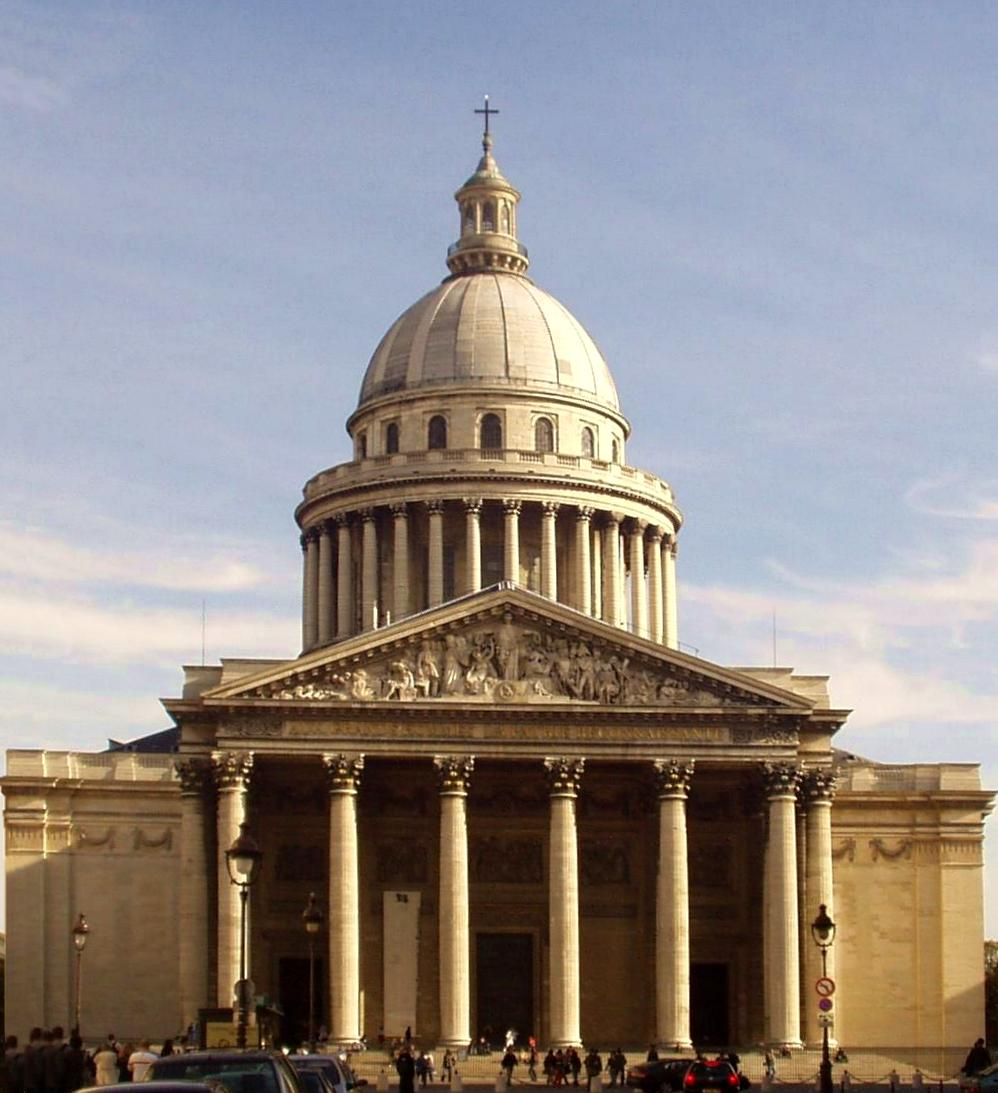
新古典主義建築 （先贤祠）
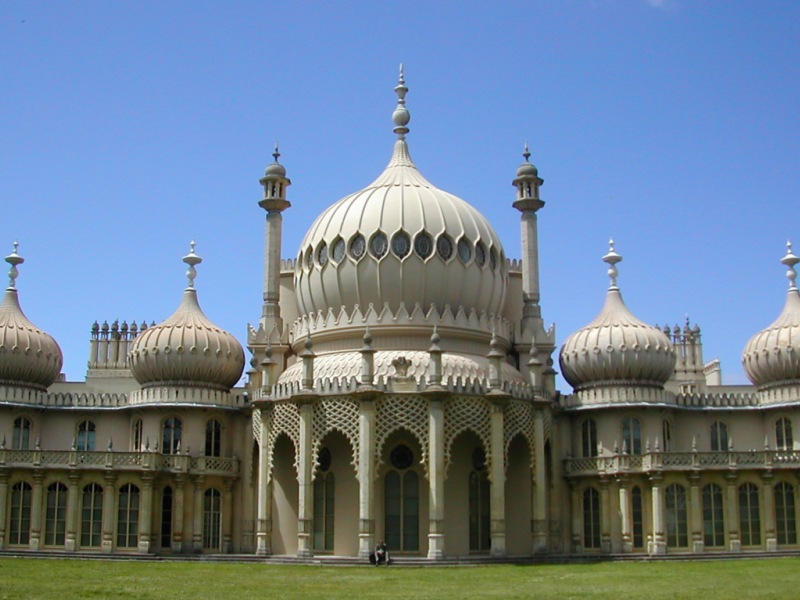
異國風情主義建築 （布萊頓皇家穹顶宫）
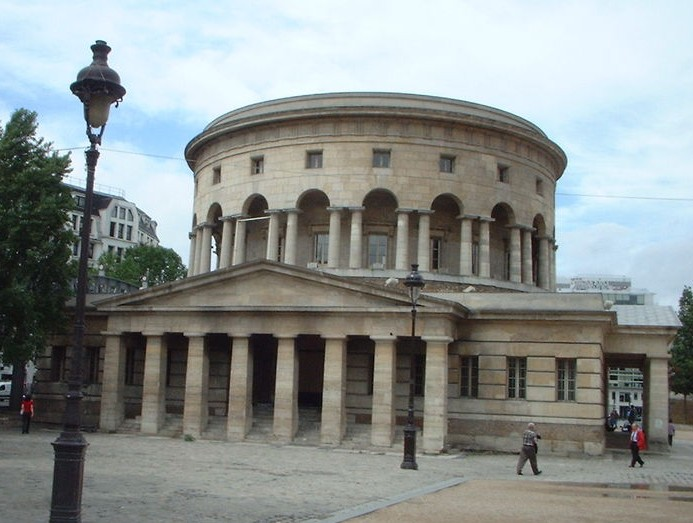
昇華主義建築 （維雷特稅捐徵收處）
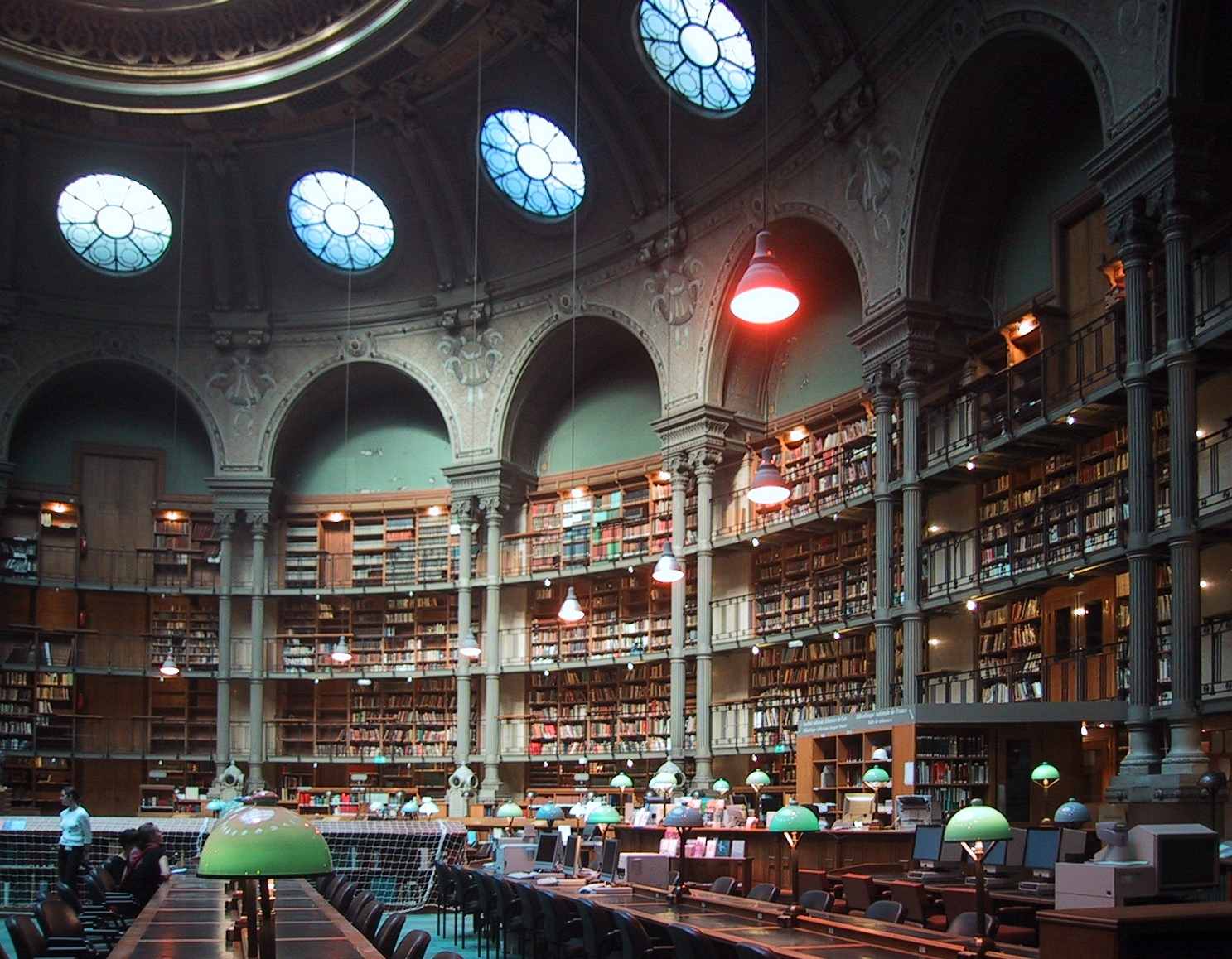
結構式理性主義建築 （法國國家圖書館）
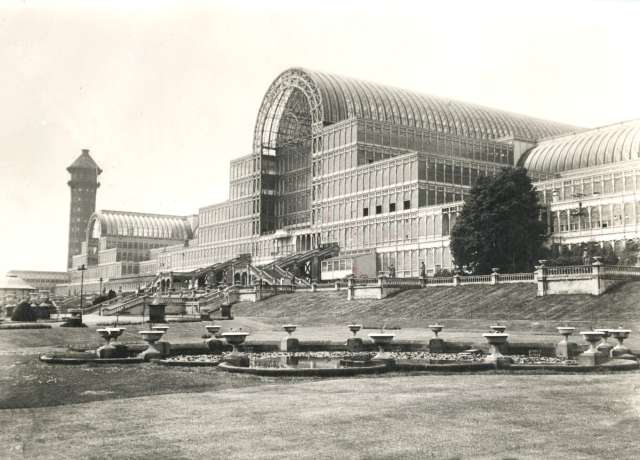
物質主義建築 （水晶宮）
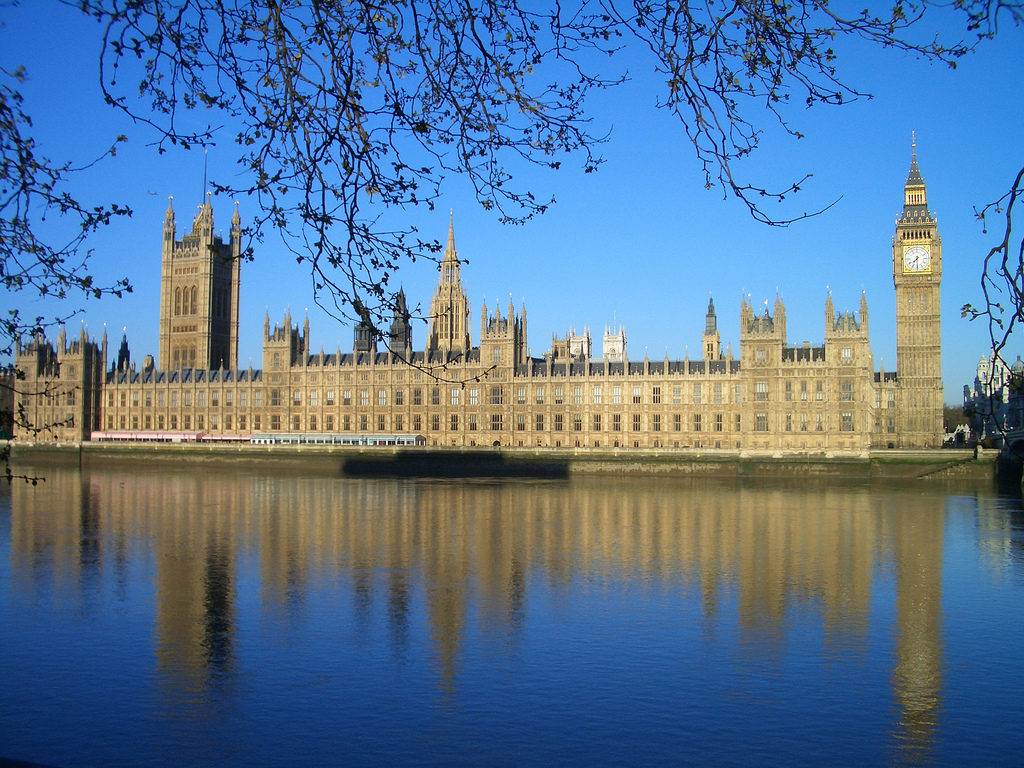
哥德復興式建築 （英國議會大廈）
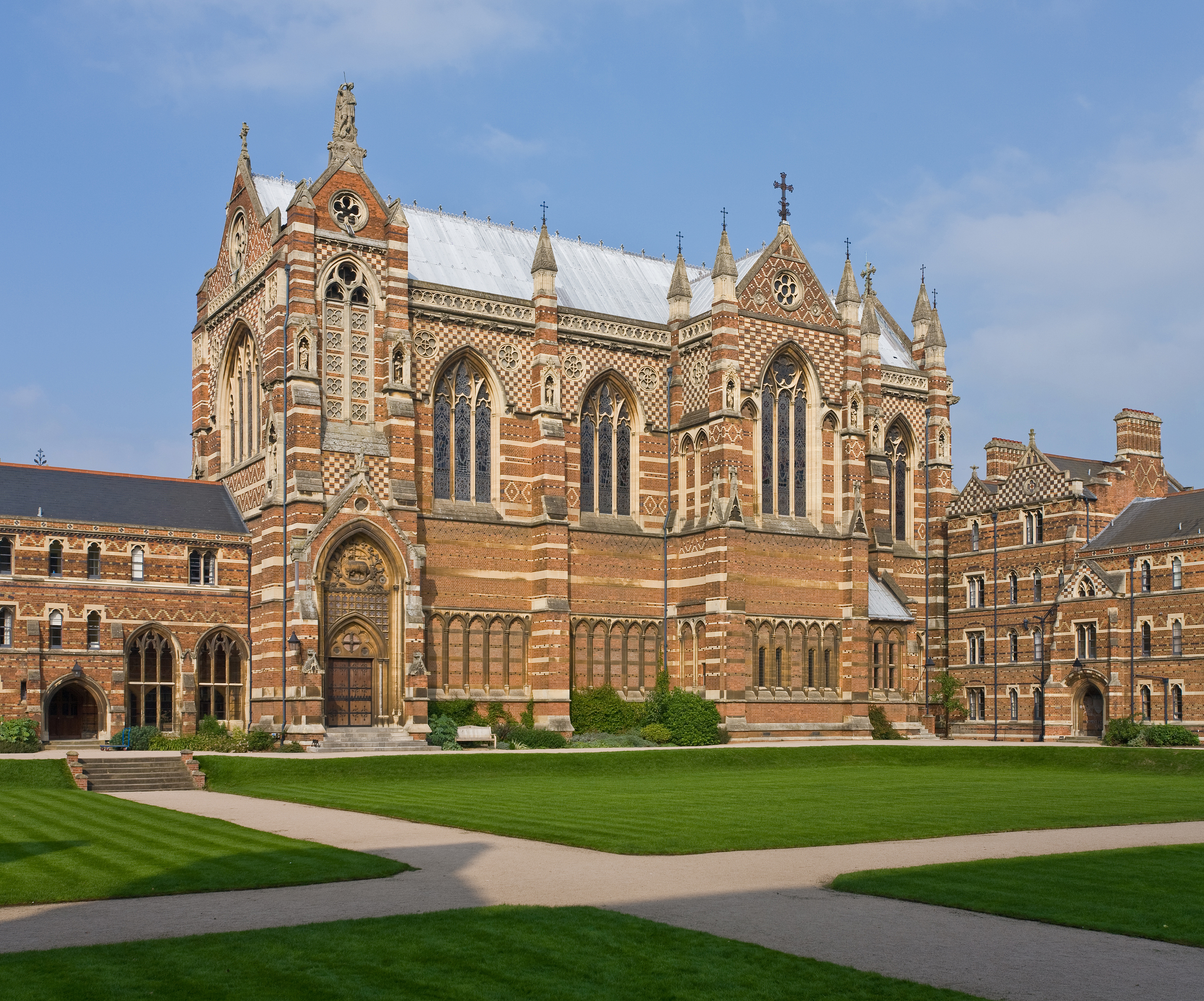
維多利亞式建築 （牛津大學基布爾學院）
紀念性都市建築 （巴黎凯旋门）
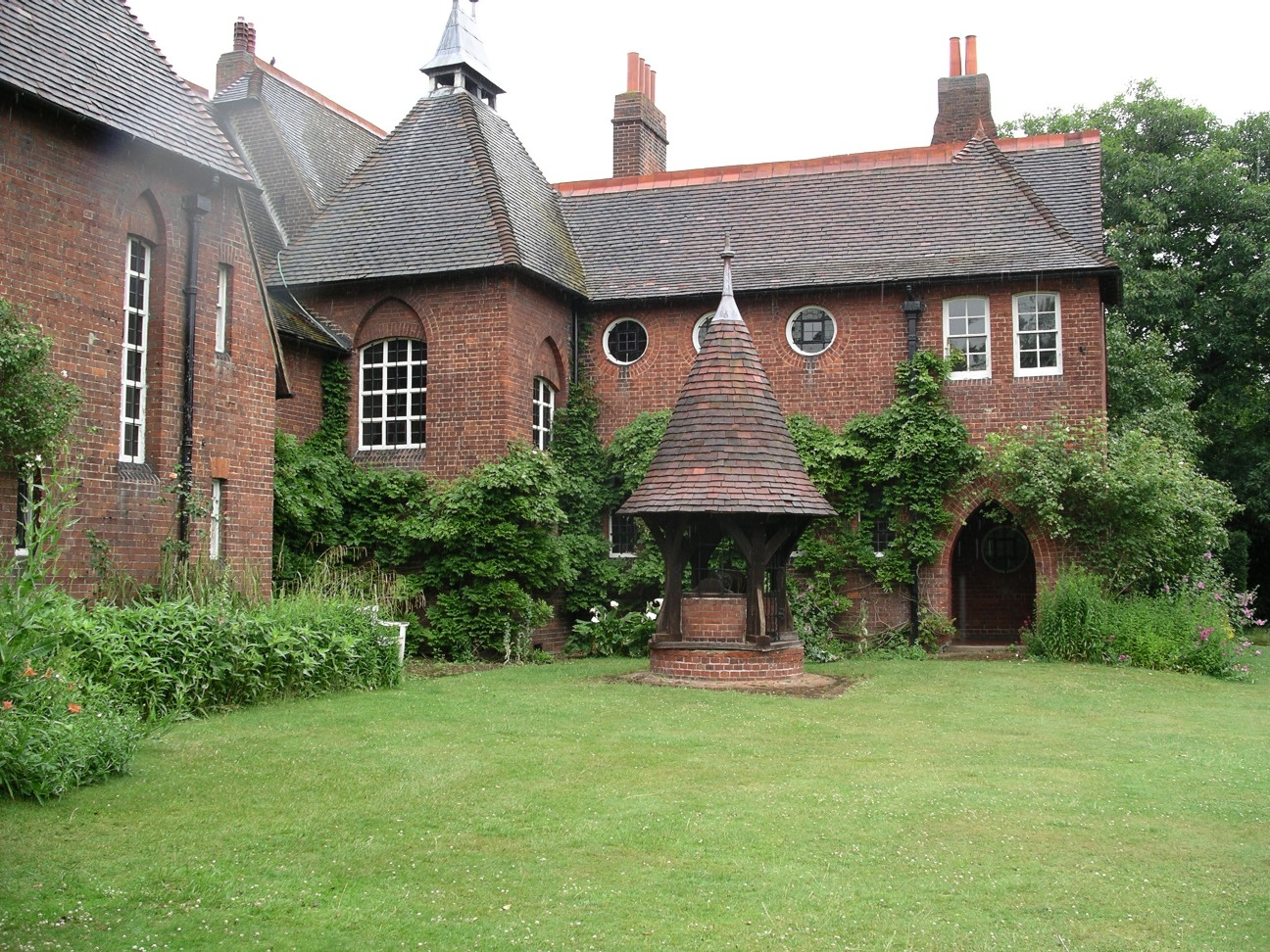
反都市主義建築 （紅屋）
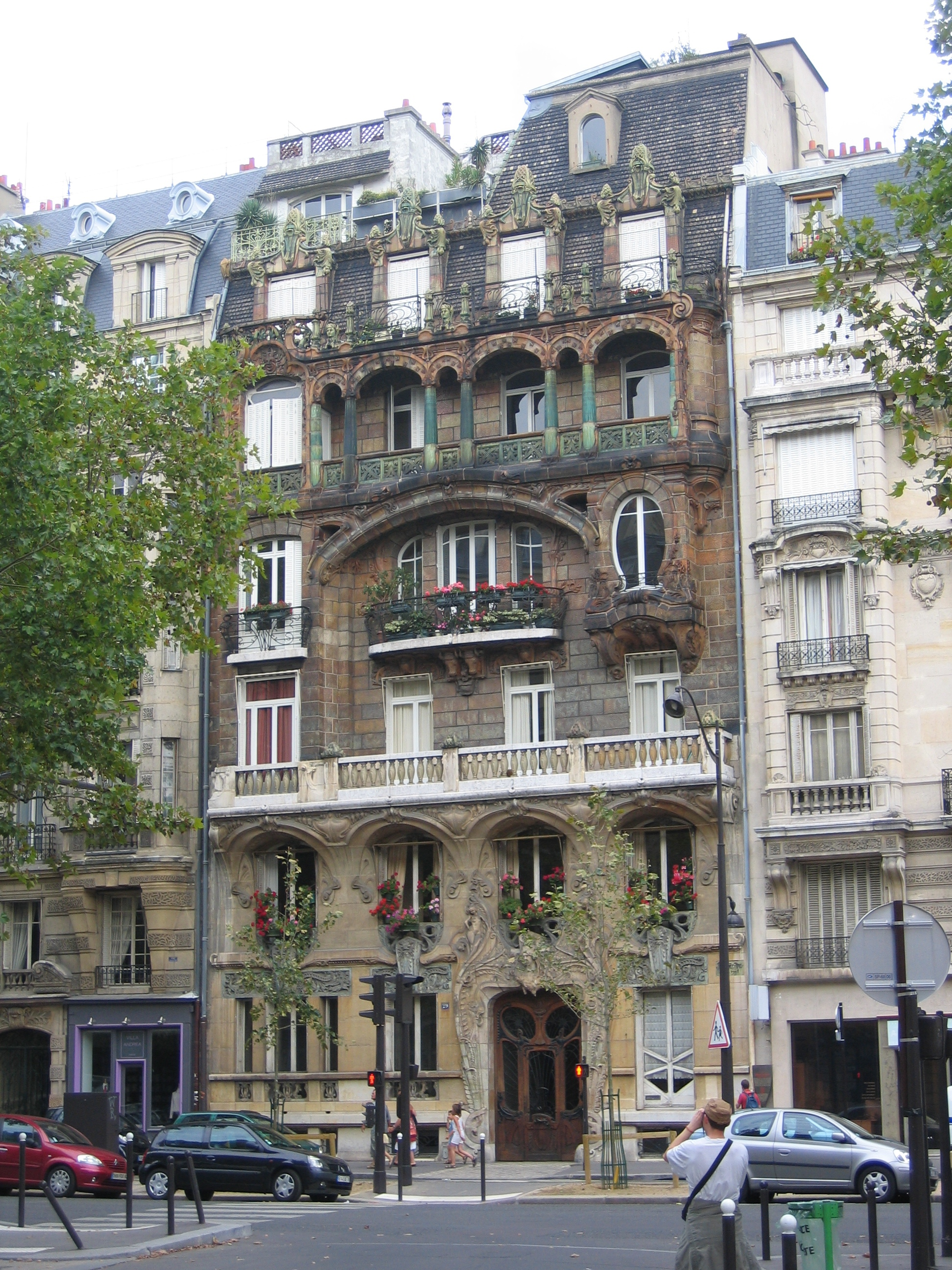
裝飾性工業主義建築 （哈波大道29號）
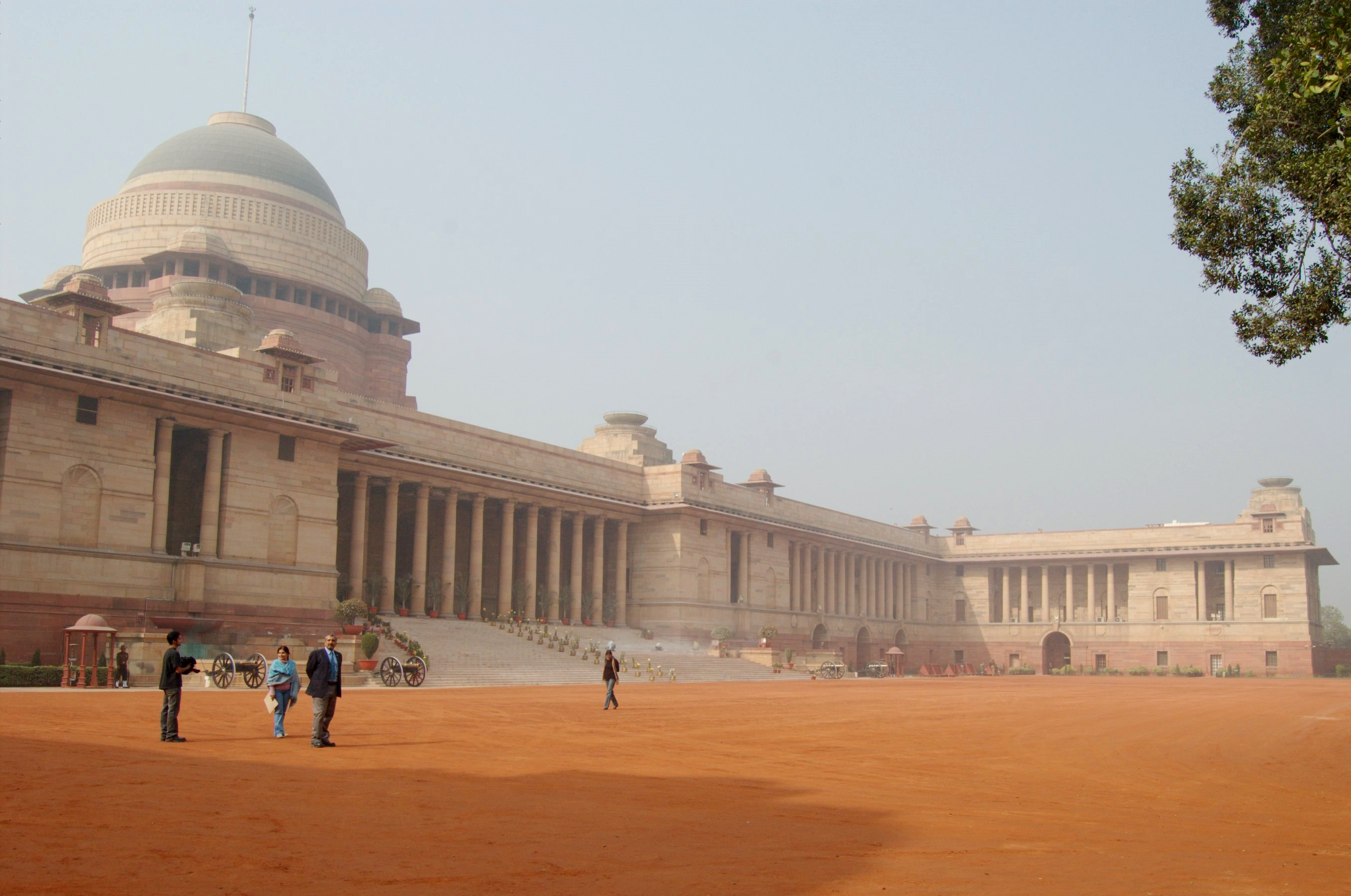
帝國主義建築 （新德里總督官邸）

### 現代主義

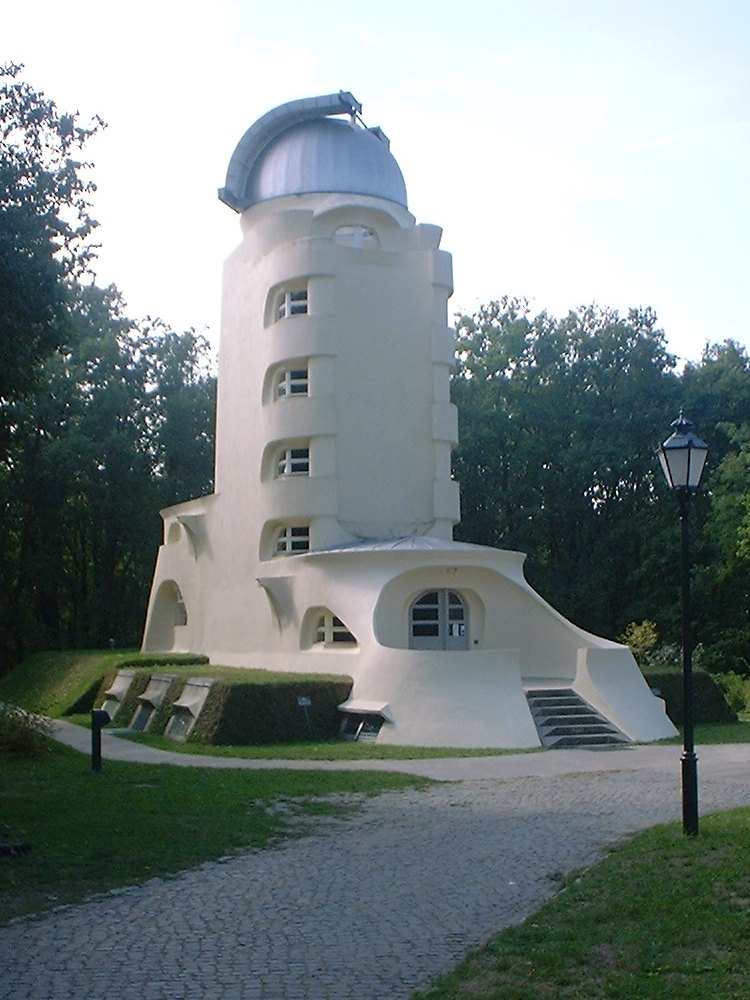
表現主義建築 （愛因斯坦天文塔）
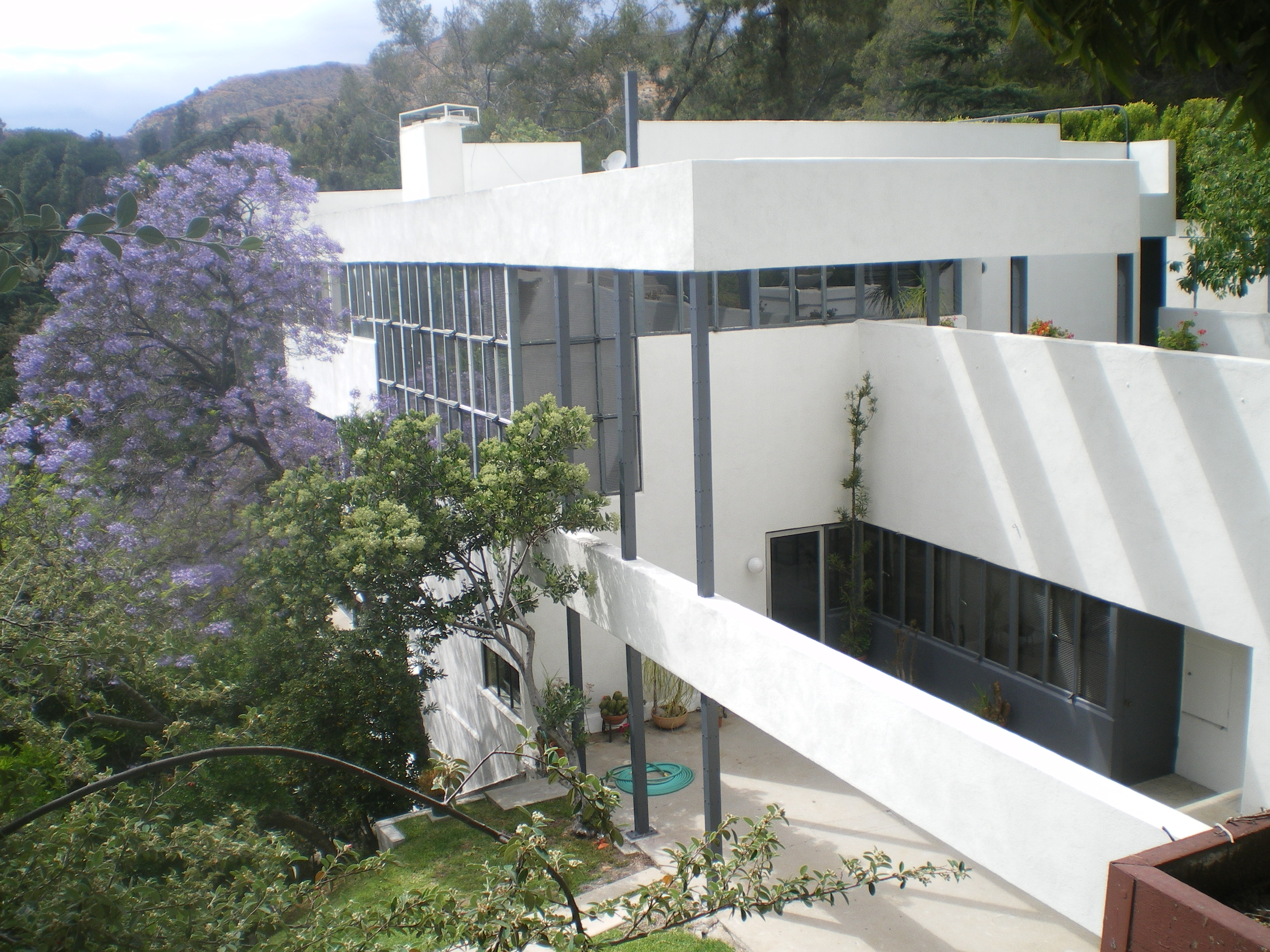
Usonia式建築 （羅威爾宅邸）
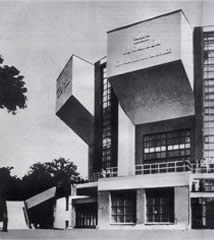
構成主義建築 （魯薩可夫工人俱樂部）
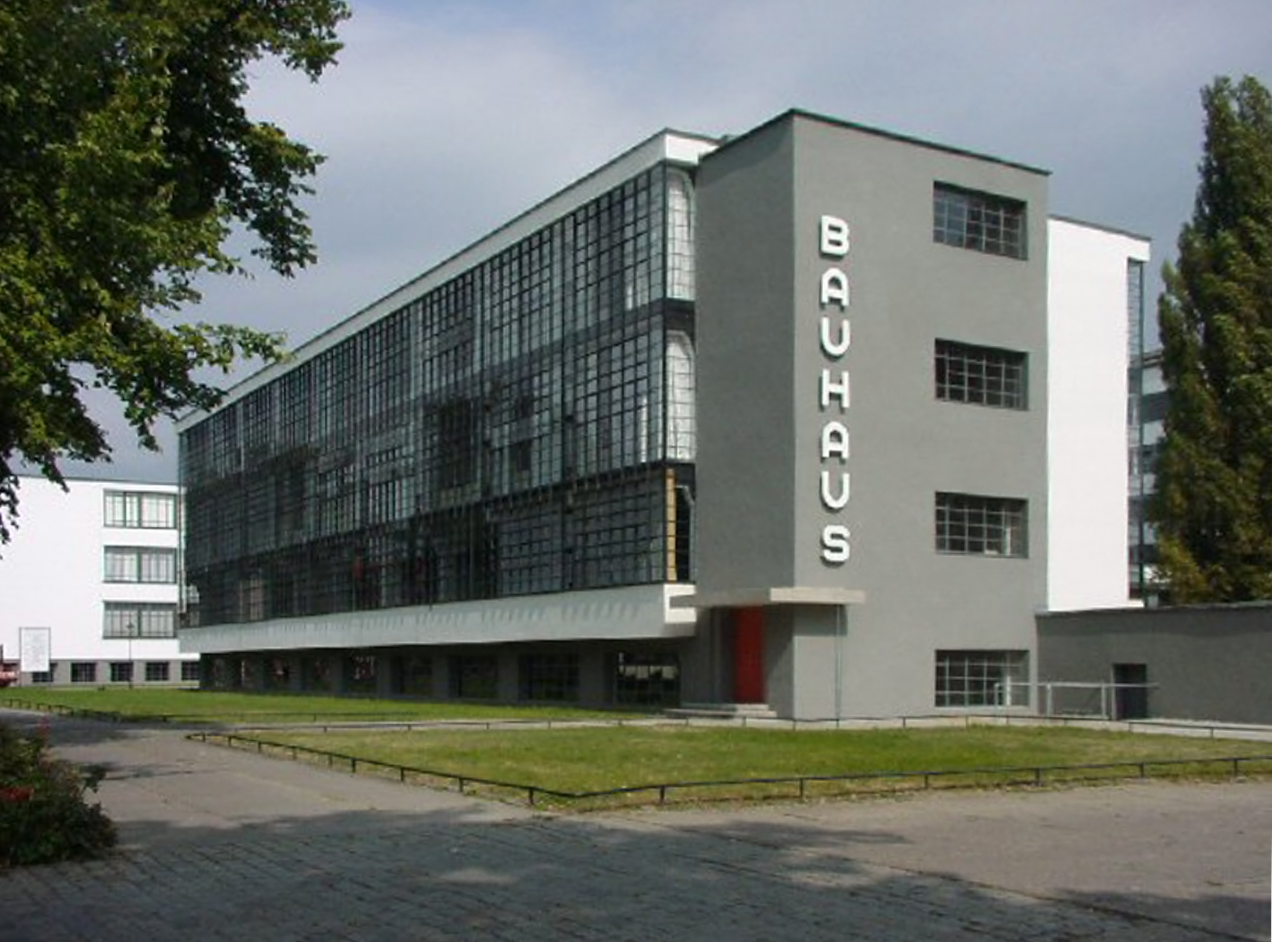
理性主義建築 （包浩斯基金會大樓）
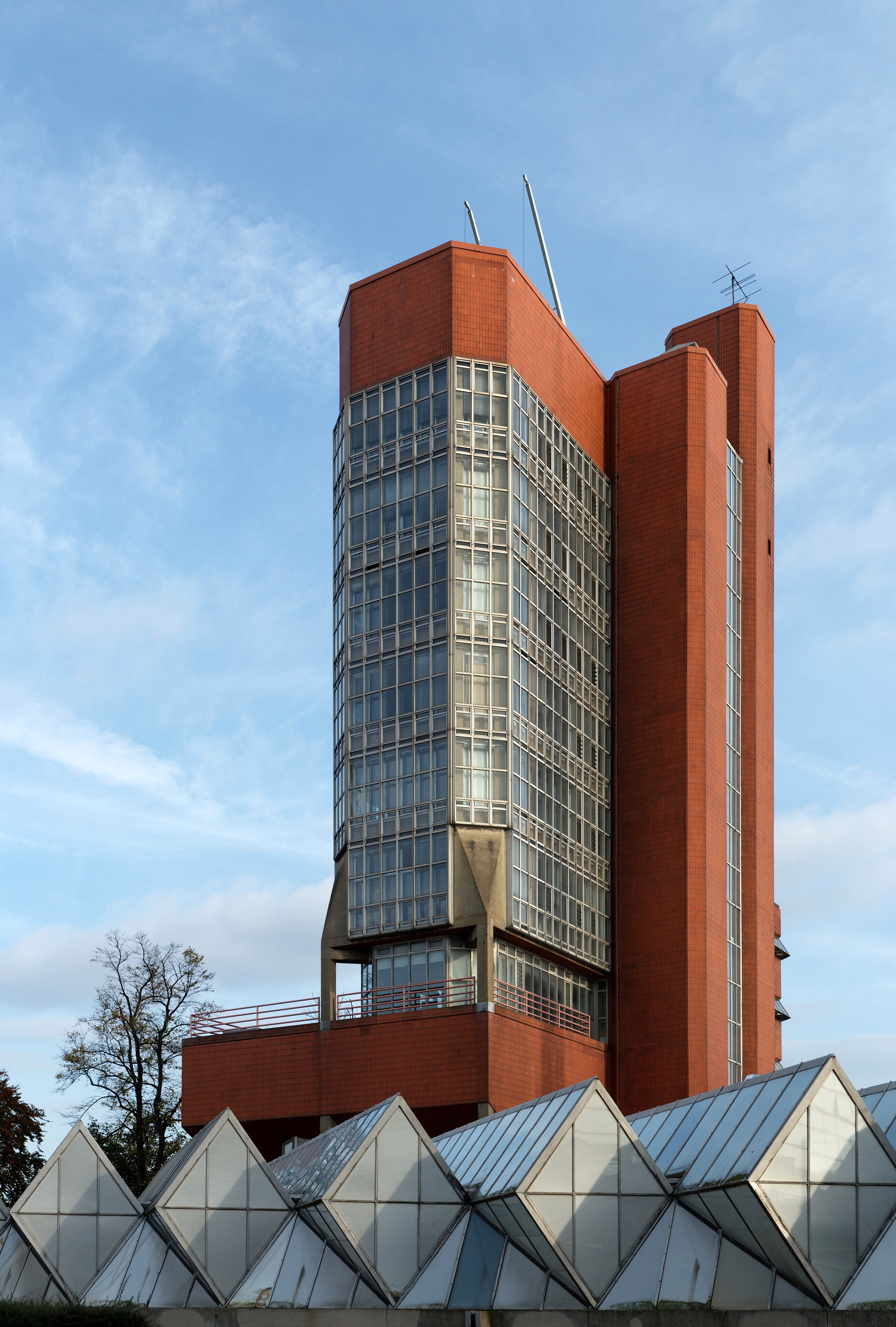
功能主義建築 （萊斯特大學工程學大樓）
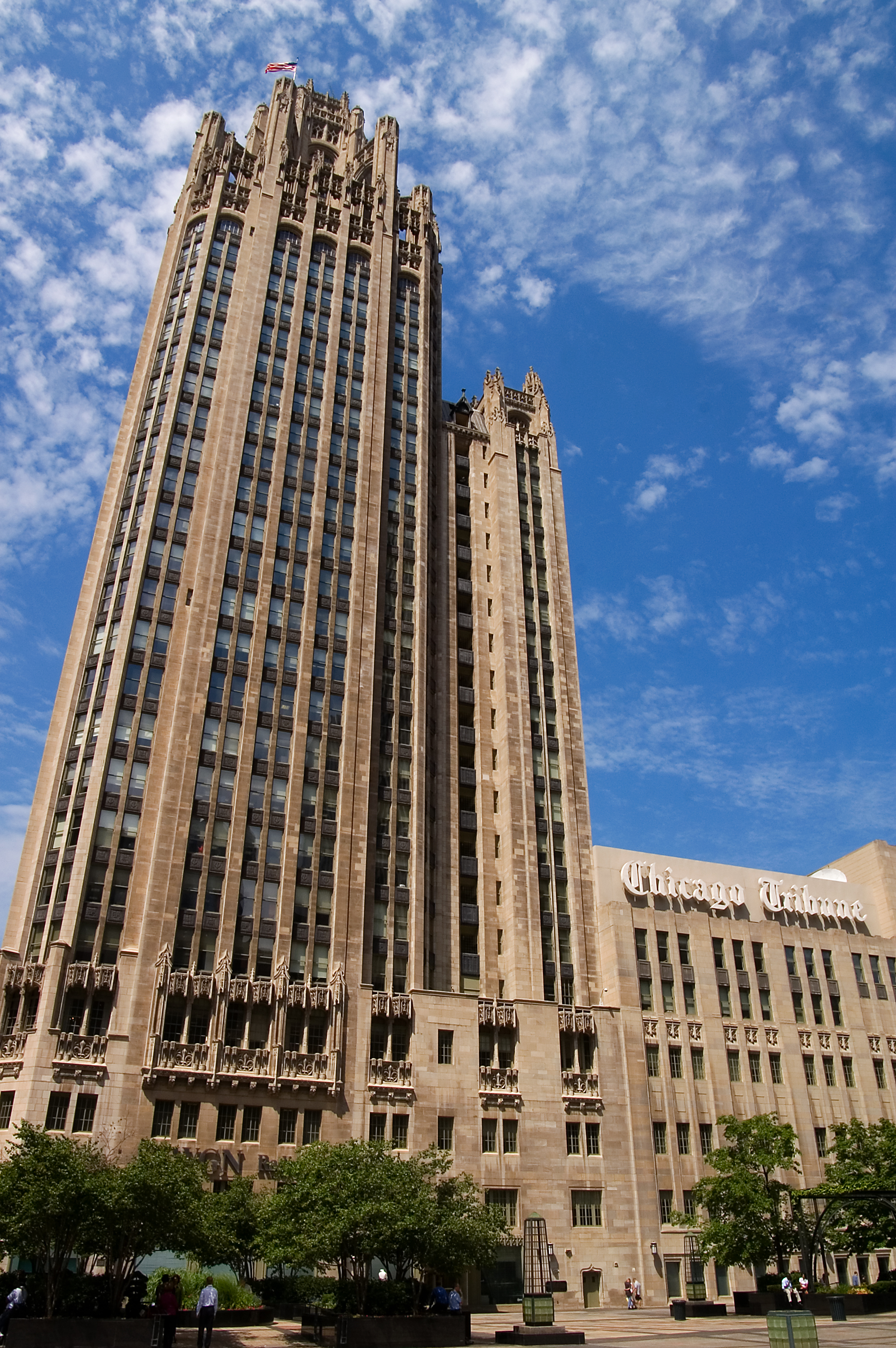
摩天大樓 （芝加哥論壇報大樓）
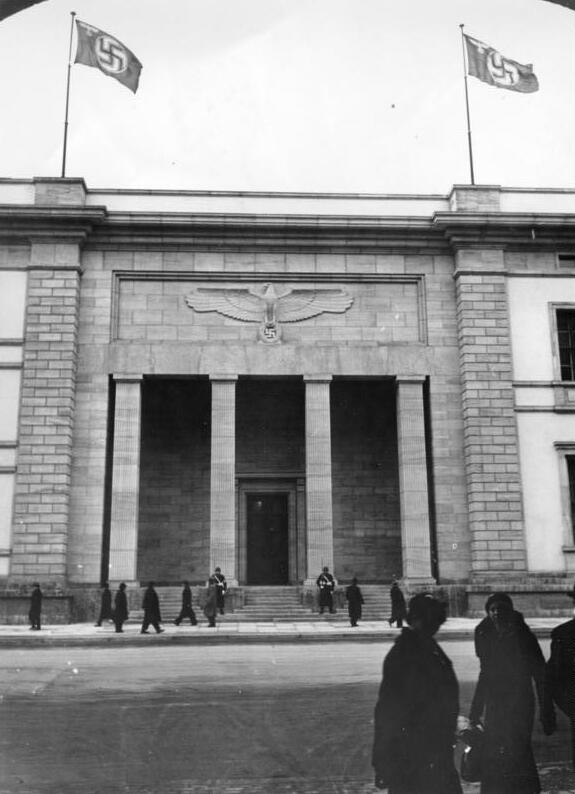
極權主義建築 （新帝國總理府）
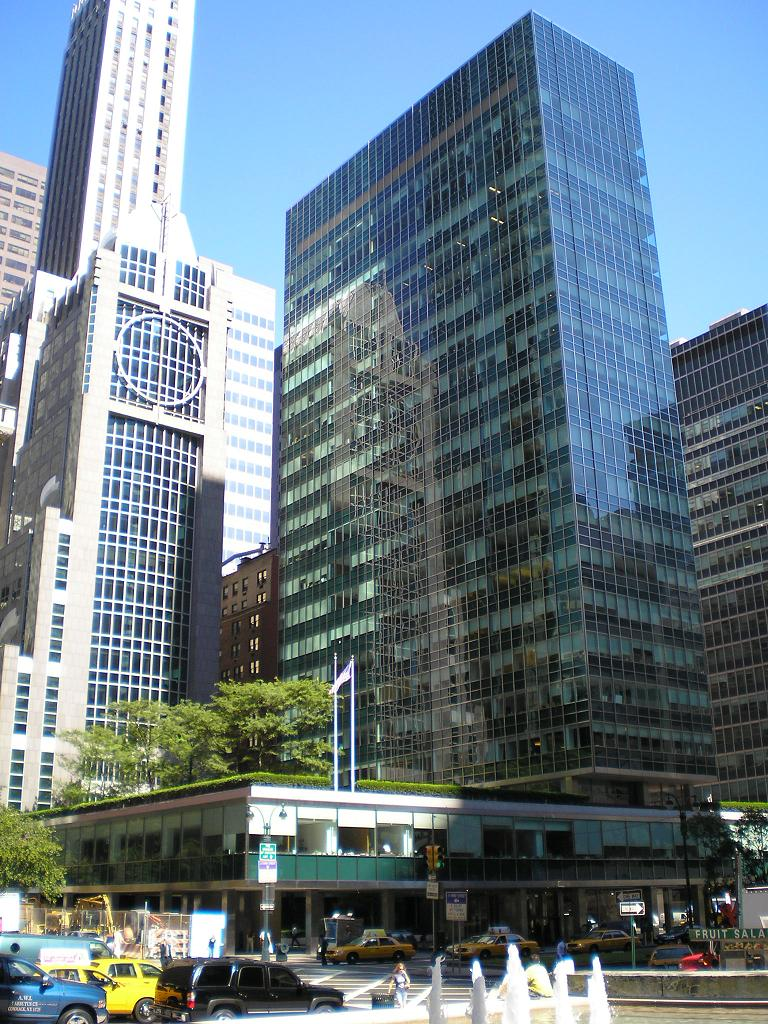
企業集團主義建築 （麗芙大樓）
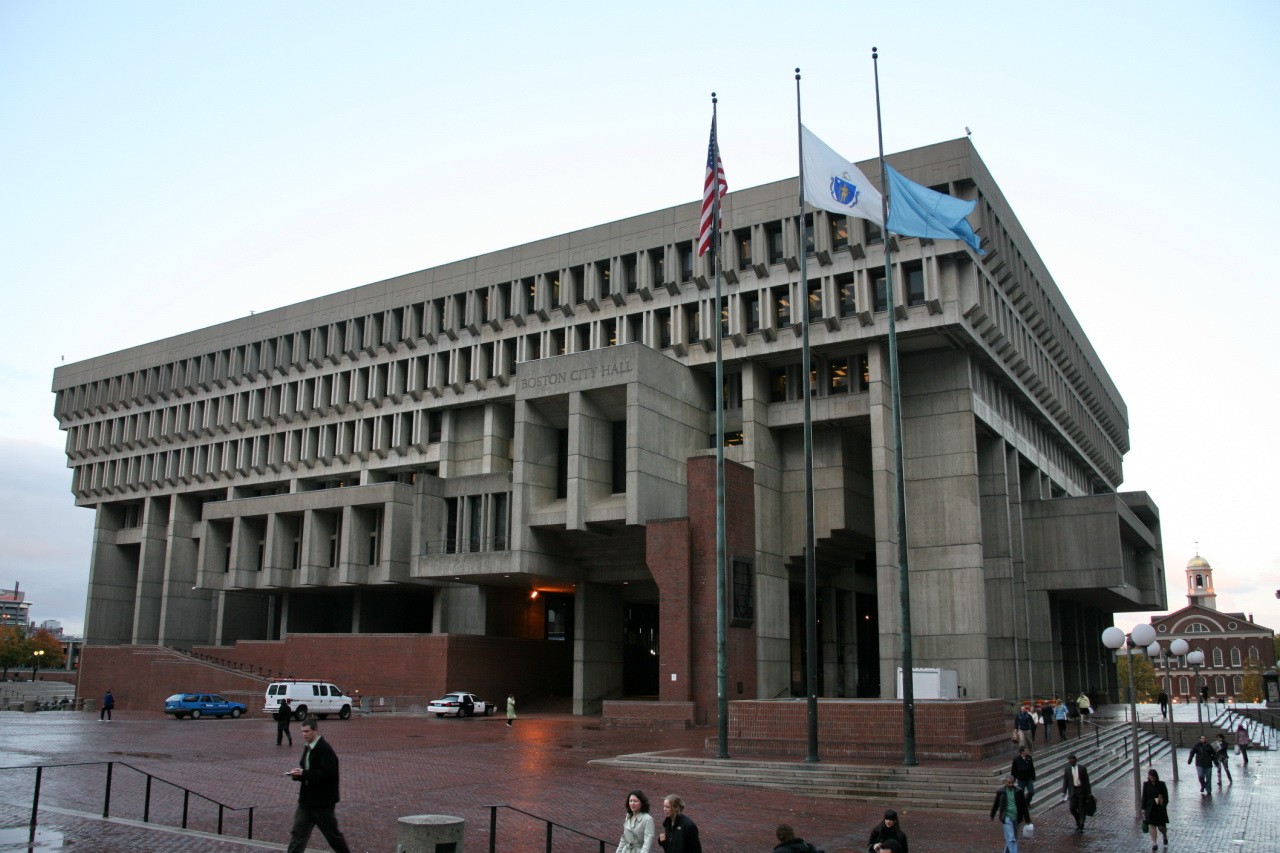
粗獷主義建築 （波士頓市政廳）

### 后现代主义

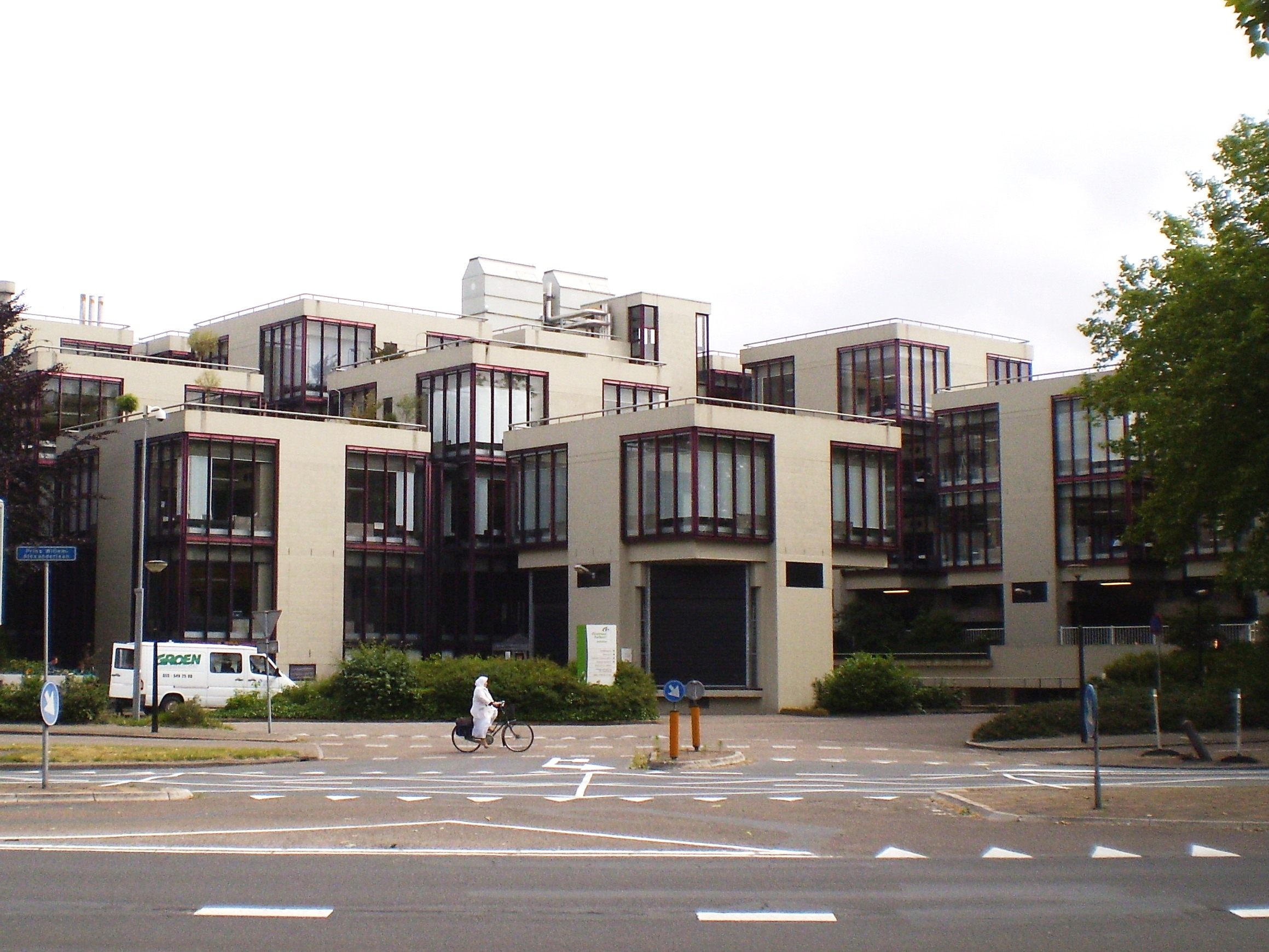
結構主義建築 （中央比賀爾辦公大樓）
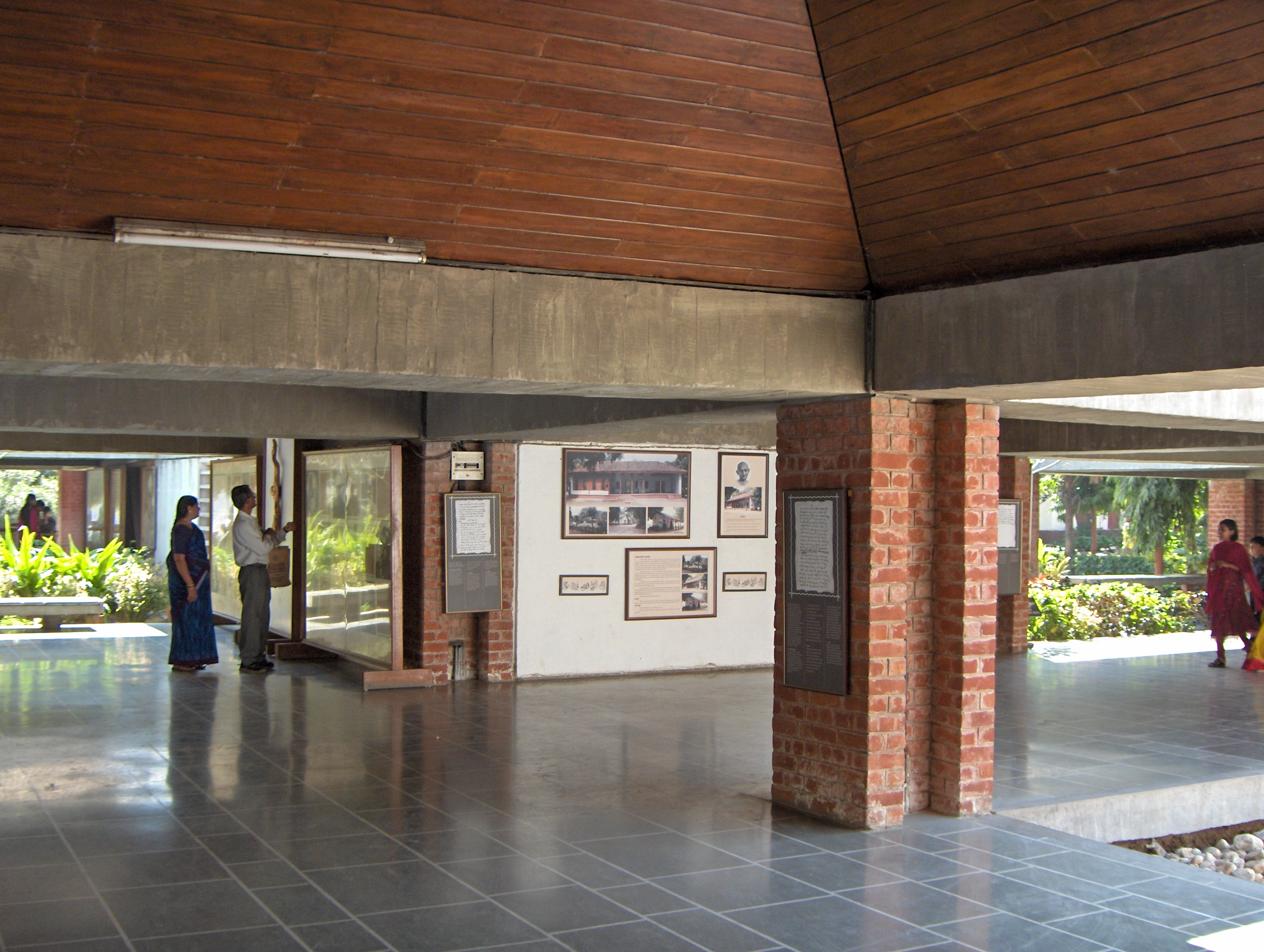
地域性主義建築 （甘地紀念博物館）
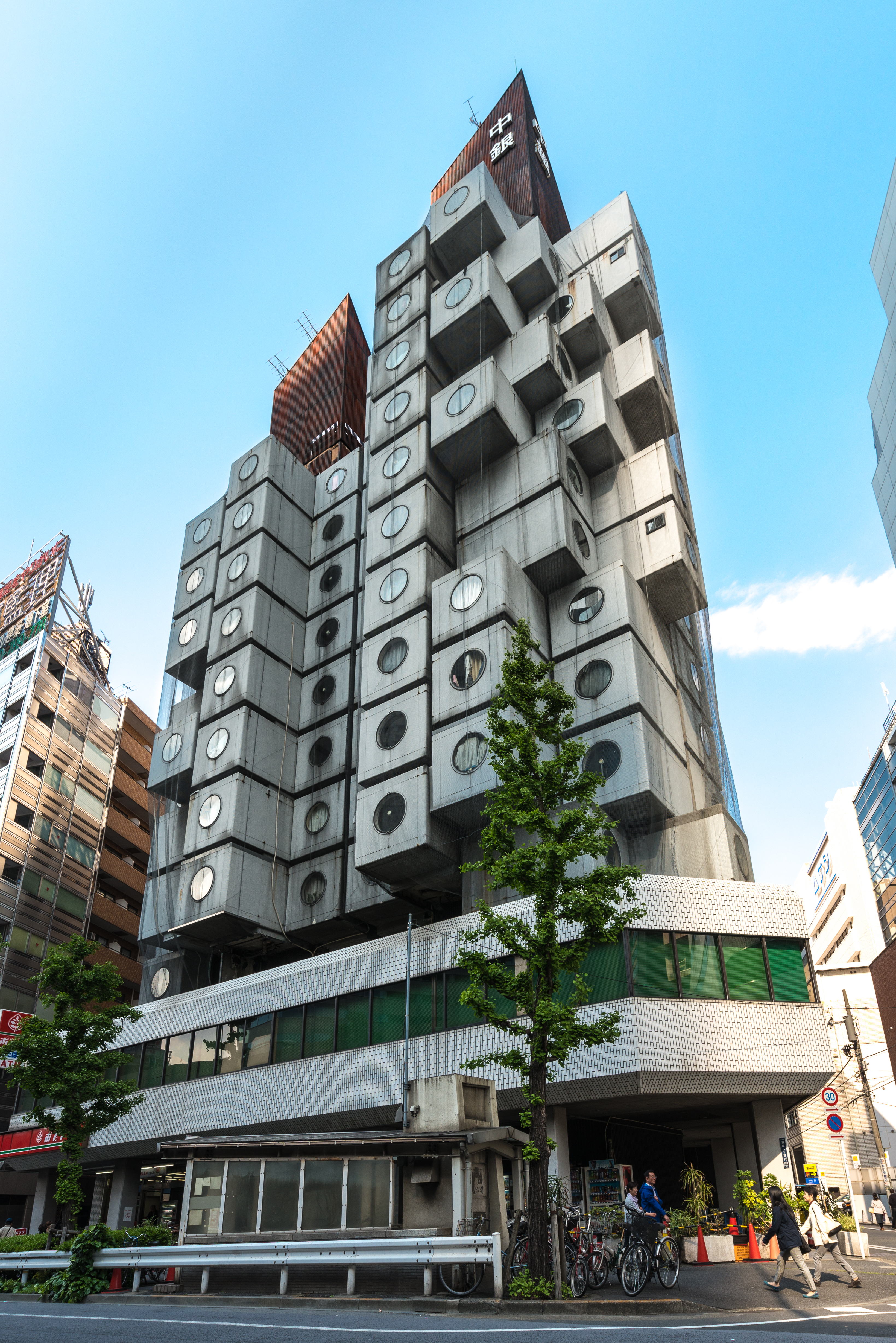
代謝主義建築 （中銀太空艙大樓）
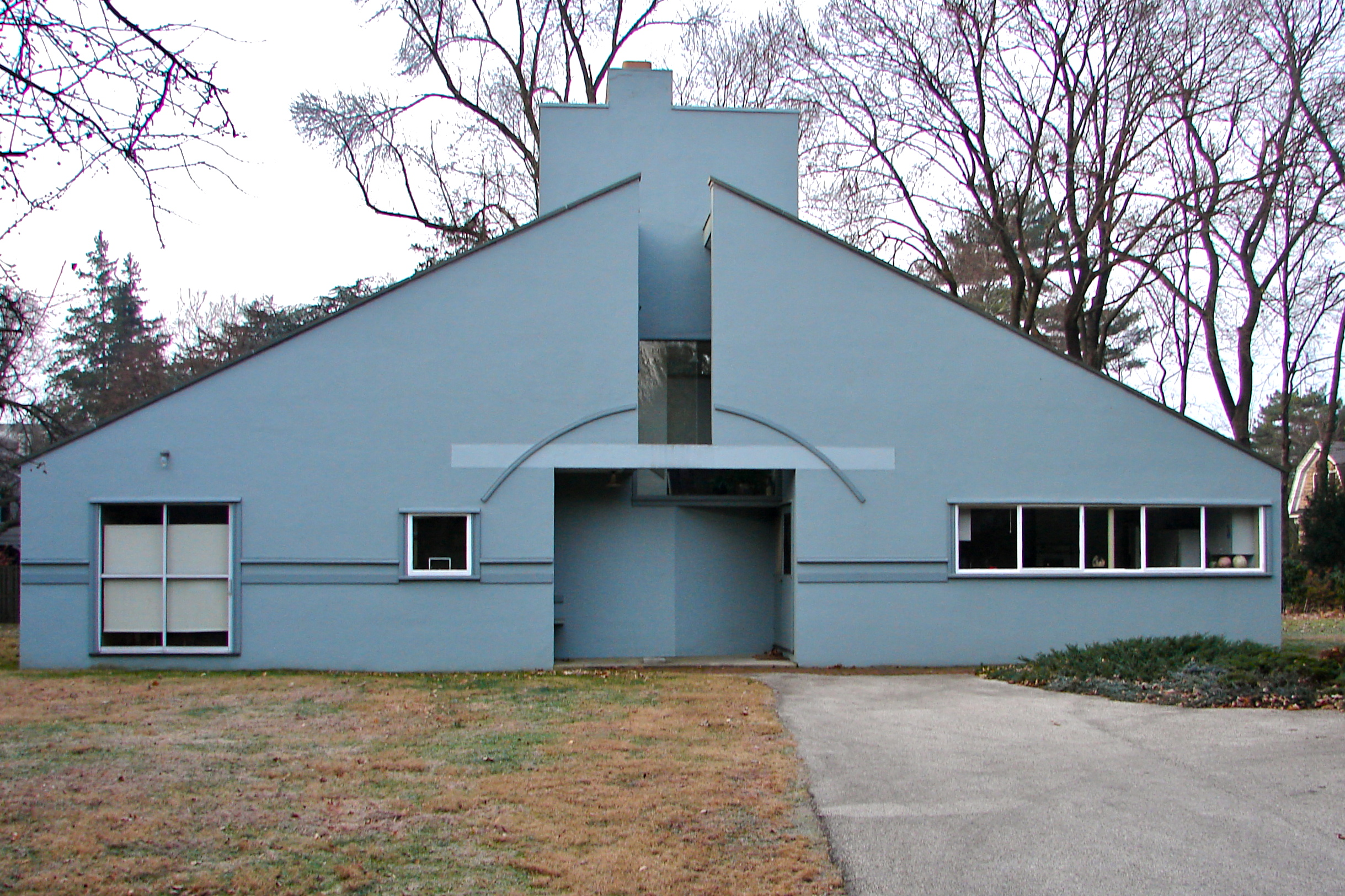
後現代主義建築 （母親之家）
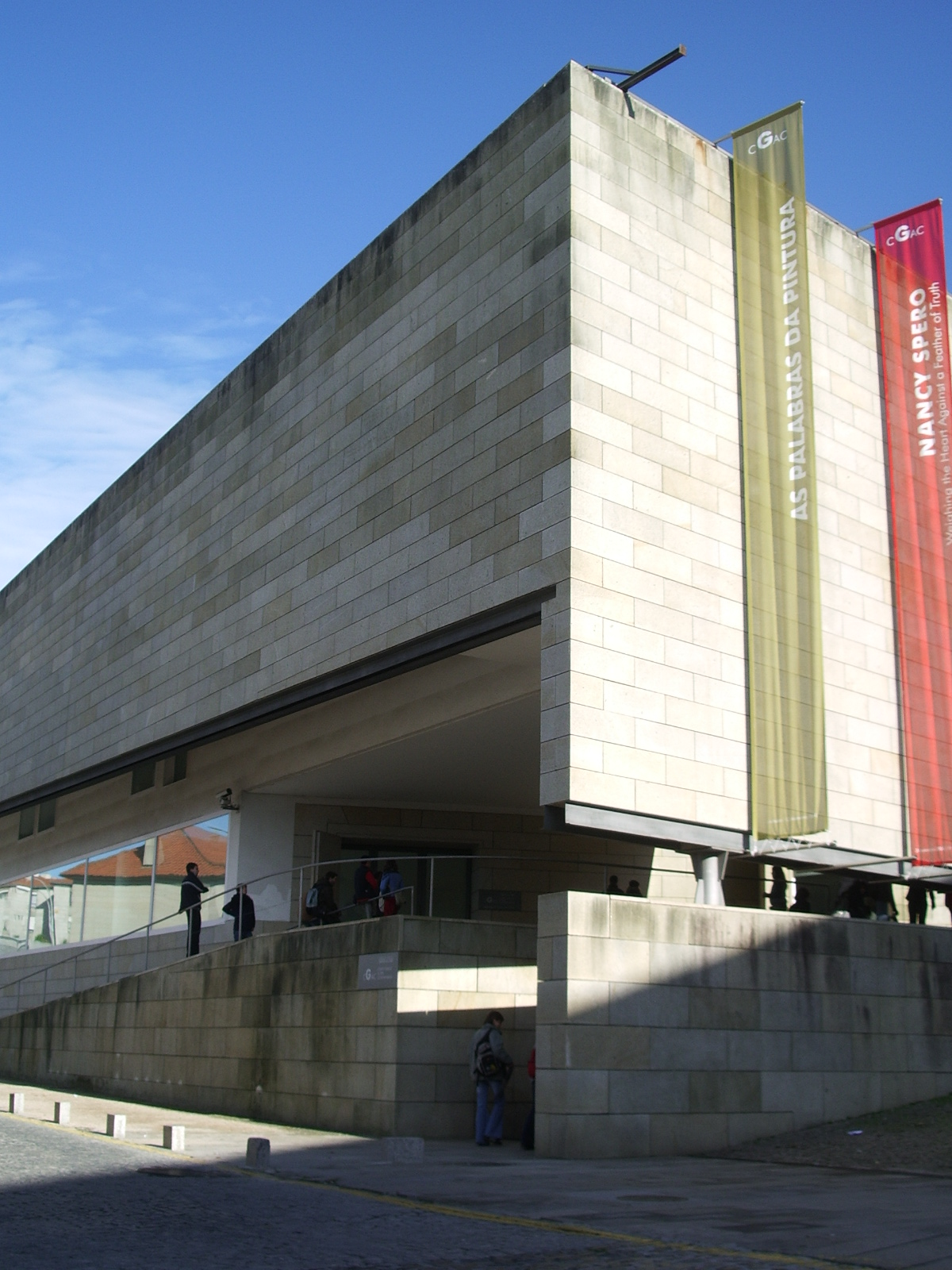
新理性主義建築建築 （加里西亞現代美術館）
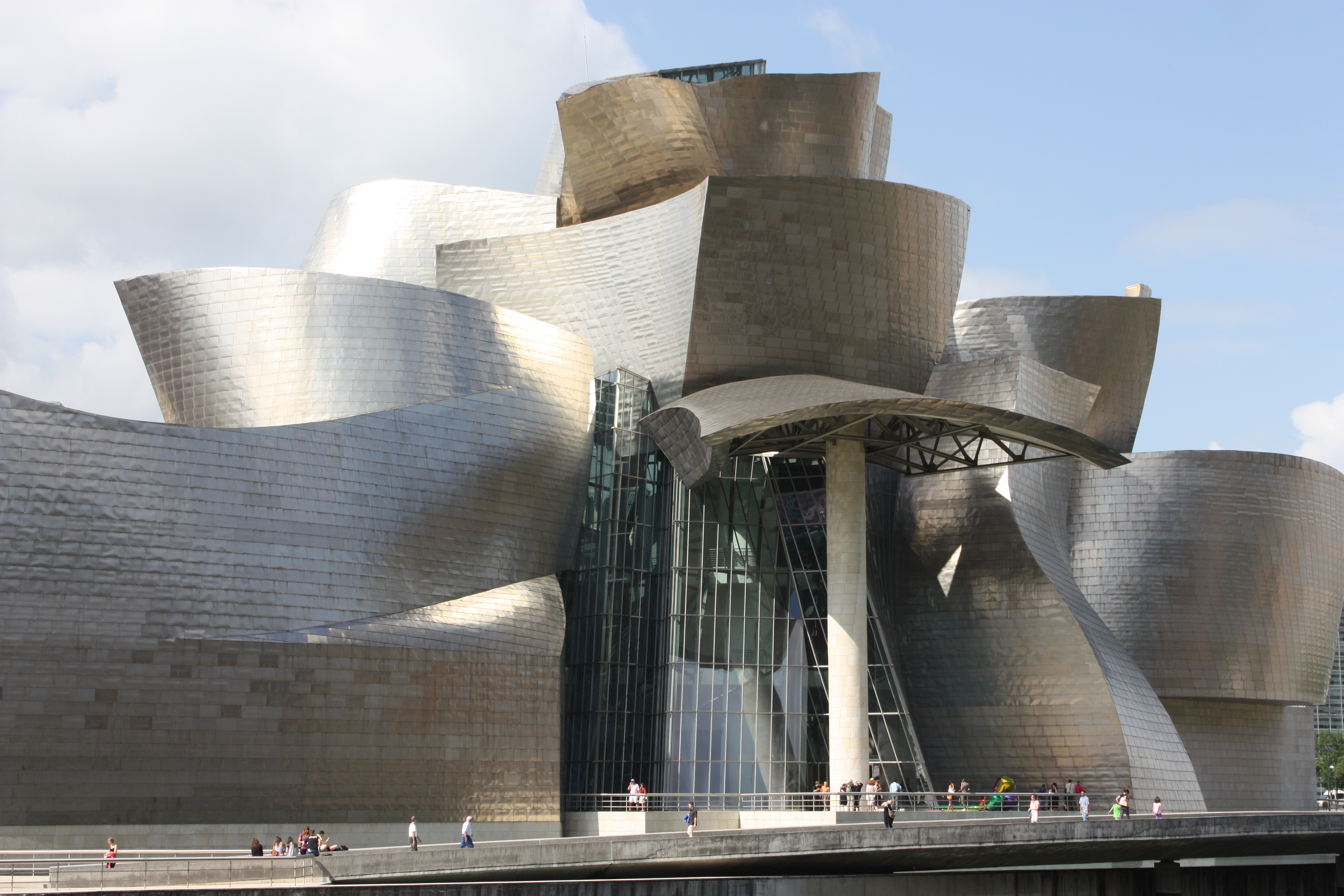
解構主義建築 （畢爾包古根漢美術館）
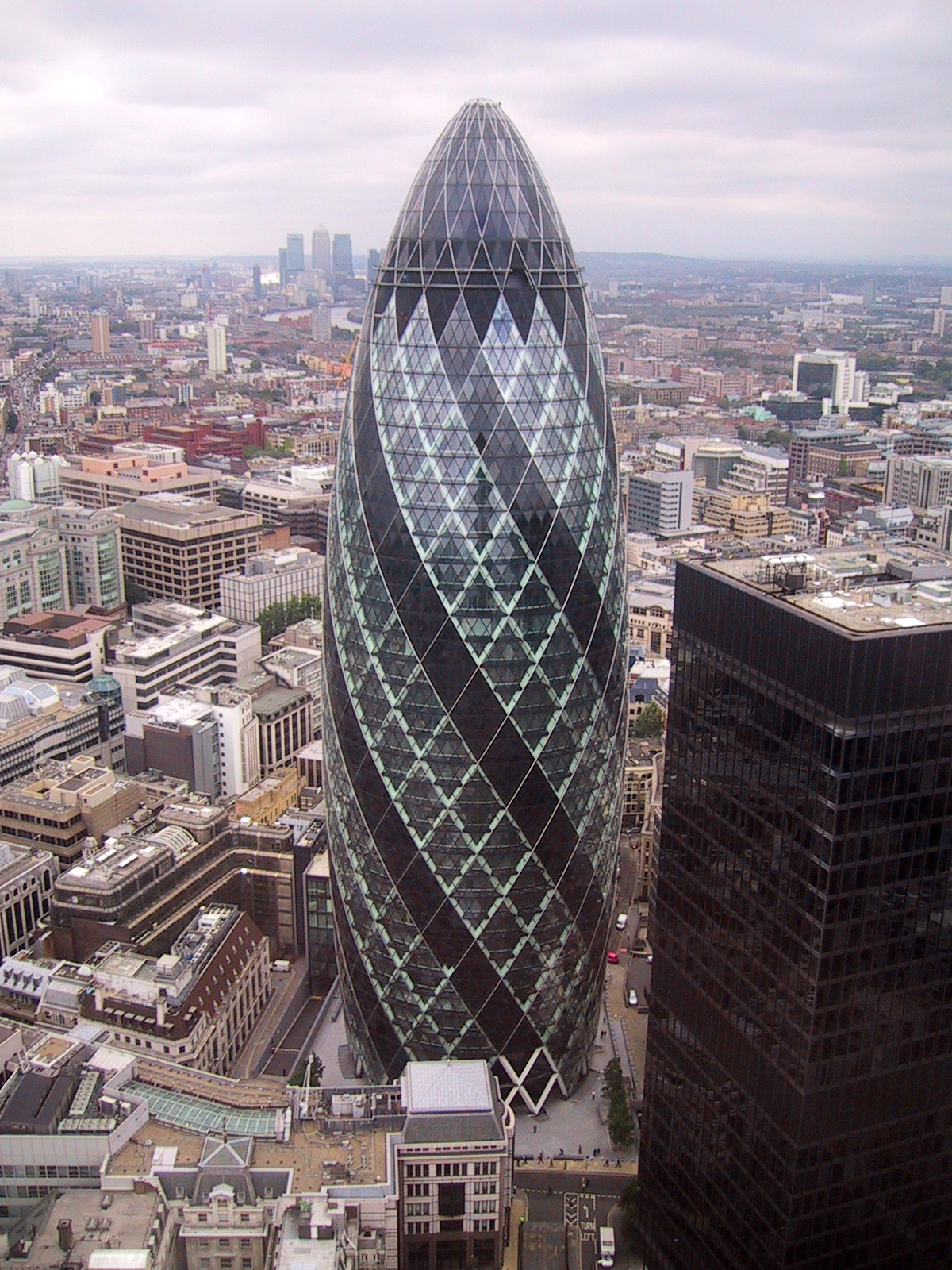
生態建築／綠建築 （瑞士再保險大樓）
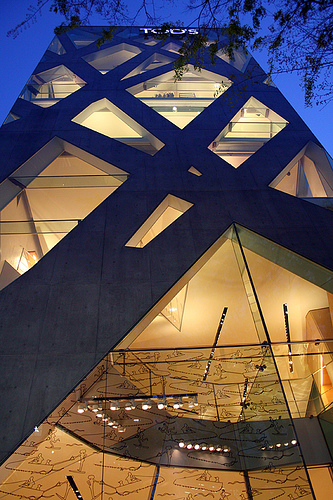
超越理性主義建築 （TOD's表參道大樓）

## 延伸阅读
- Melvin, Jeremy. . New York, NY: Universe. 2006: 159 p. ISBN 0789313804.
- 傑瑞米·梅爾文; 胡怡心譯. . 臺北市: 果實出版社. 2006年: 160頁. ISBN 986-7796-45-4.